# Geschiedenis van Nederland
De geschiedenis van Nederland is het verhaal van het gebied van het huidige staatkundige Nederland. 
Vóór de negentiende eeuw bestond er in dit deltagebied nog geen eenheidsstaat; tot die tijd kenden de gewesten in deze contreien ieder hun eigen bestuur en regeringsvorm. Deze gewesten hebben door de geschiedenis heen dan ook wisselende onderlinge relaties gehad, soms samenwerkend, soms rivaliserend. In die zin is dit artikel een beschrijving van de totstandkoming van het huidige Nederland als staat; de nationale geschiedschrijving.
Belangrijke keerpunten in deze geschiedenis zijn met name de Opstand in de 16e en 17e eeuw, vaak aangeduid als de meer omvattende Tachtigjarige Oorlog, met zijn onder de naam Plakkaat van Verlatinghe bekend staande onafhankelijkheidsverklaring; de opvolgende periode van grote voorspoed in de Gouden Eeuw; de Franse tijd die het einde betekende van de toen al langdurig in verval zijnde Republiek; de oprichting van het Koninkrijk der Nederlanden in 1815 en de Belgische Revolutie van 1830 resulterende in het Nederland in de min of meer huidige vorm.
Deze geschiedenis hangt nauw samen met het ontstaan van de Nederlandse ondergrond. Het tegenwoordige Nederlandse landschap is grotendeels gevormd in de laatste 150.000 jaar. De laatste duizend jaar is voornamelijk de bewoning van grote invloed geweest op het landschap, met name door de aanleg van polders en dijken. Dit heeft grote invloed gehad op de geschiedenis, onder meer door de collectiviteit die noodzakelijk was bij de bescherming van het in gebruik genomen land tegen het water. Dit heeft voor een bestuur en mentaliteit gezorgd die mede heeft bijgedragen aan het latere succes van de Nederlandse handel, waarbij ook de geografisch gunstige ligging aan zee en waterwegen van groot belang was.

## Prehistorie
Het huidige Nederlandse landschap is vooral gevormd gedurende de laatste twee ijstijden uit het Pleistoceen en het Holoceen. De verdrinkingsgeschiedenis tijdens het Holoceen van de Schelde, Rijn, Maas en Eems en omgeving is van groot belang geweest voor de bewoningsgeschiedenis van Nederland. Ruim twee derde van het oppervlak wordt gevormd door Holocene afzettingen.
Inherent aan deze periode is het gebrek aan kennis van wat er zich afspeelde. Waar later persoonlijke verhalen inzicht geven in beweegredenen, kunnen hier alleen culturen onderscheiden worden aan de hand van archeologische overblijfselen zoals artefacten of bodemsporen, voor zover deze al teruggevonden zijn in het bodemarchief. Enerzijds is het aantal doorzochte locaties niet uitputtend, anderzijds zijn sporen verdwenen door natuurlijke oorzaken, maar ook door menselijk ingrijpen of bevinden deze zich in formaties die bedekt worden door recentere afzettingen. Voor deze voorhistorische tijd is het beter te spreken van het gebied van het huidige Nederland.

### Steentijd
In de steentijd bestond de bewoning in dit gebied uit passerende jager-verzamelaars. Vondsten uit de vroegste periodes zijn spaarzaam en ontbreken bij een aantal periodes volledig. Niet goed duidelijk is in hoeverre menselijke bewoning het ritme van glacialen-interglacialen en stadialen-interstadialen volgde.

#### Oude steentijd
De oudste menselijke bewoners in Nederland waren waarschijnlijk neanderthalers die aan het einde van het Midden-Pleistoceen (0,465-0,128 Ma) en het Laat-Pleistoceen (0,128-0,0115 Ma) in Noordwest-Europa verbleven.
De oudst bekende sporen in Nederland dateren uit het Midden-Paleolithicum, ca. 250.000 BP, en zijn resten van een kamp in de Belvédère-groeve bij Maastricht en de groeve Kwintelooijen bij Rhenen. Of er oudere artefacten uit het Vroeg-Paleolithicum zijn, is omstreden door de moeilijkheden bij de datering. Het is niet precies bekend wanneer de moderne mens naar Europa kwam, maar de aanwezigheid blijkt uit vondsten gedateerd uit de laatste ijstijd.
Tijdens het laatglaciaal (14.650-11.650 BP) zijn er vijf culturen te onderscheiden: Magdalénien, Hamburg, Creswell, Federmesser en Ahrensburg.
Vanaf het begin van het Holoceen (0,0117 Ma-heden) steeg de temperatuur, wat een zeespiegelstijging tot gevolg had en het volstromen van de Noordzee. Dit heeft mogelijk mesolithische jagers naar het vasteland doen trekken, maar continue bewoning kwam waarschijnlijk pas later. Uit deze periode komt de kano van Pesse, voor zover bekend de oudste boot ter wereld. Met het stijgen van de temperatuur trokken de rendieren naar het noorden, gevolgd door de rendierjagers. De achtergebleven groepen pasten zich aan het veranderde klimaat aan. Naast de jacht werd de visserij en het verzamelen van veldvruchten van belang. Doordat zij niet meer meetrokken met de kuddes rendieren werden de nederzettingen permanenter.

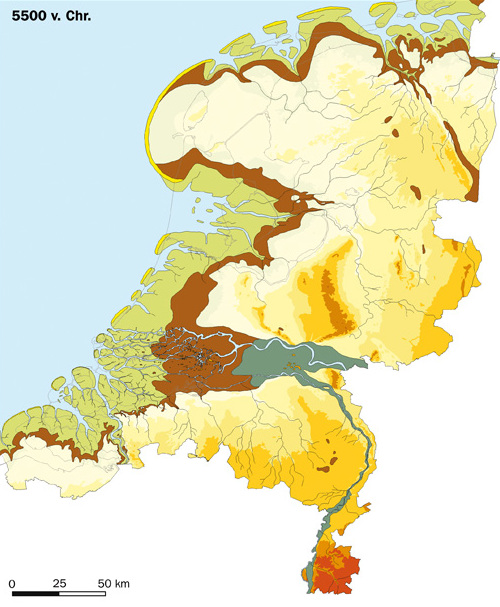
Nederland rond 5500 v.Chr.
Zie Ontstaan van de Nederlandse ondergrond voor meer achtergrond over de vorming van Nederland

#### Nieuwe steentijd
Tijdens het Vroeg-Neolithicum werd de overgang gemaakt van nomadisch jagen en verzamelen naar sedentaire landbouw en veeteelt, ook wel de neolithische revolutie genoemd. Dit is te zien aan grafvondsten en sporen van boerderijen op het lössplateau in Zuid-Limburg. Deze overgang was relatief laat in wat nog lange tijd niet meer dan een randgebied was. Steden zoals die zich in het centrum van de oude wereld toen al langzaamaan begonnen te vormen, waren dan ook nog ver weg.
Men begon planten en dieren te domesticeren, zoals honden, schapen, geiten, runderen en varkens. Nieuwkomers namen onder andere graan, linzen en erwten mee naar de Lage Landen. Daarnaast begon de mens ook met het aanpassen van het landschap. Het bedrijven van landbouw had een ontbossing tot gevolg, terwijl anderzijds de voedseloverschotten leidden tot een toename van de bevolking. Uit deze periode zijn de bandkeramische cultuur (ca. 5500-4400 v.Chr.) en de Rössencultuur (ca. 4500-4000 v.Chr.) in het Zuid-Limburgse lössgebied bekend. Deze culturen konden zich niet uitbreiden naar de rest van de Lage Landen, omdat ze nog geen ploeg kenden om de zware kleigronden mee te bewerken. Wel was het nog niet door boeren gecultiveerde deel van de Lage Landen nog lange tijd een heel geschikt gebied voor jagers en verzamelaars. Het gebied van de huidige kustprovincies was één grote moerasdelta doorsneden door talloze beken, meertjes en veengebieden. Op de plek waar eerst het Flevomeer zou ontstaan (later werd dit het Almere en ten slotte de Zuiderzee) lag een reusachtig veenmoeras. Hierin wemelde het van de watervogels en vissen, die een goede voedselbron voor jagers en verzamelaars vormden.
Rond 4500 v.Chr. verdween, door nog onbekende oorzaak, de landbouwcultuur in het zuiden van het huidige Nederland tijdelijk. Uit de periode rond 4300 v.Chr. resteren alleen nog sporen van jagers/landbouwers, de Swifterbantcultuur (ca. 5300-3400 v.Chr.). Uit de periode daarna, het Midden-Neolithicum, zijn hier sporen gevonden van de Michelsbergcultuur (ca. 4400-3500 v.Chr.), terwijl de Trechterbekercultuur (ca. 4350-2800/2700 v.Chr.) in het noorden de hunebedden achterliet en de Vlaardingencultuur (ca. 3500-2500 v.Chr.) in het westen te vinden was.

### Kopertijd
In de kopertijd zijn de standvoetbekercultuur (ca. 2850-2450 v.Chr.) en daarna de Klokbekercultuur (ca. 2700-2100 v.Chr.) te onderscheiden. Mogelijk heeft deze cultuur het wiel geïntroduceerd, waardoor de handel over land toenam. Voor het eerst vond er ook metaalbewerking plaats. Dit is aangetoond dankzij stenen aambeelden en koperen tongdolkjes die op de Veluwe bij Lunteren zijn gevonden, waarmee de overgang naar de bronstijd begon.

### Bronstijd
De bronstijd in Nederland laat men beginnen met de wikkeldraadbekercultuur. Ze bracht vooral welvaart in Drenthe, waar waarschijnlijk een belangrijke handelsroute liep tussen zuidelijk Europa, de Oostzee en Scandinavië.
De Hilversumcultuur (ca. 1800–1200 v.Chr.) stamt uit deze periode, waarin de landbouw zich verder ontwikkelde. Ook werd er nu onder andere gebruikgemaakt van mest, stro en wintervoeding voor het vee. Deze agrarische cultuur had als kerngebied het huidige Vlaanderen en zuiden van Nederland. De Elpcultuur wordt ten noordoosten daarvan onderscheiden en in het huidige West-Friesland de verwante Hoogkarspelcultuur. Deze culturen hadden veel overeenkomsten en maakten onderdeel uit van verschillende uitwisselingsnetwerken in noordwestelijk Europa.
In de late bronstijd strekte de urnenveldencultuur zich uit over Nederland.

### IJzertijd
In de IJzertijd kwam Noord-Nederland door de Germaanse expansie binnen de Noordelijke Pre-Romeinse ijzertijd. Het zuiden was vanaf grofweg 1000 v.Chr. een randgebied van de Keltische invloed waarvan de oorsprong in Centraal-Europa lag. Of er in het huidige Nederland daadwerkelijk Keltische talen gesproken werden, is niet aangetoond; wel zijn er enkele Nederlandse toponiemen met een deels Keltische herkomst (Noviomagus is daarvan waarschijnlijk de bekendste).
De Kelten hadden een klasse van edelen die hun macht deelden met stamhoofd en druïden en heersten over de plaatselijke bevolking. In het zuiden introduceerde de mogelijk Keltische Hallstatt-cultuur (ca. 800-500 v.Chr.) het gebruik van ijzer, om opgevolgd te worden door de La Tène-cultuur (ca. 450 v.Chr. tot de Romeinse periode in de eerste eeuw v.Chr.).
Dankzij de introductie van nieuwe technologieën als metaalbewerking kon voedsel efficiënter vergaard worden, wat een elite vrijmaakte die zich bezighield met andere zaken. De belangrijkste specialisatie was die van spirituele leiders die gevaren konden duiden of zelfs zouden kunnen afwenden. Rondom hen ontstonden centra van toenemende welvaart, aanvankelijk om de goden tevreden te stellen. Ter bescherming werden tijdelijk krijgers als leider aangesteld die echter gaandeweg meer macht verkregen. Relatief egalitaire samenlevingen werden op die manier adellijk met een aristocratisch bestuur. Dit gold onder meer voor de Kelten voor wie de Lage Landen een randgebied was en de La Tène-cultuur daarna (ca. 450 v.Chr. tot de Romeinse periode in de eerste eeuw v.Chr.).
Het bezit van vee gold als maatstaf voor rijkdom en aanzien en gaf meer status dan bereikt kon worden met landbouw. De hoogste status hadden de krijgers die over hun chiefdoms heersten. Deze samenlevingsvorm werd waarschijnlijk mogelijk gemaakt door de toegenomen handel. Dit had ook een toename van de ambachten tot gevolg, terwijl harnassen, wapens en gereedschappen verkocht werden in marktplaatsen die uitgroeiden tot versterkte nederzettingen.
Aangetrokken door Keltische welvaart, trokken in de tweede eeuw voor Christus Germanen naar het westen, hierbij geholpen door het gebrek aan samenhang in de Keltische samenleving. Ook de Germanen kenden een maatschappij van edelen, vrijen, half-vrijen (of laten) en slaven. Boven de rivieren verslechterden de woonomstandigheden door toenemende zeespiegelstijging (transgressie), waarop werd overgegaan op onder andere raatakkers en terpen, terwijl in het westen veengronden ontgonnen werden.
Bij dit alles moet worden opgemerkt dat het onderscheid tussen Kelten en Germanen niet goed duidelijk is. De benamingen werden gegeven door de oude Grieken en Romeinen. Ze worden tegenwoordig vooral als taalkundig begrip beschouwd, om onafhankelijke volken te beschrijven die lang niet altijd een gezamenlijke identiteit hadden (zie verder het artikel over de relatieve verwantschap tussen volken).
Over de godsdiensten die de Kelten en Germanen aanhingen is vrij weinig in detail bekend. De Romeinse beschrijvingen zijn oppervlakkig en gekleurd en het is waarschijnlijk dat de Germaanse mythologie van rond het begin van de westerse jaartelling een behoorlijke verandering had doorgemaakt toen in de dertiende eeuw Snorri Sturluson in de Proza-Edda de Noordse beschreef.

## Romeinse tijd
De eerste ooggetuigenverslagen die de Nederlanden beschrijven zijn afkomstig van Romeinen die zich in dit gebied hadden gevestigd. Deze zouden hier uiteindelijk enkele honderden jaren blijven. In de Commentarii rerum in Gallia gestarum beschreef de toenmalige generaal Julius Caesar zijn gevechten in 57 v.Chr. tegen de Belgae in de zuidelijke Nederlanden. 
Omstreeks 55 v.Chr. vond de slag bij Kessel plaats, de tot dusver oudst bekende veldslag op wat nu Nederlands grondgebied is. Deze Gallische oorlog (58–52 v.Chr.) markeert daarmee de overgang van de prehistorie naar de protohistorie van het gebied van de huidige Nederlanden. Overleveringen uit deze periode zijn echter nog steeds schaars; vermoedelijk is veel verloren gegaan. Pas vanaf de twaalfde eeuw neemt het aantal overgeleverde bronnen toe.
Caesar noemde enkele Belgae-stammen, waaronder de Menapii, als bewoners van het kustgebied van het huidige Vlaanderen en Zeeland en het deltagebied van de grote rivieren. Ten oosten van hen woonden de Eburones, door Caesar gerekend tot de "Germani cisrhenani". Hoewel de eersten aanvankelijk een succesvolle guerrillastrijd voerden, moesten zij zich uiteindelijk overgeven. De Eburones werden verslagen en een deel van de stam werd uitgeroeid. Deze oorlog leidde ertoe dat de Rijn voortaan de noordgrens van het Romeinse Rijk werd. Hiermee kwam ook een einde aan de eigen ontwikkeling van deze volken. 
In een periode van relatieve rust moeten de Bataven (in Romeinse bronnen uit deze tijd "Batavi" genoemd) zich daarna in onder andere de Betuwe hebben gevestigd, terwijl de Cananefates naar het huidige Zuid-Holland trokken. Ten noorden daarvan woonden de Frisii. Het vroegere gebied van de Eburones werd in het noorden opnieuw bevolkt door de Frisiavones.
In deze tijd woedde er een burgeroorlog in Rome (49–45 v.Chr.), en er waren nog meer opstanden en andere moeilijkheden. Hierdoor liet een doeltreffende organisatie van het gebied op zich wachten tot Augustus (27 v.Chr.-14 n.Chr.), de eerste keizer. Deze deelde het gebied aan de linkerzijde van de Rijn in bij Gallia Belgica. Tijdens de regering van Augustus was men begonnen met de uitbreiding van het wegennet, vooral gericht op de pacificatie van Noord-Gallië en de verovering van Brittannië en Germanië. Generaal Drusus moest voor Augustus het gebied tot aan de Elbe veroveren. Hij wist de Frisii te onderwerpen en met hun hulp de Chauken te verslaan. Na de door hen in 9 n.Chr. verloren Varusslag trokken de Romeinen zich echter terug tot de Rijn. Het gebied daarboven bleef een militaire zone, maar na een belastingmaatregel kwamen de Frisii in 28 n.Chr. in opstand, waarna zij en de Chauken vrijwel onafhankelijk werden van de Romeinen. Daarbij werkte het verschuiven van de Romeinse aandacht naar de verovering van Brittannië in 43 in hun voordeel. De Rijn werd na 47 de noordgrens of limes van het rijk.
Onder de keizers Tiberius (14–37) en Claudius (41–54) werd het gebied van wingewest omgevormd tot onderdeel van het rijk. Onder Claudius werd romanisering als politiek instrument bevorderd. Romeinsgezinde stammen kregen (schijnbaar) een onafhankelijke status; aan hen werd het statuut van civitas libera of civitas foederata – vrije of verbonden burgers – toegekend. Ook werd een deel van de lokale bevolking ingedeeld bij de hulptroepen. De Romeinse verdraagzaamheid ten aanzien van de lokale godsdiensten droeg bij aan pacificatie van de stammen.
Desondanks kwamen onder leiding van Julius Civilis in het vierkeizerjaar (68–69) de Bataven in opstand, toen de Romeinse legioenen aan de Rijn gedeeltelijk waren teruggetrokken om aan de interne opvolgingsstrijd deel te nemen. Enkele andere grensstammen namen eveneens deel aan de opstand, maar vooral in het binnenland werd de voorkeur aan de pax Romana gegeven boven de Germaanse vrijheid. De nederzetting Oppidum Batavorum aan de Waal werd bij de opstand verwoest. Vespasianus werd de nieuwe keizer, herstelde de orde in Rome en bracht de opstandige gebieden weer in het gareel. Naar de Rijn werden extra legioenen gestuurd en generaal Cerialis wist het gebied weer onder Romeins bestuur te brengen.

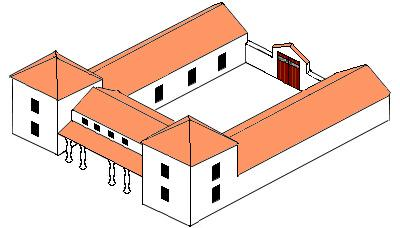
Schema van een villa rustica

Nadat de Bataven weer gepacificeerd waren, bleef het gedurende twee eeuwen betrekkelijk rustig in de Rijnprovincies. Germania Inferior verkreeg in 89 het statuut van volledig onafhankelijke provincie. Tijdens de Flavische dynastie (69–96) werd ook het grensgebied geromaniseerd. Dankzij de uitbreiding van het wegennet met heerwegen en de scheepvaart nam de mobiliteit en daarmee de handel toe, geholpen door de toenemende beschikbaarheid van muntgeld. De riviergronden en het Brabantse en Limburgse achterland werden grotendeels opgedeeld in grote landerijen, met vaak een imposante villa rustica als centraal gebouw. Dit was een grote herenboerderij te midden van een uitgestrekt landbouwgebied. De Romeinen verbouwden vaak één product in grote hoeveelheden, dat vervolgens verhandeld werd, onder andere met de steden en legergarnizoenen. Naast akkerbouw en veeteelt vonden hier ambachtelijke activiteiten plaats, waarbij de Romeinse villa Voerendaal-Ten Hove langs de via Belgica een van de grootste teruggevonden villa's van Europa is. De eigenaren waren rijke burgers die veelal hun hoofddomicilie in de nieuwe plaatsen Colonia Claudia Ara Agrippinensium (Keulen), Colonia Ulpia Traiana (Xanten) of Coriovallum (Heerlen) hadden. 
De inheemse Germaans/Keltische bevolking romaniseerde geleidelijk aan. Zij bewerkten het land van de villa-eigenaren, beoefende ambachten of diende in het leger. De economie was vooral gericht op de behoeftevervulling van de grote legerplaatsen die langs de nabije rijksgrens lagen. De nieuwe geromaniseerde Romeinse stedelijke nederzettingen – ook civitates genaamd – lagen gewoonlijk dicht bij de oudere voor-Romeinse centra van onder meer de Menapiërs, Nerviërs en Tungri. Soms, meestal in het zuiden, vielen ze samen met oude hoofdplaatsen als Kamerijk, Atrecht en Doornik. Bij gebrek aan een dergelijke oorspronkelijke hoofdplaats stichtten de Romeinen er zelf een. Stond de lokale bevolking zeer wantrouwig tegenover de Romeinse administratie, dan werd soms de civitas buiten het stamgebied geplaatst.
Aan deze periode van economische expansie en sterke bevolkingstoename kwam pas rond 250 een einde. Onder keizer Marcus Aurelius (161–180) werd wel de Germaanse druk op de limes groter en begon ook een periode van interne onrust; een negatieve handelsbalans met het oosten verergerde de crisis. Er kwamen steeds vaker overvallen van plunderende over-Rijnse stammen en ook de met veel geweld gepaard gaande troonswisselingen van de keizers tijdens de crisis van de derde eeuw en het daardoor verdwijnen van het centrale gezag maakte de situatie van de bevolking er niet beter op. Om de grenzen te verdedigen, werd de belastingdruk steeds hoger, zodat de bevolking sterk verarmde.
Gaandeweg kwam er een proces van regionalisatie op gang, dat de eenheid van het rijk onder druk zette. Zo verenigden een aantal provincies zich tegen de Frankische invallen tot het Gallische Rijk. In het oosten van het huidige Nederland bestonden de Franken waarschijnlijk uit Saliërs en Chamaven. Zij waren goed vertrouwd met de Romeinse legercultuur en werden vermoedelijk met wisselend succes ingezet in de verdediging van de limes. Rond 290 trokken de Salische Franken deze streken binnen. Zij vestigden zich in het Romeinse gebied ten zuiden van de Rijn, in het bijzonder rond de Schelde en later in het huidige Zuid-België en Noord-Frankrijk. De Bataven en de Cananefaten zijn waarschijnlijk opgegaan in de Franken, hoewel ook wel wordt gesteld dat zij met de Romeinen zijn vertrokken. Herhaaldelijke Romeinse pogingen om zich van de Franken te ontdoen waren vergeefs. In 355 gaf Julianus de Franken het gebied Toxandrië (qua grondgebied vergelijkbaar met het voormalige hertogdom Brabant) als foederati in bezit. In deze periode nam de autochtone bevolking in het grensgebied af, wat waarschijnlijk ten dele werd gecompenseerd doordat Franken zich hier vestigden. Aan het einde van de derde eeuw stabiliseerde de situatie zich; de Salische Franken verdedigden voortaan als bondgenoten de grens.
Ten noorden van de Rijn, buiten het Romeinse Rijk, woonden de Chauken en de Frisii. In tegenstelling tot de Chauken hielden de Frisii zich voornamelijk bezig met de veeteelt. Dit veranderde in de derde en vierde eeuw toen het Friese land regelmatig overstroomd werd. Hierdoor gingen ze zich meer toeleggen op de visserij en de handelsvaart, waardoor ze een zekere rijkdom verwierven. Ook hier had de Romeinse cultuur veel invloed. Dit blijkt uit de vele Romeinse gebruiksvoorwerpen en munten die in grafvelden en terpen zijn gevonden. Dit wijst op een levendige handel tussen de Frisii en het naburige Rijk. Ook is uit schriftelijke historische bronnen bekend dat sommige Frisii, evenals leden van andere stammen die niet rechtstreeks onder Romeins bestuur stonden, dienst namen in het Romeinse leger en daarmee, na hun diensttijd, ook veel Romeinse cultuur en gebruiken naar huis meenamen.
Aangenomen wordt dat er een mengelmoes van heidense geloven bestond voordat het christendom de overheersende godsdienst werd in het gebied dat later overeenkomt met de Nederlanden. Onder de Romeinen werd het Romeinse pantheon geïntroduceerd. Ook vond ook toen de eerste kerstening plaats, vooral in de steden. De invloed hiervan was echter beperkt en verdween weer vrijwel helemaal na de Grote Volksverhuizing.

### De eerste grotere nederzettingen
In de Romeinse tijd werden de eerste echte nederzettingen in het huidige Nederland gesticht. Verder ontstonden er op gunstige plaatsen zoals bij wegkruisingen, doorwaadbare plaatsen bij rivieren en rond herbergen, talrijke gehuchten en dorpjes (vicus) die soms stedelijke omvang aannamen en waarvan een klein deel altijd is blijven bestaan. Vooral beneden de grote rivieren hebben sommige plaatsen zodoende een Romeinse oorsprong, in het bijzonder langs de Maas en in de Betuwe. 
Het hiervoor genoemde Oppidum Batavorum ("vestingstad der Bataven") moet omstreeks het begin van de christelijke jaartelling zijn gesticht. De locatie kwam vermoedelijk overeen met wat nu een deel van het centrum van Nijmegen is. Het op bijna dezelfde plek gelegen Ulpia Noviomagus Batavorum moet tussen 98 en 104 n.Chr. van keizer Trajanus Romeinse stadsrechten hebben gekregen. Vanwege dit laatste en het feit dat hier dus eerder al Oppidum Batavorum lag, wordt Nijmegen soms gezien als de grootste kanshebber voor de titel van oudste stad van Nederland.
Iets ten noorden van Nijmegen en bij Arnhem zijn ook restanten van Romeinse forten (castella) aangetroffen, die zijn geïdentificeerd als castra Herculis respectievelijk castellum Meinerswijk.
Omstreeks 122 stichtte keizer Hadrianus Forum Hadriani (Voorburg) als stad der Canninefaten. Coriovallum (Heerlen) en Mosa Trajectum (Maastricht) waren geen Romeinse steden maar wat grotere nederzettingen, die zich spontaan ontwikkelden doordat ze waren gelegen aan belangrijke land- en waterwegen. 
De meeste van deze Romeinse kampen en woonplaatsen zijn waarschijnlijk voor korte of wat langere tijd verlaten geweest tijdens de chaotische periode van de volksverhuizingen in de periode 300–500. Vernieuwd archeologisch onderzoek wijst erop dat Maastricht vermoedelijk de enige nog bestaande stad in het huidige Nederland is die sinds de Romeinse stichting vrijwel continu bewoond is gebleven. Met name de latere vestiging van een bisschopszetel rondom het graf van Sint-Servaas lijkt hier de bewoningscontinuïteit te hebben bevorderd.

### Landschapsvorming

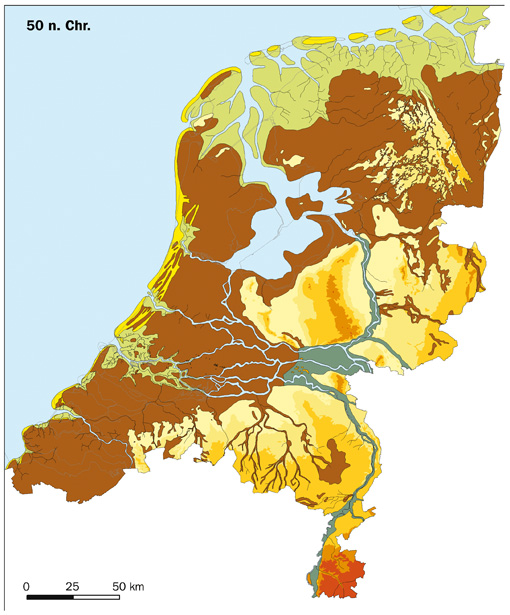
Nederland rond 50 n.Chr.

De kustlijn zag er toen geheel anders uit dan tegenwoordig. Een relatief langzame zeespiegelstijging in combinatie met het waarschijnlijk vaker voorkomen van stormen kan een van de oorzaken zijn geweest van de kusterosie die tussen de vijfde en de eerste eeuw v.Chr. in het westen van het huidige Nederland begon. Terwijl in de periode daarvoor de kustlijn zich gesloten had, afgezien van de riviermondingen van de Schelde, de Maas, de Rijn en het Oer-IJ, werden deze mondingen hierna weer steeds wijder. Het hoogveengebied achter de strandwallen raakte door de inbraken van de zee, maar ook door toedoen van de toenmalige bewoners ontwaterd, waarna het inklonk. 
Vooral in Zeeland kwam het veen zo laag te liggen, dat het rond het begin van de jaartelling overspoeld werd door de zee waarmee de veenvorming tot stilstand kwam. Hoewel er tot in de derde eeuw op het veen bewoning was, kwam de zee aan het einde van deze eeuw diep in Zeeland. Deze gebeurtenis maakte volgens eerdere opvattingen onderdeel uit van de zogeheten Duinkerke-transgressies; inmiddels is dit model in de wetenschap grotendeels vervangen door het kustinbraakmodel. In combinatie met selnering, het turfsteken voor de zoutwinning, leidde dit tot erosie van het veen. Aan het einde van de Late Middeleeuwen was de kustbarrière hier bijna volledig verdwenen. 
Ook in het noorden was het veen vrijwel geheel verdwenen. Het Flevomeer ontwikkelde zich na de Romeinse tijd door de afslag van de oevers tot het Almere-meer. De monding van het Oer-IJ was toen al vrijwel geheel gesloten. Waarschijnlijk ontstond in de vroege middeleeuwen via het Vlie een verbinding tussen het Almere-meer en de latere Waddenzee. In de negende en de tiende eeuw ontstond door afbraak in Friesland de Middelzee, om in de twaalfde en dertiende eeuw weer dicht te slibben.
In de Romeinse tijd vonden ook steeds meer avulsies – stroomgordelverleggingen – plaats. Door verzanding van de monding van het Oer-IJ werd vanaf 47 n.Chr. de Oude Rijn gedurende enkele eeuwen de noordgrens van het Romeinse Rijk. De Lek, de Waal, de benedenloop van de Hollandse IJssel, en de Gelderse IJssel ontstonden in deze tijd, terwijl de Linge net daarvoor was ontstaan. De Oude Rijn verzandde doordat de Rijn steeds meer via de Maas ging lopen.
De kusterosie zorgde er tevens voor dat het water reikte tot aan het castellum van Oudenburg, waarschijnlijk Portus Epiatici. Ook Brittenburg, de meest westelijke Romeinse fortificatie aan de Oude Rijn, kwam onder water te staan. De overblijfselen hiervan zijn later weggespoeld. De Romeinen konden de strijd tegen het water uiteindelijk niet winnen, een van de redenen dat ze het gebied verlieten.
De hiervoor genoemde Duinkerke-transgressies (of als alternatief het kustinbraakmodel) hebben er vermoedelijk sterk aan bijgedragen dat op veel plekken in het huidige Nederland de bewoningscontinuïteit na de oudheid gedurende een aantal eeuwen onderbroken is geweest, met name in het noorden en westen. Pas vanaf de 10e eeuw nam de bewoning hier weer noemenswaardig toe, wat wordt bevestigd door archeologische vondsten. In het oosten en zuiden lijkt iets meer bewoningscontinuïteit te zijn geweest.

## Middeleeuwen

### Van Oudheid naar Middeleeuwen
De Germaanse druk op de limes nam vanaf de tweede eeuw toe. De Grote Volksverhuizing, die al met al zo'n twee eeuwen duurde, luidde een periode van instabiliteit in. De Romeinen wisten dit lange tijd op te lossen door Germaanse troepen als foederati of verbondenen in te zetten tegen vijandige andere Germanen. Het Romeinse Rijk verzwakte ondertussen ook intern. Het werd omstreeks 300 ten slotte verdeeld in een westelijk en een oostelijk deel, die elk zelf voor de verdediging van hun grondgebied moesten zorgen. Het economisch zwakkere West-Romeinse Rijk had voortaan veel minder middelen om de legioenen op peil te houden en boette hierdoor flink in op zijn defensieve kracht. Bovendien was het politieke systeem steeds instabieler geworden, vooral voor wat de opvolging van de keizer betreft: dit ging eigenlijk altijd met veel geweld gepaard. Dit zorgde nog eens voor extra onrust, wat de desintegratie van het westen bevorderde. De Germaanse stammen maakten dankbaar gebruik van de verzwakte grensverdediging en vielen steeds vaker binnen.
In de vierde eeuw waren er al regelmatig Germaanse invallen. Het einde van de Romeinse heerschappij werd definitief ingeluid toen generaal Stilicho in 402 de laatste overgebleven Romeinse troepen terugtrok uit de grensgebieden, om in plaats daarvan de provincie Italia te verdedigen tegen de Goten. De Ripuarische Franken bleven achter om de grens te bewaken, maar zij werden in 406 verslagen in de slag bij Mainz door de voor de Hunnen vluchtende Vandalen, Sueven, Alanen, Alemannen en Bourgondiërs. Dezen staken daarna de Rijn over en trokken Gallië binnen. De meningen verschillen over in hoeverre dit gevolgen had voor het deel van het grensgebied van het huidige Nederland en daarmee het belang van het jaartal 406 voor dit gebied. 
Het West-Romeinse Rijk herstelde zich hierna niet meer. De daaropvolgende versnippering van Europa is tot op heden herkenbaar. De bevolking en de handel namen af. Nadat het Romeinse bestuur en de legertroepen verdwenen waren, vormden zich allerlei kleine rijkjes naast elkaar. De beschrijvingen van de gebeurtenissen in de vierde en vijfde eeuw zijn geheel afkomstig uit Romeinse bronnen en daarmee gekleurd.
Vanaf het midden van de vijfde eeuw begon de neergang. Veel steden en oppida werden verlaten. De bevolking nam vrijwel zeker aanzienlijk in aantal af, terwijl er ook sprake was van economische achteruitgang. De Romeinse heerwegen werden verwaarloosd, zodat reizen moeilijker werd en ook gevaarlijker. Door dit alles nam ook de handel af en raakte geld als ruilmiddel voorlopig in onbruik; ruilhandel kreeg nu de overhand. Geld werd in deze tijd nog wel als middel gebruikt om de waarde van te ruilen goederen in uit te drukken.
Een deel van de nederzettingen bleef anderzijds wel bewoond; de achtergebleven Gallo-Romeinen schikten zich hier onder de heersende Germanen. Uiteindelijk gingen zij in de nieuwkomers op. Met de hergermanisering ontstond een Germaans-Romeins menggebied, waar de talen van de verschillende stammen zich uiteindelijk ontwikkelden tot een Germaanse eentaligheid in het noorden en een Romaanse eentaligheid in het zuiden. Het uiteindelijke resultaat was dat er vanaf de achtste eeuw een Germaans-Romaanse taalgrens viel waar te nemen. Ten noorden van deze taalgrens ontwikkelde het Oudnederlands zich uit het Oudwestnederfrankisch. Deze taalgrens stond echter economische, politieke en culturele verbanden niet in de weg. In dezelfde periode nam de geletterdheid af en konden alleen de geestelijken nog lezen en schrijven. Bijgevolg kregen zij veel in te brengen bij het bestuur van het land.

### Franken, Friezen en Saksen

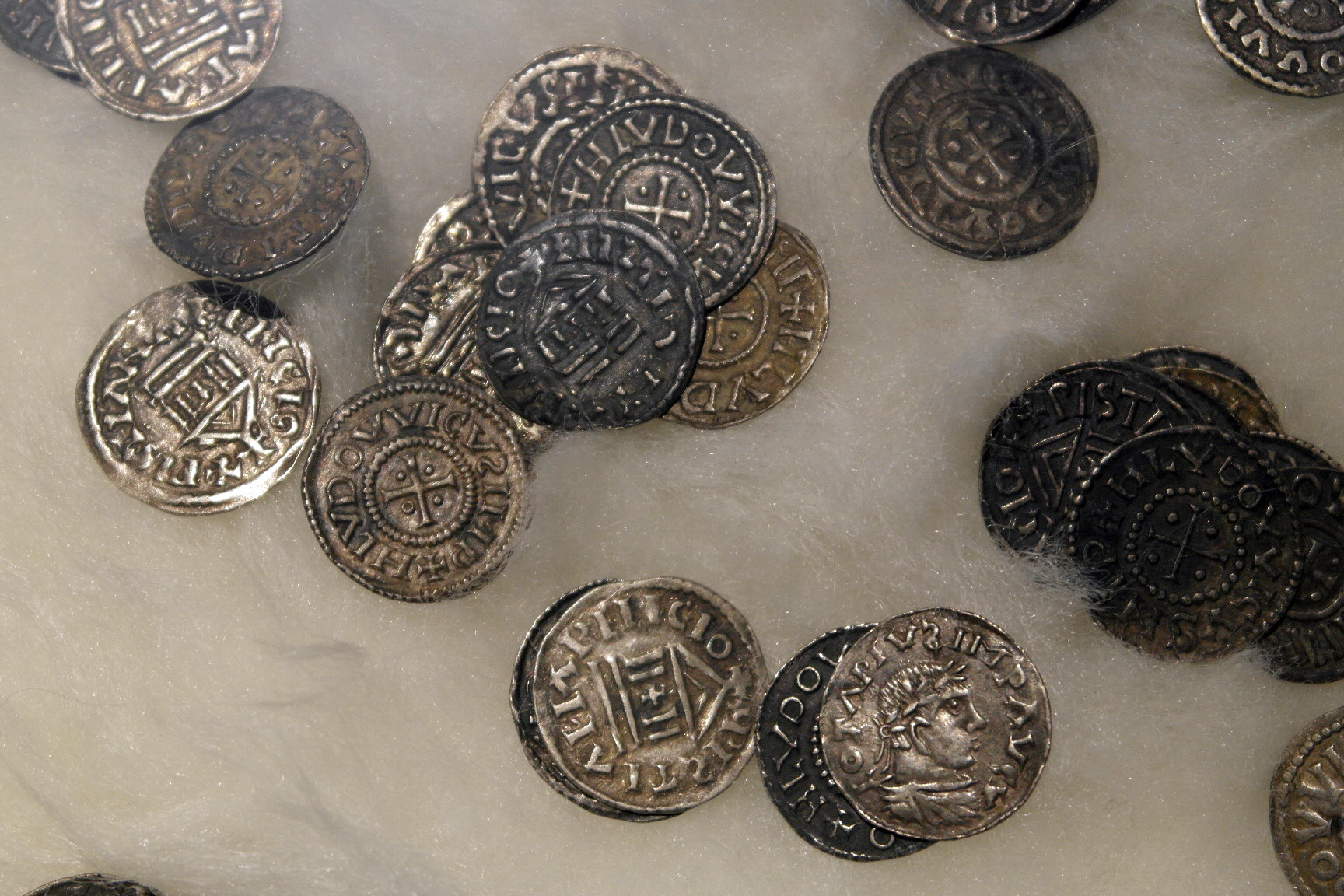
Karolingische munten uit de eerste helft van de 9e eeuw, gevonden nabij Roermond

Aanvankelijk woonden er in het huidige Nederland vele verschillende stammen met weinig cohesie. Er voltrok zich echter een proces van etnogenese waarbij in de zesde en vroege zevende eeuw uit de vele stammen zich drie groepen vormden. De Friezen woonden voornamelijk langs de kusten, de Saksen in het oosten (tot en met het huidige Gelderland) en de Franken vooral in het zuiden van Nederland.

Nog verder naar het zuiden wisten de Franken hun macht steeds verder uit te breiden, aanvankelijk onder de Merovingen. Clovis I (481–511) wist daarbij alle Franken onder zich te verenigen en een groot deel van Gallië te veroveren. Zijn bekering tot het katholieke christendom in 497 was politiek gezien een slimme zet, die hem verzekerde van steun van de paus en de Gallo-Romeinse elite. 
De invloed van bisschop Kunibert – van het aartsbisdom Keulen – reikte mogelijk in westelijke richting helemaal tot aan Utrecht. Hier moet volgens de overlevering in de 7e eeuw al een eerste kerk zijn gesticht, de Sint-Maartenskerk (op de plek van het huidige Domplein). In de tweede helft van de 7e eeuw vond de kerstening van de Friezen plaats. De Frankische koning en later keizer Karel de Grote (768–814) wist naast de Friezen in het noorden uiteindelijk ook de Saksen in het oosten aan zich te onderwerpen; de tweede kerstening voltrok zich. Aan het eind van de 7e eeuw werd het Sticht Utrecht opgericht. In de daaropvolgende eeuwen zou het christelijk geloof zich blijven aanpassen aan de samenleving en volledig hierin doordringen. 
Een tijdlang hadden de Friezen veel macht. Hoewel langeafstandshandel en een geldeconomie in deze periode op veel plaatsen vrijwel waren verdwenen, gold dit niet voor de Friezen. Veel wijst erop dat de Friese invloed zich in de zesde eeuw een stuk verder naar het zuiden uitstrekte, mogelijk tot aan het huidige Antwerpen. De positie van de Friezen werd vanaf ongeveer 550 verder versterkt, door het verbreken van de handelsroute van noord naar zuid tussen de Oostzee en de Middellandse Zee ten gevolge van migratiebewegingen van Slavische volkeren in Oost-Europa. Vermoedelijk eind 6e eeuw ontstond het Koninkrijk Friesland. Eind zevende eeuw moet Dorestad het economisch hart van een groot en destijds zeer internationaal netwerk zijn geworden, evenals een plaats met een grote religieuze betekenis. Dit zou zo blijven tot de ondergang van Dorestad, midden negende eeuw.  
Al rond 560 had de Frankische Chlotarius echter een deel van Friesland onder zijn gezag gebracht. Vanaf de zevende eeuw breidde de Frankische invloedssfeer zich opnieuw in noordelijke richting uit. De Friezen werden door de Franken een aantal maal onderworpen, tijdens de Fries-Frankische oorlogen. De bevolking wist zich ook meerdere malen weer te bevrijden. Vaak werd de machtsstrijd aangegrepen die ontstond door het Frankische gebruik van erfdeling van het rijk na het overlijden van een koning. Dit was onder andere het geval bij de dood van Pepijn van Landen in 640 en Pepijn van Herstal in 714. De Friese koning Radboud wist na 714 tijdelijk te profiteren van de Frankische burgeroorlog. Na aanvankelijke tegenslagen wist de Frankische hofmeier Karel Martel zijn machtspositie echter te consolideren en zelfs verder uit te bouwen. In de bekende slag aan de Boorne wist hij de Friese koning Poppo in 734 een beslissende nederlaag toe te brengen.
Onder Karel de Grote waren de Lage Landen geen randgebied meer; deze gebieden lagen nu nabij het centrum van het Frankische rijk. De Friezen trokken profijt van hun positie; hun woongebieden bleken centraal gelegen tussen de opkomende Germaanse koninkrijken van de Franken, de Angelsaksen in Engeland en de Scandinaviërs. Zij beheersten daardoor de handelsroutes in het noordwesten van Europa. Waar de Franken aanvankelijk zeer weinig belangstelling hadden voor de scheepvaart, waren de Friezen er in hun land van terpen en water op aangewezen. 
Wat er tegenwoordig over deze historische periode in de Nederlanden en de rest van West-Europa bekend is, is voor een aanzienlijk deel overgeleverd via vier bewaard gebleven Frankische annalen: de Annales regni Francorum, de Annales Laureshamenses, de Annales Bertiniani en de Annales Fuldenses. De hedendaagse beschikbare kennis hierover berust dus goeddeels op de interpretaties die men aan deze annalen heeft gegeven.

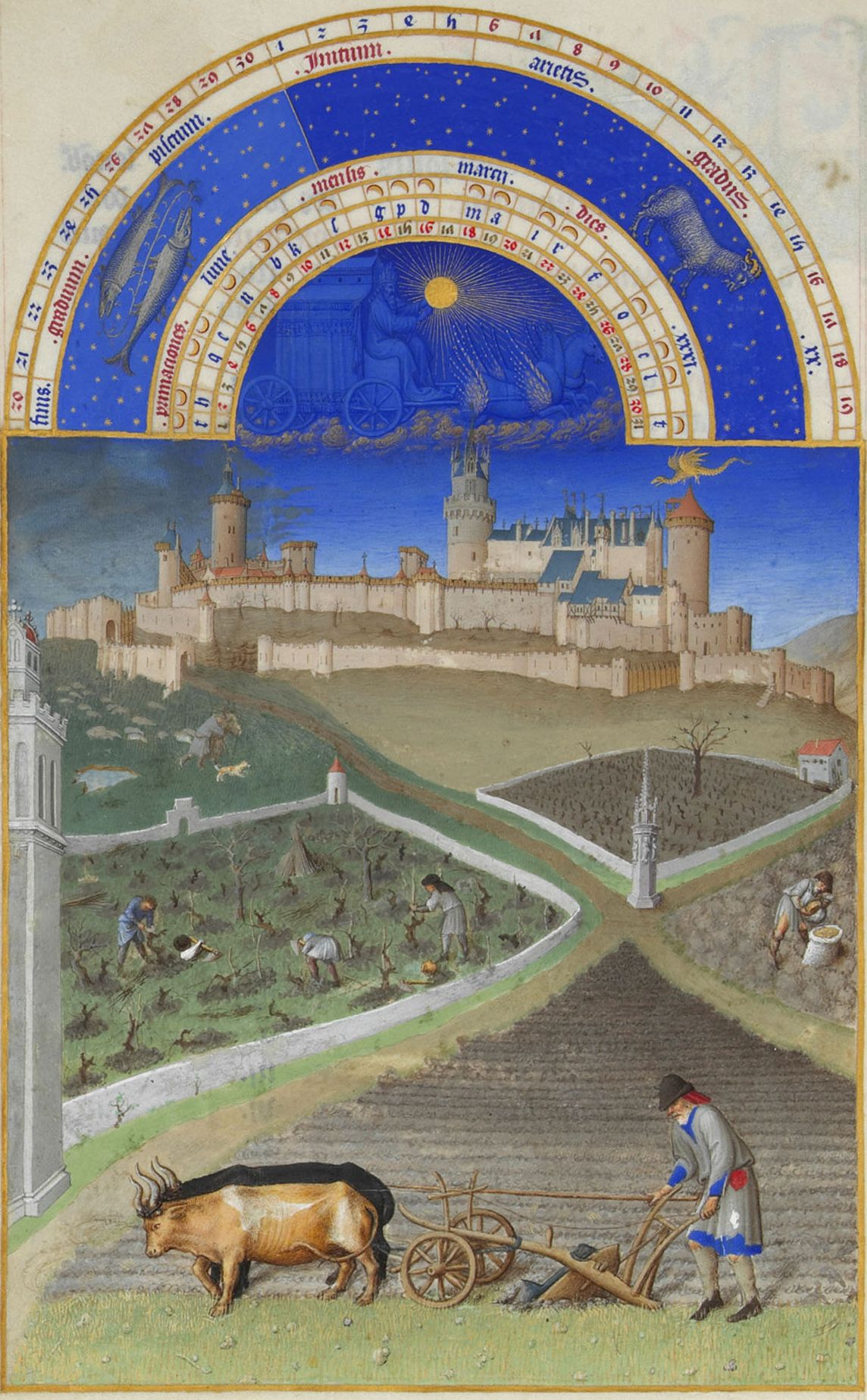
Miniatuur uit Les Très Riches Heures.
De domeinen werden bewerkt door horige boeren en bezaten een grote mate van autarkie

### Karolingen
Karel de Grote wist naast de Friezen uiteindelijk ook de Saksen en de Longobarden aan zich te onderwerpen in de Saksenoorlogen (772–804). Hiermee vond de zogenoemde frankisering plaats, waar de introductie van het hofstelsel deel van uitmaakte. De tweede kerstening was hier ook onderdeel van. Deels werd dit uitgevoerd door vooral Engelse en Ierse missiebisschoppen zoals Willibrord, Bonifatius en Adelbert van Egmond en door hen bekeerde Friezen. De harde hand van Karel de Grote was voor hen die door de eersten niet overtuigd werden. 
Beide kersteningen veranderden het cultuurlandschap in belangrijke mate, hoewel het hofstelsel boven de rivieren door de aard van het landschap vrijwel niet werd toegepast.
Bisdommen waren deels gebaseerd op de oude civitates. Kloosters en kerken werden gesticht. Om het land efficiënter te exploiteren werden er nederzettingen verplaatst, anders ingericht en nieuw gesticht. Ook ging Karel de Grote weer over op een actieve wetgeving met het uitvaardigen van capitularia die deels het bestaande gewoonterecht vervingen. In de eeuwen daarna zou het christelijke geloof zich aanpassen en volledig doordringen in de samenleving. Onder Karel de Grote waren de Nederlanden geen randgebied meer, zoals in de Romeinse en vroege Frankische tijd. Deze gebieden lagen nu nabij het centrum van het Frankische rijk. Voor de Friezen betekende de opname in het Frankische rijk een grote stimulans voor de handel. Met de Karolingische renaissance stond deze periode in het teken van een opleving van de cultuur en wetenschap.
Karel de Grote werd in 800 gekroond tot Imperator Romanorum, keizer van de Romeinen. Hij en zijn troonopvolgers lieten op diverse plekken in hun rijk verblijfplaatsen (paltsen) bouwen. In het huidige grondgebied van Nederland hebben zulke paleizen vermoedelijk gestaan in Asselt, Nijmegen (de Valkhofpalts), Meerssen (zie Proosdij van Meerssen#Karolingische palts) en later ook Zutphen en Utrecht (Lofen) . 

#### IJzeren eeuw

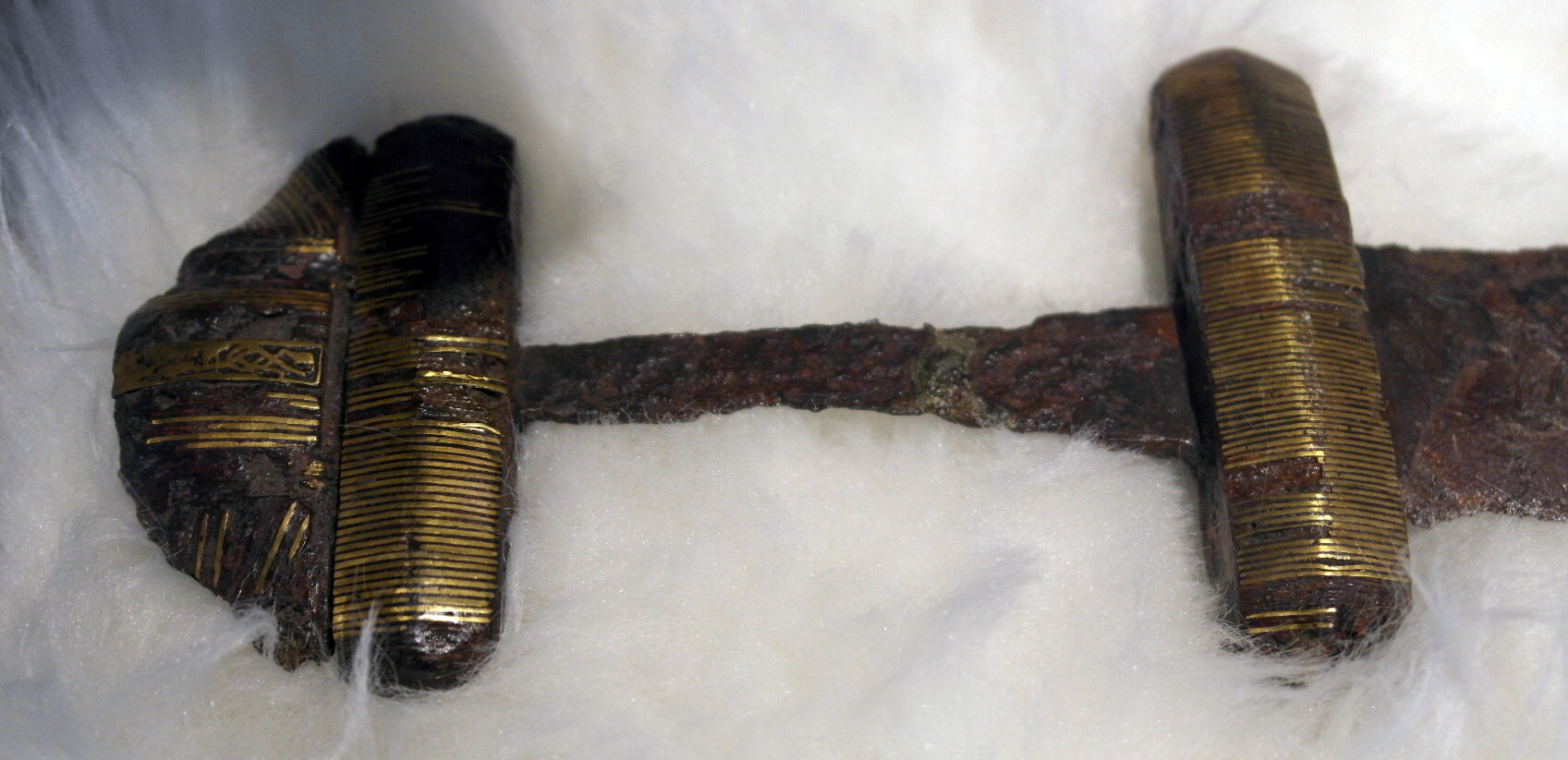
Bewerkt heft van een ijzeren Vikingzwaard, gevonden in de Maas bij Den Bosch (te zien in het Rijksmuseum van Oudheden te Leiden).

Na de dood van Karel de Grote begon een lange periode van neergang, ook wel ijzeren eeuw genoemd. Dit werd onder meer veroorzaakt door invallen van de Vikingen, versterkt door de verdeling van het rijk na de dood van Lodewijk de Vrome en het daarmee gepaard gaande opkomende feodalisme. Bij het Verdrag van Verdun in 843 werd het Frankische rijk verdeeld tussen de drie kleinzonen van Karel de Grote. Het huidige Nederland kwam daarbij aan Francia Media. Dit hield echter niet lang stand. Het gebied in kwestie werd met het verdrag van Meerssen in 870 opnieuw verdeeld tussen Francia Occidentalis, het latere koninkrijk Frankrijk, en Francia Orientalis, het latere Heilige Roomse Rijk. 
Het gebied zou hierna nog lang betwist blijven. De Schelde werd de uiteindelijke grens. Desondanks waren de rivieren niet alleen scheidingslijn, maar ook bindend element, doordat deze transport en communicatie vereenvoudigden. Het gebied groeide hierdoor langzaam naar elkaar toe.
In het noorden kwam de feitelijke macht in handen van de Vikingen en Friezen. In 826 werd Friesland een Deens rijk onder de Vikingen. Het land werd daarna maar in leen gegeven door de keizer. In de daaropvolgende decennia hielden de Vikingen huis, onder leiding van Harald en diens (mogelijke) broer Rorik. Onder meer Dorestad en Meijnerswijk (de voorloper van Arnhem) moeten in deze tijd door de Vikingen zijn geplunderd. Keizer Lotharius I sloot in 850 een vredesakkoord met de Vikingen, die daarop een deel van het gebied in handen kregen. Rorik kreeg de plaats Gendt in leen. In 866 en 882 vonden er opnieuw Vikingaanvallen plaats, nu in de IJsselstreek. Handelsplaats en kerkelijk centrum Deventer en de hof en nederzetting van Zutphen werden geplunderd. Omstreeks 880 bezettingen de Vikingen (geleid door Rorik en/of Godfried Haraldson junior) de palts in Nijmegen. Godfried Haraldson junior werd in 882 hertog van Frisia. Drie jaar later werd hij in Herespich (het Gelderse Spijk) om het leven gebracht, waarna de Denen uit het hele gebied werden verdreven. De heerschappij van de Vikingen was hiermee weer ten einde.
Aken werd door Orléans en daarna Parijs opgevolgd als belangrijkste stad van de Karolingen, waardoor het zwaartepunt van West-Francië naar het zuiden verschoof. Het zwaartepunt van de macht van de Duitse koningen verschoof afhankelijk vanuit welke dynastie ze kwamen. De heersers van West- en Oost-Francië verloren hierdoor grotendeels hun interesse voor het gebied van de Nederlanden, dat weer een randgebied werd. De invallen van de Vikingen werden weerstaan door lokale gouwgraven die daarmee het gezag usurpeerden, uiteindelijk nog slechts in naam afhankelijk van de keizer. Een uitzondering was Friesland, waar het feodalisme nooit echt wortel schoot. In hoeverre dat een gevolg was van de Friese Vrijheid, dat door Karel de Grote middels het Karelsprivilege aan de Friezen verleend zou zijn, is niet bekend.

### Landsheerlijkheden en de opkomst van steden

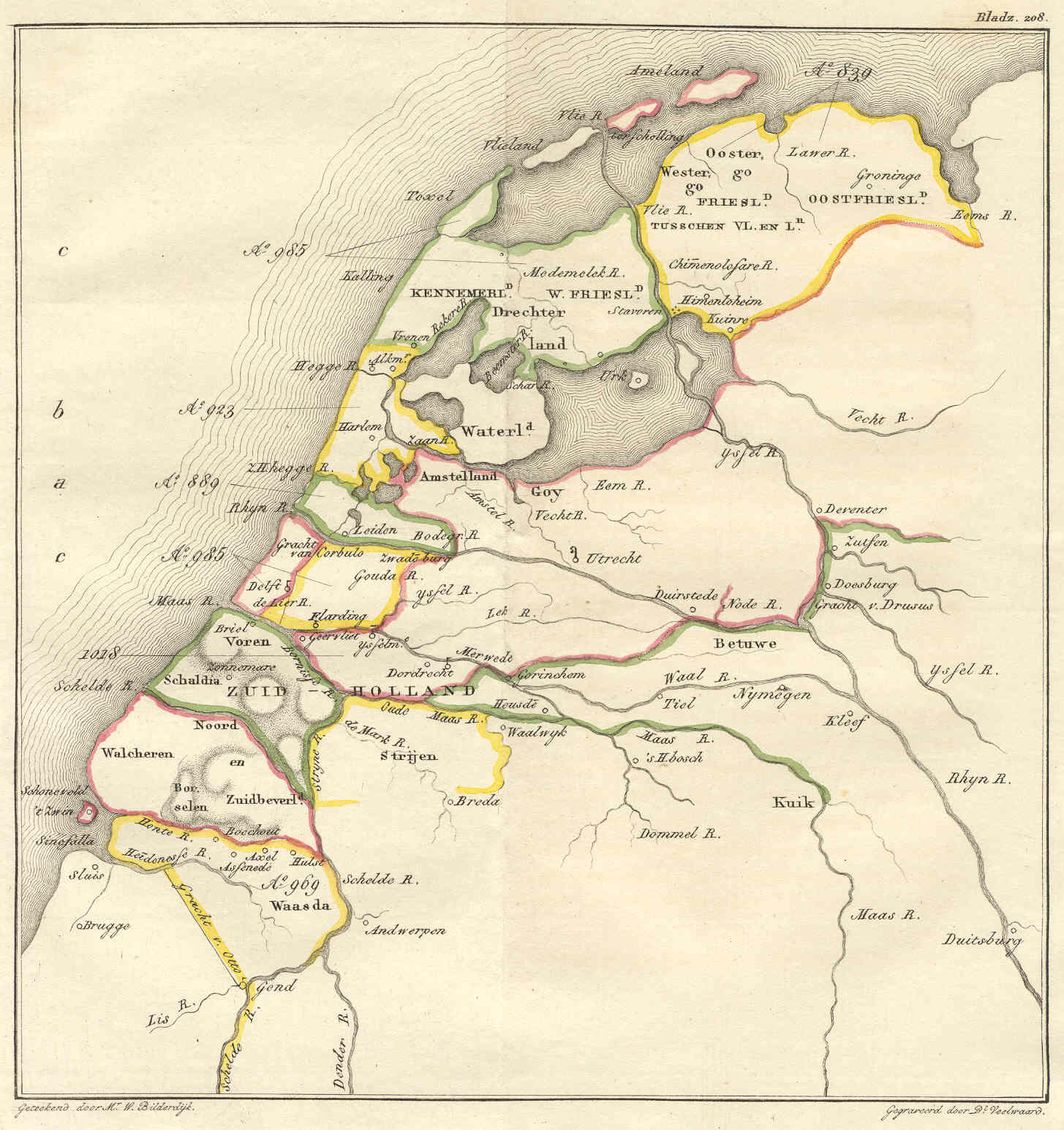
Bestuurlijke kaart van Nederland omstreeks het jaar 1000 (reconstructie gemaakt door Willem Bilderdijk)

In de tiende eeuw verminderde de plaag uit het noorden. Dit kwam deels doordat de Vikingen die zich vestigden in veroverde gebieden opgingen in de omringende gemeenschappen. Nadat de dreiging van buitenaf was weggevallen, richtte de klasse van krijgers zich tegen elkaar en de lokale bevolking. Een aantal feodale heren wist hun gezag uit te breiden ten koste van hun buren. Uit een onoverzichtelijke lappendeken van gebiedjes ontwikkelden zich tussen ongeveer 925 en 1350 wereldlijke en geestelijke landsheerlijkheden. In deze periode ontstond ook een klasse van ridders, aanvankelijk grotendeels gerekruteerd uit de klasse van ministerialen. Deze klasse met een relatief lage sociale status zou zich ontwikkelen tot de ridderstand, die uiteindelijk vergelijkbaar werd met de adel. Hun opkomst droeg bij aan het ontstaan van een hoofse cultuur. 
In Neder-Lotharingen was de Duitse keizer een stuk machtiger, doordat hij met het rijkskerkenstelsel bisschoppen met wereldlijke macht bedeelde. Omdat kerkelijke functies niet erfelijk zijn, kon de keizer daarmee regionale dynastievorming tegengaan. De eerste bisschop van het Sticht Utrecht was eind 7de eeuw benoemd door een van de vroege Karolingische koningen. Door de eeuwen heen moest het bisdom voortdurend territorium inleveren aan de landsheren van Holland en Gelre. Dit gebeurde bijvoorbeeld in 1196, toen de Veluwe definitief overging naar (toen nog) de graaf van Gelre, waardoor het Sticht Utrecht in het Nedersticht (“huidige” provincie Utrecht) en het Oversticht (nu Overijssel, Drenthe en deels Groningen) werd verdeeld. Eeuwen later, in 1528, ging het landsheerlijk gezag over op de Habsburgse keizer Karel V. Het bisdom Luik was al ontstaan in de vierde eeuw. Dit bisdom daarentegen, wist zich uiteindelijk tot een sterk prinsbisdom te ontwikkelen dat nooit volledig onder wereldlijk gezag van achtereenvolgens de Bourgondiërs, Habsburgers en Oostenrijkers kwam te staan. Pas in 1795 ging het landsheerlijk gezag over naar Frankrijk.

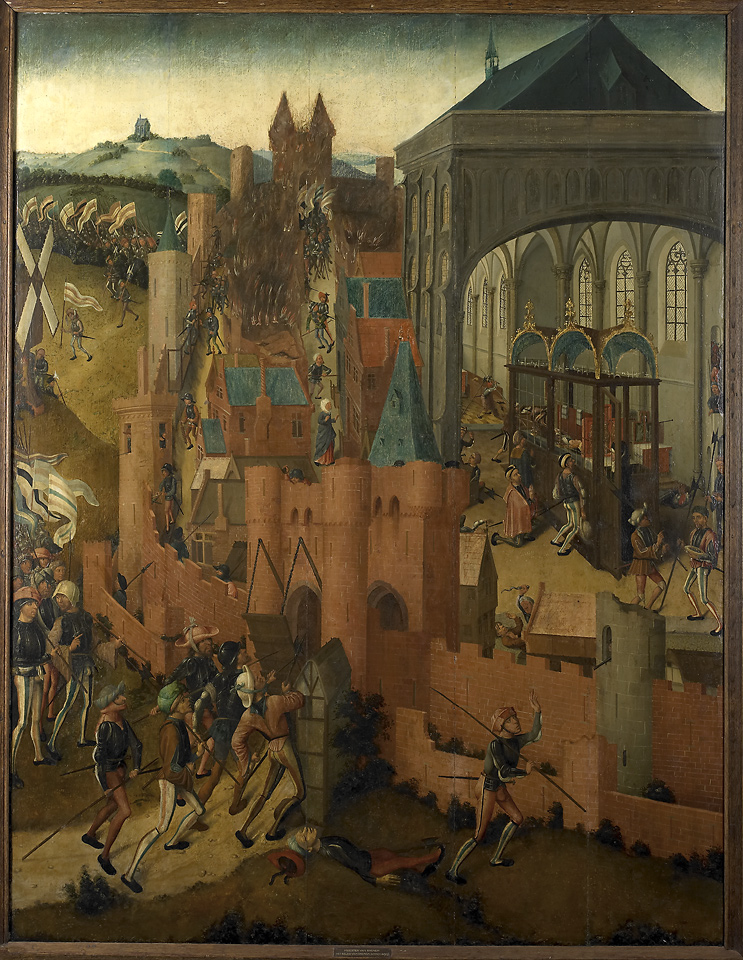
De verovering van Rhenen door Jan II van Kleef in 1499, Meester van Rhenen

Bij het Concordaat van Worms van 1122 verloor de keizer het beslissingsrecht over de bisschopsbenoemingen. Het centrale keizerlijke gezag werd daarnaast verzwakt door de strijd tussen de Welfen en Hohenstaufen, twee Duitse geslachten die beide uit waren op de heerschappij in het Duitse rijk. Daardoor konden landsheerlijkheden als het hertogdom Brabant, het hertogdom Gelre en graafschap Zutphen en het graafschap Holland nog meer uitgroeien tot praktisch onafhankelijke vorstendommen.
De hertogen, graven en andere heren betwistten de fragiele macht van de keizer, maar namen het ook op tegen elkaar. De relatieve onafhankelijkheid ten opzichte van de keizer was voor het gewone volk niet noodzakelijkerwijs een zegen. Aanvankelijk beschouwden de vorsten de gebieden die onder hen vielen slechts als bron van inkomsten en macht. Met het toenemen van hun onafhankelijkheid en de groei van de economie veranderde deze rol. De vorsten begonnen hun gezag te beschouwen als potestas publica, dat door God gegeven was. Daarmee kwam de plicht zich te bekommeren om het welzijn van de onderdanen, het handhaven van recht en vrede (defensio pacis) en de bescherming van de Kerk (defensio ecclesiae). Zij werden volgens Filips van Leiden de hoeders van de belangen van het volk (procurator rei publicae). Deze ontwikkeling was het begin van het ontstaan van de moderne staat.
Nadat de dreiging die voorheen uitging van de Vikingen was verdwenen, volgde er stabiliteit. Dit had vanaf de elfde eeuw een bevolkingsexpansie tot gevolg. Zo werden in het westen tijdens de Grote Ontginning van de tiende tot de dertiende eeuw de grote venen in Holland en het Utrechtse deel van het Sticht ontgonnen. In Friesland en Groningen werden grote stukken Wad en halve binnenzeeën (het Bildt) bedijkt en ingepolderd door cisterciënzer monniken. Kleine Schelde- en Rijndelta-eilanden in Vlaanderen en Zeeland groeiden door voortdurende aandijkingen aaneen tot grotere eilanden, of ze groeiden vast aan het vasteland, nu Zeeuws-Vlaanderen. Op de armere zandgronden in het oosten en zuiden werd veel bosgebied omgevormd tot landbouwgrond. Met name dankzij een zeer belangrijke landbouwkundige innovatie, het zogeheten drieslagstelsel, brachten juist deze armere gronden veel meer op. In de vruchtbaardere gebieden met hoge opbrengsten konden ook teelten opgezet worden met commerciële marktgewassen. Dit was met name vlas, maar het gold ook voor kleurstoffen, het houden van schapen voor wol. De grotere voedselproductie had een sterke bevolkingsgroei tot gevolg en maakte het mogelijk dat meer mensen zich aan het primaire productieproces konden onttrekken. Dit had zijn weerslag op de nijverheid en handel. Rond 1050 brak er een periode van economische groei aan. De textielnijverheid nam een grote vlucht, spin- en weeftechnieken werden sterk verbeterd. De visserij ontwikkelde zich, evenals de conserveringstechnieken daarvoor. De handel in al deze voortgebrachte producten werd steeds internationaler. De toename van nijverheid en handel deed steden (communitates) groeien. Het leidde allereerst in Vlaanderen tot het ontstaan van machtige steden, die een instrument werden voor de landsheer om de macht van adel en geestelijkheid in te perken. Dit was het begin van de afbraak van het feodale stelsel.
In de Nederlanden ging het ontstaan van de steden niet gelijk op per gewest. Stedenvorming begon in de elfde en twaalfde eeuw in het graafschap Vlaanderen, tot eind vijftiende eeuw tijd het belangrijkste gewest. Hoewel dit formeel onder de aanvankelijk zwakke koning van Frankrijk viel, verkreeg het een grote mate van onafhankelijkheid. Het economische zwaartepunt lag duidelijk in Brugge en Gent die door de toenemende handel zeer welvarend werden. Belangrijk was de handel tussen het Rijnland (glas, aardewerk, metalen) en Engeland (wol) die hier samenkwam. Brabant volgde in de veertiende eeuw met vooral Antwerpen dat tot eind zestiende eeuw de belangrijkste stad was. 
In de Noordelijke Nederlanden waren een aantal Romeinse civitates blijven bestaan: met name Nijmegen, Maastricht en Utrecht. Door de vestiging van een bisdom in Utrecht zou deze stad hier uitgroeien tot de grootste en belangrijkste middeleeuwse plaats, tot de opkomst van Holland in de tweede helft van de zestiende eeuw. In de twaalfde en dertiende eeuw volgden het Oversticht en Gelre, waar de IJsselsteden net als de Vlaamse en Brabantse steden grote welvaart bereikten door de handel binnen het Hanzeverbond. Utrecht was in de Noordelijke Nederlanden rond 1500 dus de grootste stad, met op de tweede plaats de Brabantse stad Den Bosch. De eerste plaats die in 1213 in Holland stadsrecht verkreeg was Geertruidenberg. De stadsvorming in Holland kwam pas echt goed op gang in de tweede helft van de dertiende eeuw. Haarlem, Leiden en Dordrecht waren aanvankelijk binnen Holland de grootste steden. Pas vanaf de tweede helft van de zestiende eeuw, zeker na de val van Antwerpen in 1586, overvleugelde Holland de andere gewesten. Amsterdam nam nu de economische koppositie binnen de Nederlanden over, met een explosieve groei tot gevolg.
Binnen de steden ontstond in deze tijd een nieuwe sociale structuur van gilden, die geen feodale banden hadden. De steden waren aanvankelijk vooral een inkomstenbron voor de landsheer, maar ze werden ook een concurrerende machtsfactor. In de steden ontstonden rijke handelselites die een bestuurlijke positie opeisten naast de adel en de clerus. Dit uitte zich dikwijls in opstanden en in Vlaanderen leidde dit tot ook bloedige veldslagen. Langzamerhand verkregen de steden een steeds autonomere positie. Dit begon met enkele losse juridische privileges die uiteindelijk uitgroeiden tot soms compleet gecodificeerde (in een codex vervatte) stadsrechten. De economische macht van de steden werd nog versterkt doordat ze begonnen samen te werken binnen internationale stedenverbonden, de hanzes, aanvankelijk vaak buiten het gezag van de landsheren om. Daarnaast vergrootten veel steden ook hun macht door zeggenschap over het platteland te verkrijgen door het kunnen benoemen van belangrijke ambten als het schoutambt. Daardoor werd de macht van de adel in meer verstedelijkte gebieden zoals Vlaanderen, het Oversticht, Holland en Zeeland steeds meer teruggedrongen. In landelijker gebieden zoals Gelre, Drenthe, het Oversticht buiten de IJsselsteden om, delen van Brabant en nu Limburg, bleef de adel nog vaak tot de tijd van de Bataafse Republiek in 1795 een overheersende rol spelen.
Op het platteland leidde de bevolkingsgroei tot de cultivering van woeste gronden. Het gewone plattelandsvolk was vooral afhankelijk van de lokale heer. Tijdens de Grote Ontginning in Zeeland en Holland ontstond daarnaast ook een klasse van vrije boeren uit kolonisten die eerder horigen waren geweest, vaak waren zij door hun nieuwe landsheer hiertoe uitgenodigd. De ontginning van een veengebied vraagt om een goed gecoördineerde waterbeheersing. Naar Vlaams voorbeeld ontstond vanaf de twaalfde eeuw een bestuurlijke structuur om het werk aan de dijken, waterlopen en sluizen te bevorderen en te beheersen, waartoe waterschappen en heemraadschappen werden opgericht. Door dit alles veranderde de sociale en economische structuur. Er kon nu meer aandacht komen voor de visserij, lakennijverheid en overzeese handel. Dit versterkte de macht van de burgerij, de poorters, zelfs in die mate dat het culturele monopolie van de Kerk doorbroken kon worden.

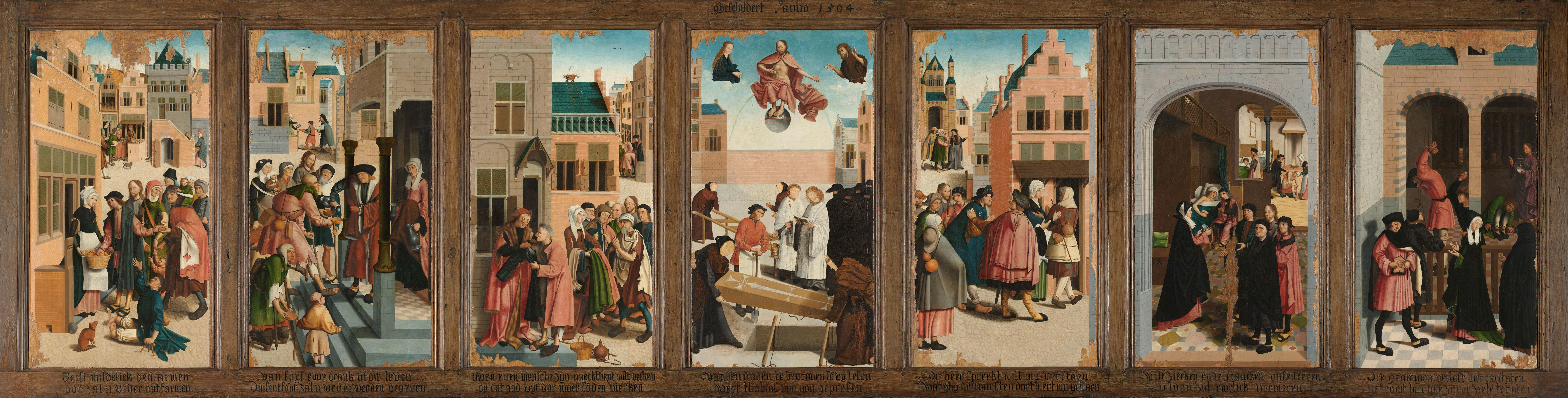
Zeven werken van barmhartigheid, Meester van Alkmaar, 1504

Naast de handel en nijverheid leefde ook de cultuur op. Deze periode, waarin ook de eerste scholen en universiteiten werden gesticht, wordt wel de renaissance van de twaalfde eeuw genoemd. Aan de universiteiten werden de zeven vrije kunsten onderwezen. De eerste universiteit in de Nederlanden werd pas in 1425 in de Brabantse stad Leuven gevestigd. Daarvoor moesten jongemannen die na de Latijnse school door wilden leren naar Parijs of Keulen voor een academische studie. Aan de grote bestuurlijke hoven zoals dat van de Bourgondische stadhouder in Brussel was ook een steeds grotere behoefte aan gestudeerde juristen. Deze legisten verkleinden de bestuurlijke rol van de adel en vergrootten die van de burgerij. 
Het op het oude Romeinse recht gebaseerde civiel recht werd geleidelijk aan belangrijker dan het canoniek recht. Onder leiding van de Broeders des Gemenen Levens, volgelingen van de Moderne Devotie, werden vanaf begin vijftiende eeuw veel kleine kapittelscholen in met name de IJsselsteden uitgebouwd tot volwaardige Latijnse scholen. Dit onderwijs was vooral bedoeld voor de verheffing van de burgerlijk stand. De Latijnse school van Deventer was eind vijftiende eeuw na Leuven het toonaangevende intellectuele centrum in de Nederlanden. De Hollandse stad Leiden kreeg in 1575 van Willem van Oranje de eerste universiteit in de Noordelijke Nederlanden.
In de eeuwen na de gedwongen bekeringen vond een verinnerlijking van het geloof plaats. De gepredikte naastenliefde speelde hierbij een centrale rol. Daarnaast werd met de groei van de steden de burgerij binnen de drie standen steeds invloedrijker.

### Consolidatie
De veertiende eeuw was zowel voor de Lage Landen als voor een groot deel van de rest van Europa een periode van crisis. Dit gold in velerlei opzicht, met onder andere de Grote hongersnood van 1315–1317, de Zwarte Dood (1347–1351) en de Honderdjarige Oorlog (1337–1453). In economisch opzicht was er zelfs sprake van een algemene malaise die tot ca. 1475 duurde. Voor de Nederlanden was er echter eerder sprake van economische expansie, hoewel ook hier de nodige problemen waren. Waar de positie van de Franse koning in de voorgaande eeuwen versterkt was en Frankrijk een eigen identiteit ontwikkelde, ontwikkelde een sterke Duitse identiteit zich pas láng nadat dit in de Lage Landen was opgetreden. Deze ontwikkeling was een van de factoren die maakte dat de Nederlanden uiteindelijk geen deel meer zouden uitmaken van het Heilige Roomse Rijk.

Sint–Elizabethsvloed in 1421, ca. 1490–1495, Meester van de Heilige Elisabeth-Panelen

De uit de vele kleine gebieden gegroeide gewesten ondergingen een interne consolidatie van onder andere de rechtspraak, terwijl een proto-nationaal bewustzijn vooral werd gestimuleerd door aanvallen van buitenaf. De expansiedrang van de landsheren uitte zich in verscheidene onderlinge oorlogen. Echter, vooral de huwelijkspolitiek zorgde ervoor – vaak door toevalligheden – dat grote delen van de Nederlanden onder buitenlandse vorstenhuizen vielen. Gezien de voortdurende Honderdjarige Oorlog probeerden zowel de Engelsen als de Fransen dit proces zo veel mogelijk te sturen in dit economisch belangrijke gebied. Holland kwam onder de invloedssfeer van de graven van Henegouwen, en beiden samen onder invloed van het geslacht Wittelsbach uit Beieren. Het succes van de huwelijkspolitiek bleek echter vooral bij de hertogen van Bourgondië, dat een grote rol speelde in de Honderdjarige Oorlog tussen de Engelse en Franse koningen. In 1384 verwierf hertog Filips de Stoute door zijn huwelijk met Margaretha van Male het beheer over de graafschappen Vlaanderen en Artesië. Zijn kleinzoon Filips de Goede wist hier nog een aantal gewesten aan toe te voegen. Na een stevige burgeroorlog, die na 1417 zo'n tien jaar duurde en vooral in Holland en Zeeland werd gevoerd (de tweede fase van de Hoekse en Kabeljauwse twisten), werd Jacoba van Beieren in 1428 met de Zoen van Delft gedwongen om haar gewesten af te dragen aan Filips. Hij verwierf Namen, Brabant, Limburg, Holland, Zeeland, Henegouwen en Luxemburg. Hiermee waren een aantal noordelijke en vrijwel alle zuidelijke gebieden voor het eerst sinds de Karolingische tijd verenigd in een personele unie. De poging tot gebiedsuitbreiding naar Utrecht, het Oversticht en Friesland was in feite een voortzetting van de Hollandse politiek. Voorlopig bleef de expansie naar het noorden echter zonder blijvend resultaat. Holland was het enige gewest ten noorden van de rivieren dat vóór de zestiende eeuw permanent deel uitmaakte van het Bourgondische, later Habsburgse landencomplex.
De strijd tegen het water was een moeizaam en taai gevecht, mede omdat de effecten van de ingrepen niet altijd ingeschat konden worden. Bedijking van kwelder- en kustveengebieden zorgde ervoor dat tijdens stormen het zeewater niet meer over de kwelders kon uitstromen. Hierdoor steeg de stormvloedhoogte, waardoor de kans op dijkdoorbraken toenam. Deze vonden dan ook veelvuldig plaats. Berucht uit deze tijd is vooral de Sint–Elizabethsvloed van 1421.

#### Bourgondiërs

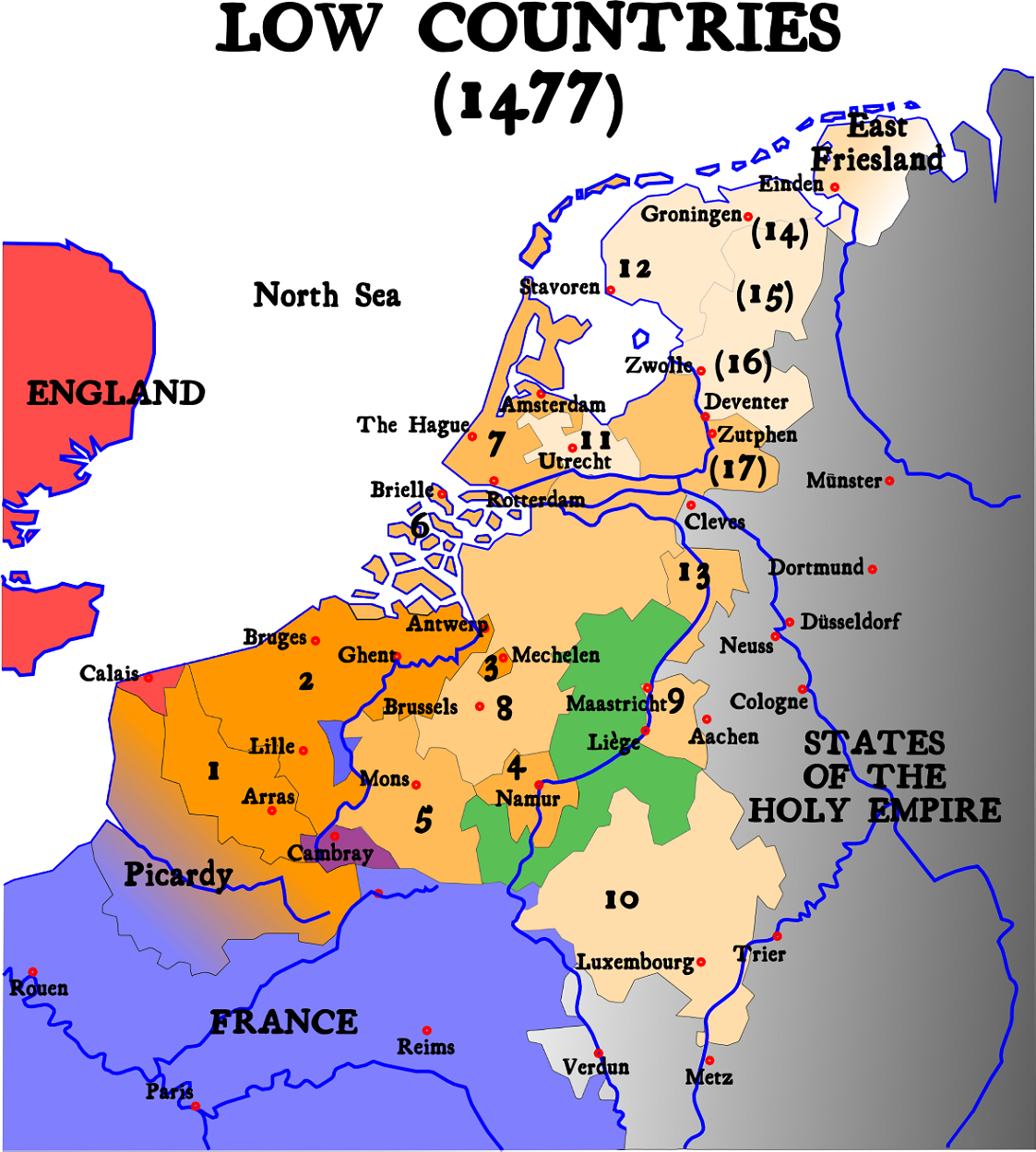
Kaart van Bourgondisch Nederland, 1477

Onder de Bourgondiërs werd vooral door hertog Filips de Goede (1419–1467) getracht meer greep te krijgen op de particularistische gewesten, die elk hun eigen staten hadden. Dit gebeurde door in de gewesten stadhouders aan te stellen, maar ook door een politiek van centralisatie. De vierlander werd als eenheidsmunt ingevoerd en er werd gestreefd naar uniformiteit van de centrale instellingen in alle gewesten. De gezamenlijke staten werden bijeengeroepen in de Staten-Generaal en uit de hertogelijke hofraad ontwikkelde zich de Grote Raad van Mechelen. Hieruit ontstond een ambtenarenapparaat met aan het hoofd de kanselier. Van deze ambtenaren werd verwacht dat ze het staatsbelang boven dat van de afzonderlijke gewesten zouden stellen. Niet alle pogingen tot centralisatie slaagden echter. Zo ondervond de indirecte belasting op het gebruik van zout veel weerstand, omdat dit zou betekenen dat de gewesten hun onderhandelingspositie en daarmee mogelijk hun privileges verloren. Deze vond dan ook geen doorgang.
Ondanks de interne zwakheden en lokaal opspelende onrust profiteerden de gewesten van het wegvallen van de onderlinge rivaliteit van de voorgaande eeuwen en begon er een periode van welvaart. Het gebrek aan een koningstitel compenseerden de hertogen met een overdadige hofcultuur, wat er onder andere voor zorgde dat de Lage Landen een belangrijk aandeel hadden in het Europese artistieke leven met onder meer de schilders van de Vlaamse Primitieven en de Vlaamse wandtapijten.
Brugge was in de periode 1380–1480 de belangrijkste handelsmetropool in het meest verstedelijkte gebied in Noordwest-Europa van die tijd waar de handelaren uit Noord- en Zuid-Europa elkaar ontmoetten. Waar in omringende landen de landbouw niet meer dan zo'n 10% stedelingen kon ondersteunen, maakte efficiënte landbouw en ook de handel het mogelijk dat dit percentage in 1470 in Vlaanderen op 36% lag en in Brabant op 31%, terwijl in Holland in 1514 in de weliswaar relatief kleine steden zelfs 45% van de bevolking woonde. Met het groeien van de steden groeide ook de kwetsbaarheid voor bedreigingen als ziektes en vuur. Zo zijn steden lange tijd zwarte gaten met een sterfteoverschot geweest, waarbij in-migratie vanaf het omringende platteland voor compensatie moest zorgen. Het probleem van ziektes werd pas opgelost met de sanitaire revolutie van de negentiende eeuw, maar brandpreventie werd onder meer verbeterd door het proces van verstening dat vanaf de dertiende eeuw inzette waardoor het aantal stadsbranden langzaam afnam. Ook de Hollandse zeevaart kende in deze tijd een opvallend sterke groei. Vooral de handel op de Oostzee ging ten koste van de Hanze.

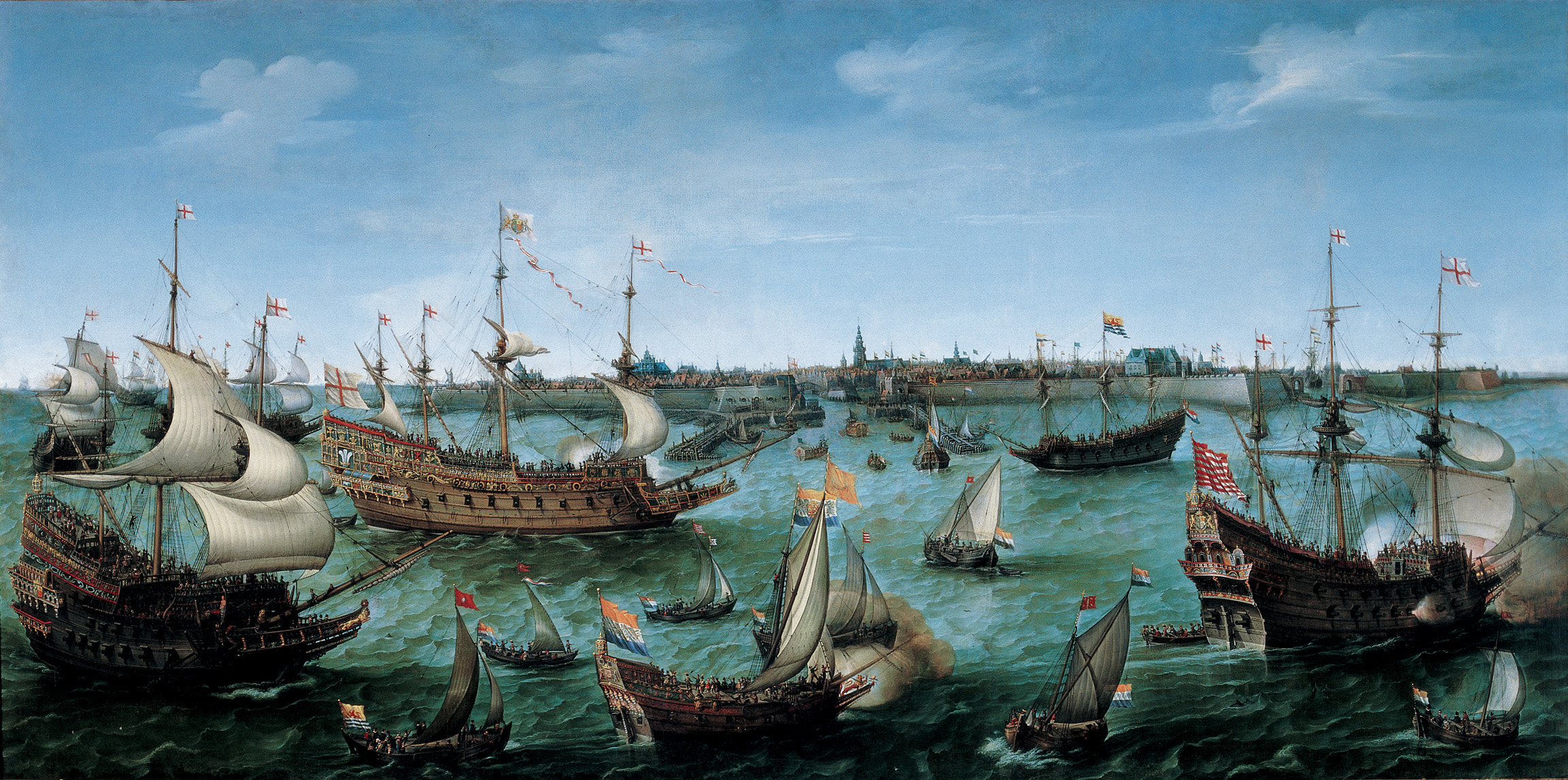
De aankomst van Frederik V van de Palts en Elizabeth Stuart te Vlissingen op 29 april 1613, Hendrick Cornelisz. Vroom, ca. 1623
Walcheren werd door Lodovico Guicciardini (1567) al het maritieme middelpunt van Europa genoemd. Hij roemde onder andere de hoge mate van alfabetisering in de Nederlanden, zowel in de steden als op het platteland. Ook het humanisme had een gunstige invloed op het onderwijs, zodat aan het einde van de zestiende eeuw in elke stad en in veel dorpen een school was te vinden

Karel de Stoute wist Gelre te veroveren, maar zijn expansiedrang had uiteindelijk zijn dood tot gevolg. In 1477 sneuvelde hij bij Nancy. Gelre wist na een aantal jaren weer onder het Bourgondische bestuur vandaan te komen. Het zou uiteindelijk tot 1543 duren, voordat Gelre na een periode van lange strijd in de Gelderse Oorlogen definitief onder Habsburgs bestuur kwam.

Waar aanvankelijk nog de huwelijkspolitiek de Nederlanden in Franse handen had kunnen brengen, dreef Lodewijk XI de erfgename Maria van Bourgondië in de armen van Maximiliaan van Habsburg, waarna na haar vroege dood de Nederlanden aan hun zoon Filips de Schone toevielen.

## De lange zestiende eeuw

### Habsburgers

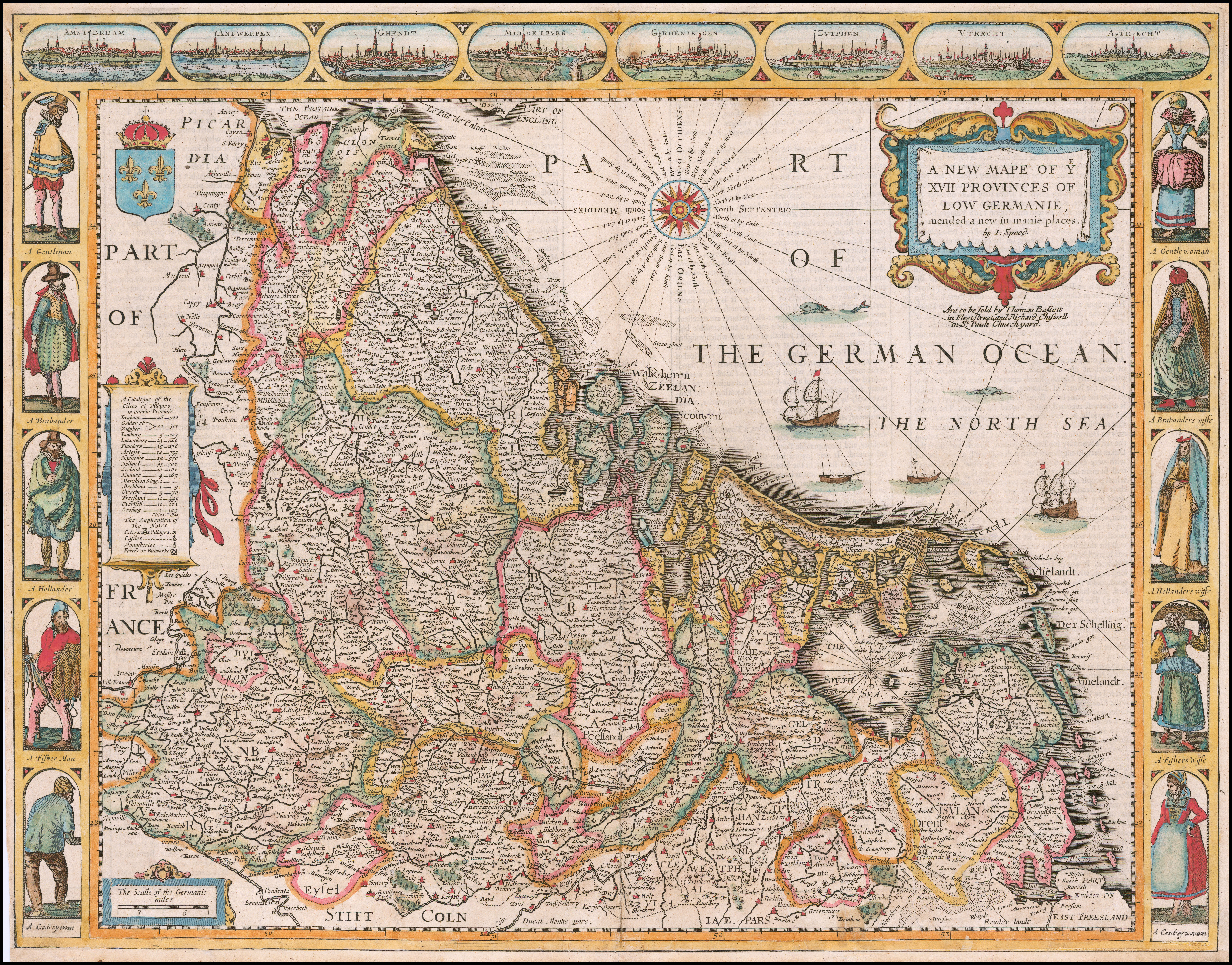
Kaart van de Zeventien Provinciën (Laag Germanië), John Speed

Gedurende wat Fernand Braudel de "lange zestiende eeuw" (1450–1650) noemde, herstelde de bevolking van Europa zich van de Zwarte Dood en de grote hongersnoden. In deze periode werd de basis gelegd van de latere Europese werelddominantie. Hoewel het grootste deel van de Nederlanden formeel deel uitmaakte van het Duitse Rijk, kwamen deze gewesten pas onder de Habsburgers onder een landsheer die ook koning van Duitsland was. Opmerkelijk was dat dit juist zou leiden tot een grotere onafhankelijkheid en dat van de gewesten die formeel onder de Franse koning vielen, de meeste er na de dood van Karel de Stoute voor kozen deel uit te blijven maken van de personele unie. Wel maakten de gewesten gebruik van de situatie door te proberen middels het Groot Privilege de centralisatie althans ten dele terug te draaien. Dit zou nog lang daarna aangehaald worden, om de rechten van de onderdanen ten opzichte van de heer te benadrukken. Maximiliaan van Oostenrijk wist deze druk te weerstaan, evenals een grootschalige opstand tegen hem. Vanwege wederom genealogische toevalligheden erfde keizer Karel V, de kleinzoon van Maximiliaan, het Spaanse wereldrijk.
De Bourgondiërs hadden uiteindelijk de strijd om de macht in Frankrijk opgegeven en zich mede door hun gebiedsuitbreiding naar het noorden op de Nederlanden gericht. Onder Karel V en vooral onder zijn zoon Filips II verschoof het zwaartepunt echter naar de overige gebieden, vooral Spanje. Het bestuur werd daarbij overgelaten aan een landvoogd. Ook voor de Habsburgers waren de economische sterke Nederlanden echter van groot belang. Dat de Nederlanden deel uitmaakten van het Habsburgse rijk betekende ook dat deze gewesten betrokken raakten in de Frans-Habsburgse oorlogen (1521–1559). Frankrijk zag zich plotseling omsingeld door het huis Habsburg. Deze strijd beheerste de Europese politiek gedurende een groot deel van de zestiende eeuw; pas in 1559 kwam hier met de vrede van Cateau-Cambrésis een einde aan, al duurde de Frans-Habsburgse rivaliteit nog twee eeuwen langer. In die strijd wist Karel ook de gewesten in het noorden van de Nederlanden te veroveren, waarna deze zogenoemde Zeventien Provinciën middels de Transactie van Augsburg en de Pragmatieke Sanctie uiteindelijk tot een vergaand onafhankelijke eenheid werden gemaakt.
Alsof dit niet voldoende was, kreeg de protestantse reformatie vanaf de jaren 1520 voet aan de grond in dit gebied dat al lang een kritische houding aannam ten opzichte van de wereldlijke uitspattingen van de geestelijkheid en de structuur van de Rooms-Katholieke Kerk. Uit de mystiek had zich de Moderne Devotie ontwikkeld. De initiator hiervan, Geert Grote (1340–1384), legde sterk de nadruk op persoonlijke toewijding en verantwoording, waarbij de bemiddeling van de kerk niet noodzakelijk was. Hij legde ook nadruk op vorming en scholing van het gewone volk. In dit klimaat kon het Bijbels humanisme zich ontwikkelen met de schrijver Erasmus als voorvechter van de tolerantie. Hoewel Erasmus allerlei kerkelijke misstanden hekelde, kon hij de breuk die ontstond ten gevolge van het optreden van Luther in 1517 niet accepteren. Luther verwierf al met al betrekkelijk weinig aanhang in de Nederlanden. Zowel Erasmus als Luther hadden hun eerste onderwijs genoten op latijnse scholen die geleid werden door Broeders des Gemenen Levens.

De enige kerkhervormer uit de Nederlanden was Menno Simons. In de jaren 1520 en de eerste helft 1530 van de zestiende eeuw kwam de volkse en radicale dopersbeweging stormachtig op. Na het debacle van de doperscommune van Jan van Leiden in Münster in 1536 vormden de dopers het gros van de slachtoffers van de verscherpte kettervervolging. Menno Simons wist de beweging na 1540 ondanks een sterke neergang en vervolging in een rustiger vaarwater te brengen en weer enige richting en wereldlijke acceptatie te geven. De mennonieten, menisten of dopersen, of doopsgezinden zoals zij nu heetten, werden later in de Republiek net als de Joden en de katholieken door de overwegend gereformeerde bestuurders gedoogd. Het aanzienlijk rechtlijniger calvinisme kreeg vanaf 1550 een veel grotere aanhang, in vrijwel alle lagen van de samenleving, afgezien van de hoge adel. Deze stroming werd vanwege haar gezagsgetrouwheid ook veel meer dan de doperse beweging aanvaard bij de stedelijke elites.
De centralisatie werd voortgezet met de instelling van de Collaterale Raden. Het hoogtepunt van deze politiek was de pauselijke bul Super universas, waarmee de Nederlanden niet meer slechts een onderdeel waren van de aartsbisdommen Keulen en Reims, maar voortaan één kerkprovincie vormden. De bul was bijzonder impopulair, vooral door het gerucht dat de bestaande inquisitie in de Nederlanden vervangen zou worden door de gevreesde Spaanse. Het staat vast dat zowel Karel V als Filips II nooit voornemens zijn geweest de Spaanse inquisitie hier te introduceren. Van Filips II is de uitspraak dat “de Nederlandse inquisitie meer zonder erbarmen was dan de Spaanse“. 
Nergens was de wetgeving tegen ketters zo streng als in de Nederlanden. Het was het meest repressieve ketterijbeleid. Het Duitse rijk kende sinds 1555 de Godsdienstvrede van Augsburg. Deze ging uit van het principe cuius regio, eius religio (van wie het land is, is ook de godsdienst). Dit hield in dat iedere rijksvorst besliste welke godsdienst in zijn gebied werd opgelegd. Frankrijk ging verder met het revolutionaire tolerantie-edict van Saint-Germain in 1562. Dit werd echter gevolgd door een reeks van godsdienstoorlogen (1562–1598) die zowel de katholieken als de protestanten in de Nederlanden leek te overtuigen van de kwade bedoelingen van de ander.
De centralisatiepolitiek leidde ook bij de stadhouders en de hoge adel tot grote ontevredenheid, aangezien zij veel van hun macht hadden moeten inleveren ten bate van ambtelijke juristen. Dit verklaart wellicht waarom de hoge adel zich tijdens het bewind van Filips II deels bij de opstandelingen aansloot; dit in tegenstelling tot eerdere onrustige perioden.

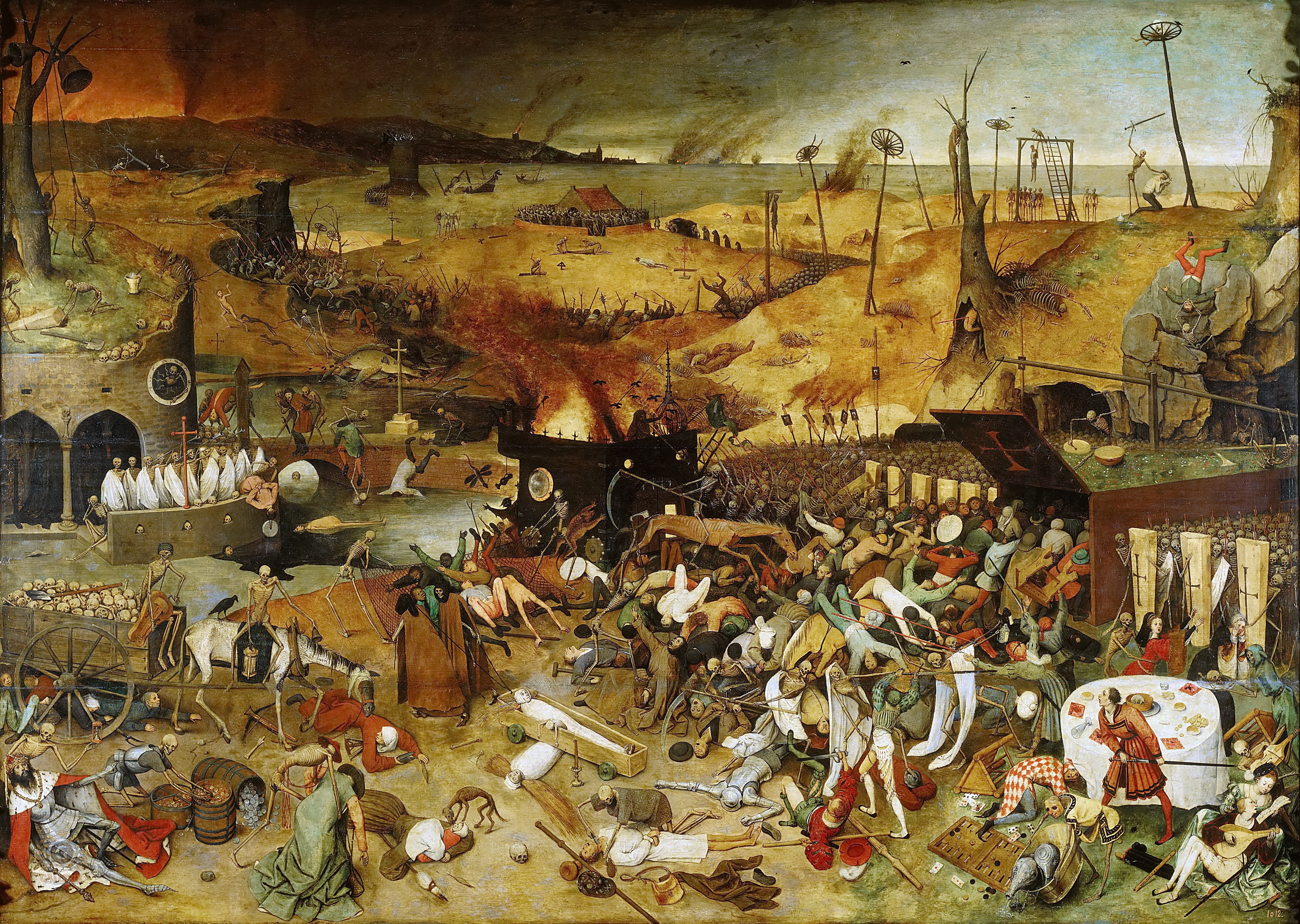
De Triomf van de Dood, c. 1562, Pieter Bruegel de Oude
Mogelijk is dit schilderij een verwijzing naar het verslechterende politieke klimaat in de jaren voor de Opstand, mogelijk ook naar de vele oorlogen onder Karel V. In ieder geval ondervond het economisch centrum van de Habsburgse bezittingen een crisis vanaf de jaren 1560, waarbij zich naast de economische malaise en de hongersnood de godsdienstonderdrukking voegde. Deze ging lijnrecht in tegen de heersende open mentaliteit in de Nederlanden

In economisch en demografisch opzicht was er vanaf het einde van de vijftiende eeuw een sterke groei. De kerngewesten hiervan waren Brabant, dat Vlaanderen geleidelijk aan overvleugelde, Holland en in minder mate Zeeland. De Brabantse havenstad Antwerpen telde in 1563 meer dan 100.000 inwoners. De oorlogen met Frankrijk, met hoge belastingen en handelsblokkades als gevolg, drukten echter zwaar op de bevolking. In 1565 bevond de economie zich in een zorgwekkende toestand.
Onrust door economische problemen en particularistische tendensen was er eerder geweest en de vorsten hadden deze uiteindelijk altijd kunnen onderdrukken. Een probleem werd nu dat de landsheer zich sinds Karel V nog maar zelden liet zien, wat een afnemende loyaliteit bewerkstelligde in de Nederlanden, waar gesuggereerd werd dat het als wingewest gebruikt werd. In werkelijkheid lag de belastingdruk in Spanje hoger, met onder meer de alcabala, een omzetbelasting die al geruime tijd bestond voordat de Tiende Penning in de Nederlanden werd ingevoerd. Onder Filips II werd de Spaanse belastingdruk tussen 1556 en 1577 zelfs verdrievoudigd, waarvan een aanzienlijk deel van richting de Nederlanden werd gestuurd. De suggestie van uitbuiting werd deze keer echter gecombineerd met de reformatie en vooral de harde vervolging daarvan was een nieuwe factor. Dit explosieve mengsel zou leiden tot de Opstand.

### Opstand
Vanuit Spanje regeerde Filips II op een autoritaire wijze. Hij beschouwde zichzelf als de leider van de contrareformatie, wat slecht viel in de tolerante Nederlanden. De Raad van State – onder leiding van Willem van Oranje als stadhouder van de Spaanse koning voor Holland, Zeeland en Utrecht – vroeg om het milder maken van de plakkaten. Voor Filips II was dit onmogelijk; in zijn optiek mocht hij zijn onderdanen het ware geloof niet onthouden en hadden de hoge adel en stadsbesturen het tot een gezagscrisis laten komen. Andersom hadden de edelen het idee dat zij het land te hadden gered van een burgeroorlog. De weigering van het verzoek tot verzachting vervreemdde de gematigde oppositie van Filips. 
In het Wonderjaar 1566 vond de Beeldenstorm plaats, waarop Filips reageerde met het sturen van de hertog van Alva. De grote afstand tussen Spanje en de Nederlanden bleek een probleem: toen Alva arriveerde, was de rust alweer sinds maanden teruggekeerd. De harde lijn van Alva en zijn Raad van Beroerten wakkerde de onrust vooral aan. Velen ontvluchtten de Nederlanden en zwierven rond als geuzen, het Spaanse gezag ondermijnend door zeeroverij en guerrilla.

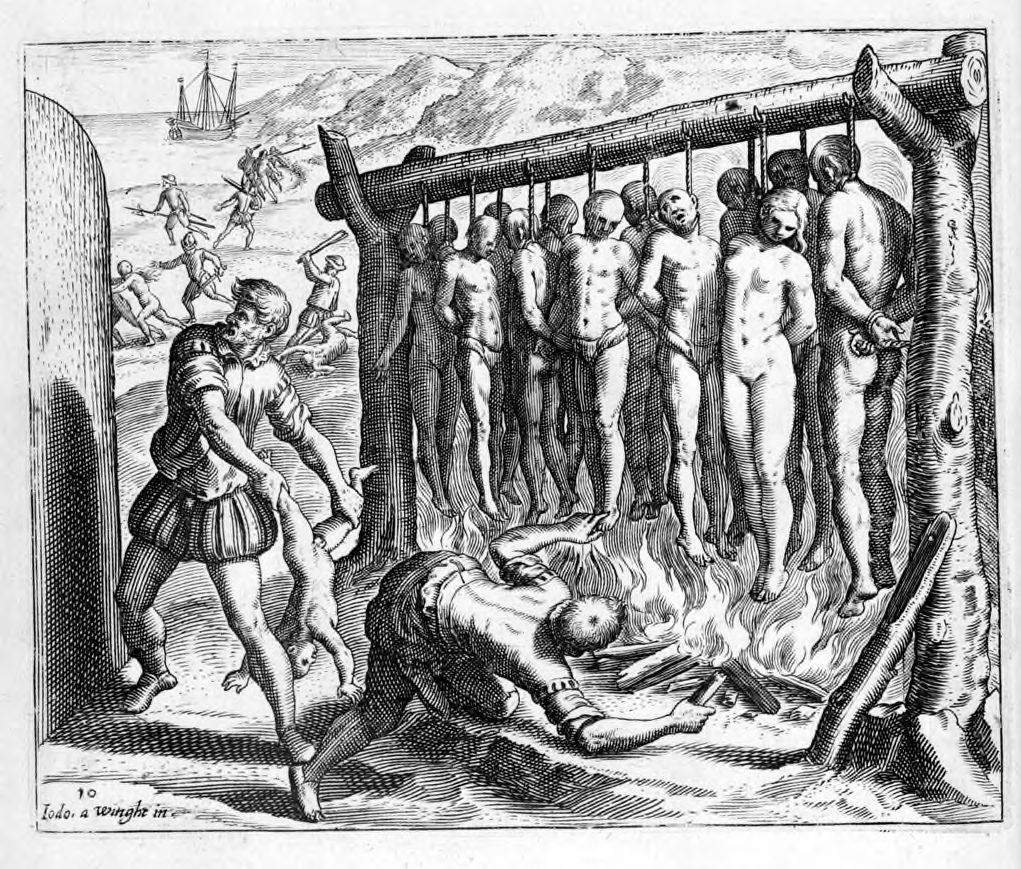
De behandeling van de indianen in de Nieuwe Wereld had in Spanje zelf al kritische geluiden uitgelokt, zoals de Brevísima relación uit 1552 van Las Casas. Dit werk werd in 1578 ontdekt in de Nederlanden en nog datzelfde jaar vertaald als vorm van propaganda om de Opstand te rechtvaardigen. Het versterkte de negatieve beeldvorming van de Spanjaarden, ook doordat het was geschreven door een Spaanse geestelijke. In Den spiegel der Spaensche tijrannije uit 1620 zijn gravures van De Bry toegevoegd die dit negatieve beeld versterkten

De eerste opstand in 1567–1568 kon Alva nog de kop indrukken. In de jaren daarna probeerde Alva met harde hand de tiende penning in te voeren, wat opnieuw veel weerstand opriep. In 1568 en 1571 waren in Wesel en Emden, in het buitenland dus, de oprichtingsvergaderingen van de Nederduits Gereformeerde Kerk. Oranje probeerde in de strijd tegen Europa's sterkste monarchie steun te verkrijgen in Duitsland, Engeland en vooral bij de Franse hugenoten. Nog voordat dit succes had, werden de watergeuzen gedwongen te vertrekken uit Engeland. Op 1 april 1572 slaagden zij erin Den Briel in te nemen. Uiteindelijk sloten zesentwintig stadsbesturen zich bij de volksopstand aan, waarna een tweede opstand begon. Belangrijke steden in het opstandige gebied als Amsterdam, Middelburg en Goes bleven echter loyaal aan de koning.
Hoewel alleen de koning of de stadhouder een statenvergadering mochten uitroepen, nam Dordrecht dat jaar het revolutionaire initiatief tot de eerste vrije vergadering van de Staten van Holland. Hierbij werd Oranje bevestigd als stadhouder, waarbij gedaan werd alsof dit geen strijd was tegen de koning, maar tegen de slechte, door deze gestuurde vertegenwoordigers. Hier besloot men ook om alle commissiebrieven in te trekken, teneinde zich zo te ontdoen van de ongedisciplineerde elementen die de opstand schade berokkenden. Op grote schaal werden namelijk katholieke burgers en geestelijken vermoord en kloosters geplunderd. Oranje ontsloeg Lumey vanwege de moord op de martelaren van Gorcum.
Alva begon in 1572 een tegenoffensief, dat enig succes had. Een jaar later werd hij opgevolgd door Requesens. Drie jaar na het Leids Ontzet van 1574 slaagden de koningsgezinden er echter nooit meer in Holland binnen te vallen. De koning ging bovendien bankroet aan de hoge kosten van de huurlingen. De muiterijen van de onbetaalde koninklijke troepen had in 1576 de Spaanse Furie tot gevolg. Na deze zoveelste plundering werden op initiatief van de Staten van Brabant de Staten-Generaal bijeengeroepen. Deze gaven de voorkeur aan een middenweg waarbij ze wel trouw bleven aan de koning, maar verlost zou worden van de nieuwe landvoogd Don Juan.

Al bij het beleg van Leiden was er gebleken dat er onenigheid was over het doel van de opstand. Predikant Adriaen Taling maakte in 1574 bezwaar tegen de spreuk op de noodmunt: haec libertatis ergo (dit is om de vrijheid). Hij vroeg zich af waarom daar geen haec religionis ergo ("dit is om de religie") op stond. De middenpartij wilde echter de onderdrukking van de calvinisten door de katholieken niet vervangen door de onderdrukking van de katholieken door de calvinisten. Met de opstandige gewesten Holland en Zeeland werd de Pacificatie van Gent afgesloten, die stelde dat alle Spaanse troepen het land moesten verlaten. Hierna zag het er even naar uit dat de Nederlanden één lijn zouden trekken. Er was eerder sprake van een scheiding tussen west en oost – aangezien in de oostelijke provincies minder protestanten leefden en er dus minder sprake was van onderdrukking, waardoor zij positiever tegenover de koning stonden – dan het uiteindelijke uiteengaan van noord en zuid zou doen vermoeden.
De positie van de middenpartij bleek echter niet houdbaar. Een religievrede was voor de koning net zo ondenkbaar, als het opgeven van het geloof dat was voor de calvinisten. De eerste breuk kwam in 1579 met de Unie van Atrecht, gesloten door de zich weer naar de koning schikkende Waalse gewesten na de belofte dat de privileges hersteld zouden worden en de vreemde troepen zich terug zouden trekken. Deze overwegend katholieke gewesten zagen niets in de calvinistische radicalisering. Bovendien konden deze gewesten zich vanwege hun ligging vrijwel zeker niet verdedigen tegen de hertog van Parma. Als reactie hierop beloofden Gelre en Zutphen, Holland, Zeeland, Utrecht en de Groningse Ommelanden elkaar steun in de Unie van Utrecht, waar zich later andere gewesten en steden bij aansloten.

De definitieve scheiding kwam twee jaar later. In een poging om Franse steun te verkrijgen, hadden de Staten-Generaal de soevereiniteit aangeboden aan de hertog van Anjou, de broer van de Franse koning. Om dit mogelijk te maken, verlieten de opstandige gewesten in 1581 de Spaanse koning met het Plakkaat van Verlatinghe. Anjou bleef ondergeschikt aan Oranje en besloot daarom in 1583 om Antwerpen in te nemen. Tijdens deze Franse Furie werd het Franse leger door de bevolking van Antwerpen afgeslacht, wat het einde betekende van de Franse steun. De hertog van Parma wist de zuidelijke Nederlanden te heroveren voor de Spaanse kroon. Na de moord op Oranje in 1584 zochten de Staten-Generaal steun bij Elizabeth I van Engeland. De Engelse steun kwam echter te laat om de val van Antwerpen in 1585 te voorkomen. Hoewel de opstand in het zuiden was begonnen, kwam daarmee een einde aan de opstand aldaar. De val van Antwerpen bezegelde daarmee in militaire zin de scheiding van de noordelijke en zuidelijke Nederlanden.

Hoewel Elizabeth weigerde om de soevereiniteit over de opstandige gewesten te aanvaarden, zegde zij wel steun toe en stuurde de graaf van Leicester met troepen. Zijn beleid bleek geen succes en ook hij werd gedwongen het land te verlaten. Daarop werd de zoektocht naar een geschikte landsheer gestaakt en zo bleken de opstandige gewesten na 1588 een republiek. De macht in de Verenigde Provinciën lag daarna de facto bij de Staten-Generaal. Hoewel Italië al de nodige stadsrepublieken kende, was deze staatsvorm voor een gebied van deze omvang een novum. Zelfs nog na de Franse revolutie werden landen over het algemeen beschouwd als eigendom van de vorst. Als zodanig konden ze dan ook vererfd, samengevoegd en verdeeld worden.

## Republiek
Geholpen door de imperial overstretch die Spanje ondervond, kon de Republiek voorkomen dat ze werd heroverd. Sterker nog, ze wist maximaal te profiteren van het verschuiven van het economisch middelpunt van de Middellandse Zee naar West-Europa. Waar de noordelijke Nederlanden eerder in de schaduw stonden van de zuidelijke gewesten, nam Amsterdam na de val en blokkade van Antwerpen de plaats daarvan over als handelscentrum van Europa, terwijl Holland nu de scheepvaart in Europa beheerste.
Hoewel de Unie van Utrecht slechts een militair bondgenootschap was tussen verschillende steden en gewesten om de religieuze tolerantie te verdedigen en de Spaanse dreiging te weerstaan, bleek ze uiteindelijk de basis te zijn voor de Republiek. Deze was ondertussen door Parma behoorlijk in het nauw gebracht. Filips II maakte echter met de tocht van de Armada Invencible in 1588 niet alleen Engeland tot vijand, maar in 1589 ook de protestantse Hendrik IV van Frankrijk door de radicaal-katholieken die hem bestreden te steunen. Zelfs voor de machtigste monarch in Europa bleek dit imperial overstretch te zijn. Tijdens wat wel de Tien Jaren (1588–1598) is gaan heten, waren er met stadhouder Maurits en zijn Friese neef Willem Lodewijk aanvoerders die veldslagen konden winnen en met succes steden belegerden. Waar de Opstand in 1588 vrijwel verloren leek te zijn, kwam het bestaan van de Republiek van 1598 tot 1672 nooit meer echt in het gedrang.
Economisch ging het in deze tijd voor de wind dankzij de handel en scheepvaart, maar ook de visserij, nijverheid en land- en akkerbouw. De vluchtelingen na de val van Antwerpen – meer dan de helft van de honderdduizend inwoners verliet de stad, de meeste naar de noordelijke provincies – brachten een uitgebreid netwerk mee dat de handel bevorderde. De Zuid-Nederlandse vluchtelingen zouden een zeer belangrijke rol spelen in de toenemende welvaart en het religieuze leven van de Republiek. Amsterdam nam na de val en blokkade van Antwerpen de plaats over als handelscentrum van Europa, terwijl Holland de scheepvaart in Europa beheerste.
Hoewel de overheid protestants was en het calvinisme de staatsgodsdienst werd, bestond er vrijheid van geweten. Enerzijds werden verschillende andere godsdiensten werden gedoogd, anderzijds was er echter geen vrijheid van eredienst. Hoewel dit over het algemeen niet strikt werd nageleefd, bevonden de katholieken en andere geloven zich in een moeilijke positie die gepaard ging met omkoping en over het algemeen een tweederangs maatschappelijke positie. De tolerantie was heel wat groter dan elders in Europa, maar het was een opportunistische, die een exodus voorkwam zoals het dogmatische Spanje had meegemaakt. Het werd vooral bepaald doordat de meerderheid van de Republiek nog lange tijd katholiek was. Het naast elkaar bestaan van bevolkingsgroepen van verschillende gezindte, waarvan de belangrijkste in omvang niet veel voor elkaar onderdeden, zou in later eeuwen gaandeweg leiden tot de zogeheten verzuiling.
De burgerij werd de dominerende stand, terwijl de invloed van de adel verminderde. Eerder was al hetzelfde gebeurd met de invloed van de geestelijkheid. Regenten – het stedelijk patriciaat dat bestond uit de belangrijkste en kapitaalkrachtigste handelsfamilies – begonnen het politieke klimaat te beheersen. In vergelijking met de omringende landen was de heersende elite echter opvallend bescheiden.

De politieke macht was in de Republiek overgegaan van de Raad van State naar de Staten-Generaal die onder de soevereine provinciale staten vielen. In theorie waren alle gewesten gelijk en hadden ze alle een stem in de Staten-Generaal. Dankzij zijn economische overwicht kon Holland deze echter domineren. Ook kon de landsadvocaat van Holland Oldenbarnevelt zo bij gebrek aan politieke ambities van Maurits optreden als regeringsleider. Daarnaast benoemden de staten een stadhouder, in de praktijk altijd een Oranje. Naast militaire macht had deze door secrete besognes en patronage ook informele politieke invloed. Zolang de belangen van Holland en Oranje overeenkwamen, bleek deze gekunstelde situatie wonderwel te werken. Daarbuiten kon dit het bestuur echter volledig verlammen, zoals tijdens het Twaalfjarig Bestand voor het eerst zou blijken. Een bestuurlijke hervorming bleef echter steken bij de vraag of de uiteindelijke macht bij Oranje dan wel bij Holland lag. Slechts Spinoza behandelde de fundamentele vraag over waar de soevereiniteit lag op universele wijze; hij zag democratie als de best mogelijke staatsvorm.

### Twaalfjarig Bestand

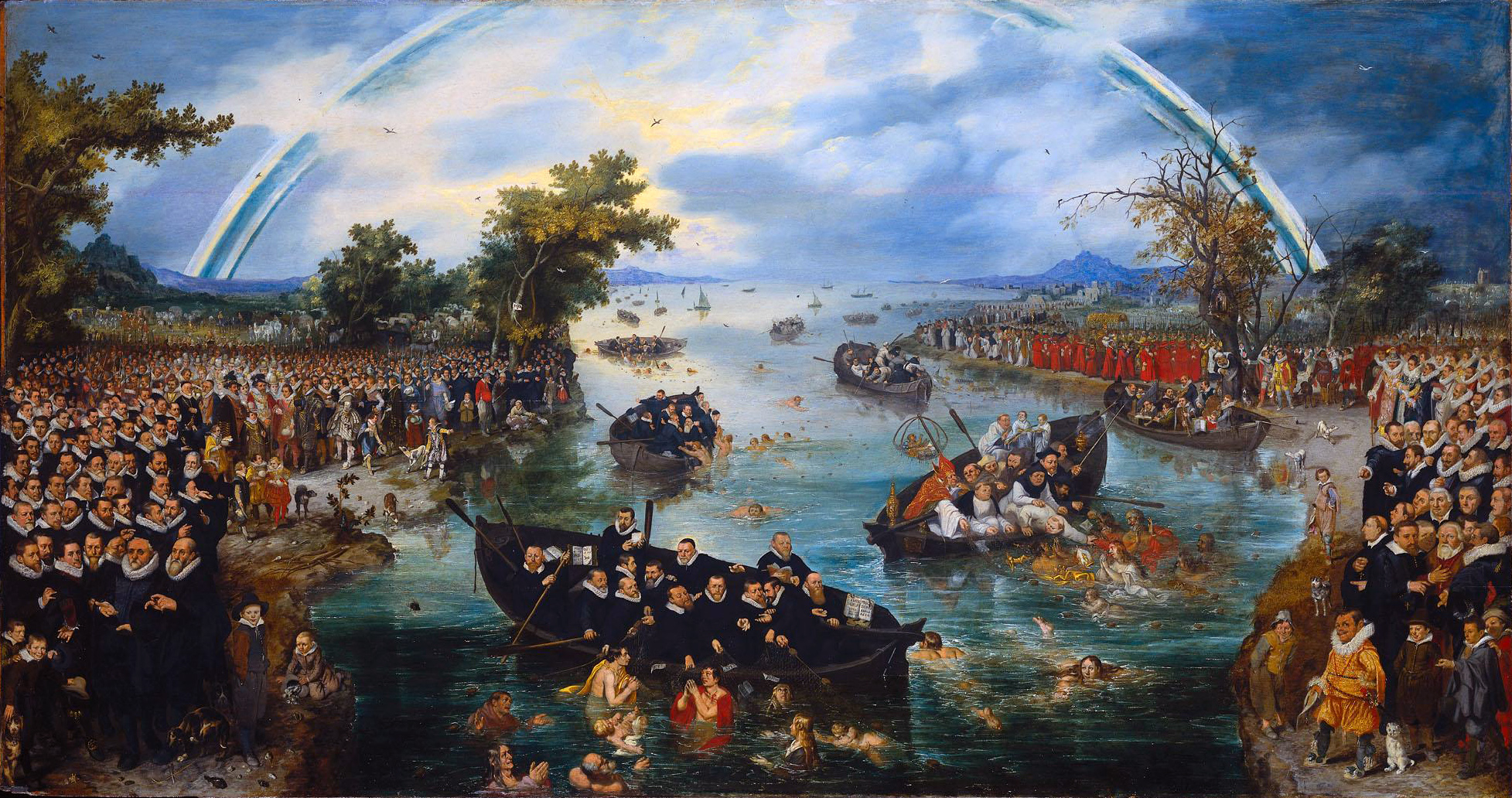
De zielenvisserij, Adriaen Pietersz van de Venne, 1614
Allegorie op de ijver van de religies tijdens de Treves. De rivier tekent de vanaf nu duidelijke scheiding tussen noord en zuid, met links de protestanten en rechts de katholieken, beide naar mensen vissend

Toen in 1609 het Twaalfjarig Bestand werd gesloten, was er al een bepaalde mate van verbondenheid tussen de gewesten die niet heroverd waren door Spanje. Het bestand bracht echter ook de tegenstellingen aan het licht, die tot het einde van de Republiek zouden blijven spelen. Holland werd door de andere gewesten gezien als te machtig en arrogant, hoewel zij dit gewest wel nodig hadden voor de verdediging. Ook was er een verschil tussen de belangen van de kustprovincies, die meer hechtten aan een sterke zeemacht, en de landgewesten, die de nadruk legden op het leger. Daarnaast stonden de handelsbelangen van de regenten soms tegenover die van de strijd tegen Spanje. Dit resulteerde in een groepering die aansluiting zocht bij Frankrijk, hoewel dat land katholiek was, en een groep die toenadering zocht tot de protestantse zeemacht Engeland.
Naast al deze tegengestelde belangen was er ook nog een godsdienstige tegenstelling die politiek gebruikt zou worden en waarbij stellingen werden ingenomen die niet noodzakelijk overeenkwamen met de religieuze overtuigingen. Slechts de publieke kerk was toegestaan en deze werd financieel gesteund door de overheid. De staat had evenwel niets te zeggen over de inhoud van de leer. Toen de contraremonstranten of preciezen de remonstranten of rekkelijken uit de kerk probeerden te zetten, dreigde de prille Republiek in tweeën te splitsen. De remonstrantse minderheid zocht met succes steun bij de door Oldenbarnevelt geleide Staten van Holland, die liever een brede volkskerk zagen dan een kleine calvinistische kerk en net als de remonstranten meer invloed van de overheid op de kerk wilden. Maurits, die tegen een vrede was die zijn invloed zou doen verminderen, sloot zich aan bij de contraremonstranten. Vanwege de handelsbelangen van Holland voerde Oldenbarnevelt een Fransgezinde politiek, zelfs nadat in 1615 een dubbelhuwelijk de band tussen Frankrijk en Spanje bezegelde. Dit maakte hem al verdacht, maar de scherpe resolutie was voor Maurits de reden om de wet te verzetten. Met deze staatsgreep wist hij zijn aanhangers aan de macht te brengen. Op de Synode van Dordrecht – waar ook besloten werd tot de Statenvertaling te komen die een sterk consoliderende invloed had op het Nederlands – werd de contraremonstrantse opvatting de officiële leer in de Gereformeerde Kerk. Oldenbarnevelt werd uiteindelijk in 1619 onthoofd op beschuldiging van landverraad. Het bestand liep daarna in 1621 af en werd niet verlengd. Daar Maurits slechts geïnteresseerd was in militaire macht, trok hij geen politieke macht naar zich toe en bleven de Zeven Provinciën republikeins. De tegenstellingen tussen de staatsen en de orangisten zouden daarna nog regelmatig opspelen.

### Gouden Eeuw

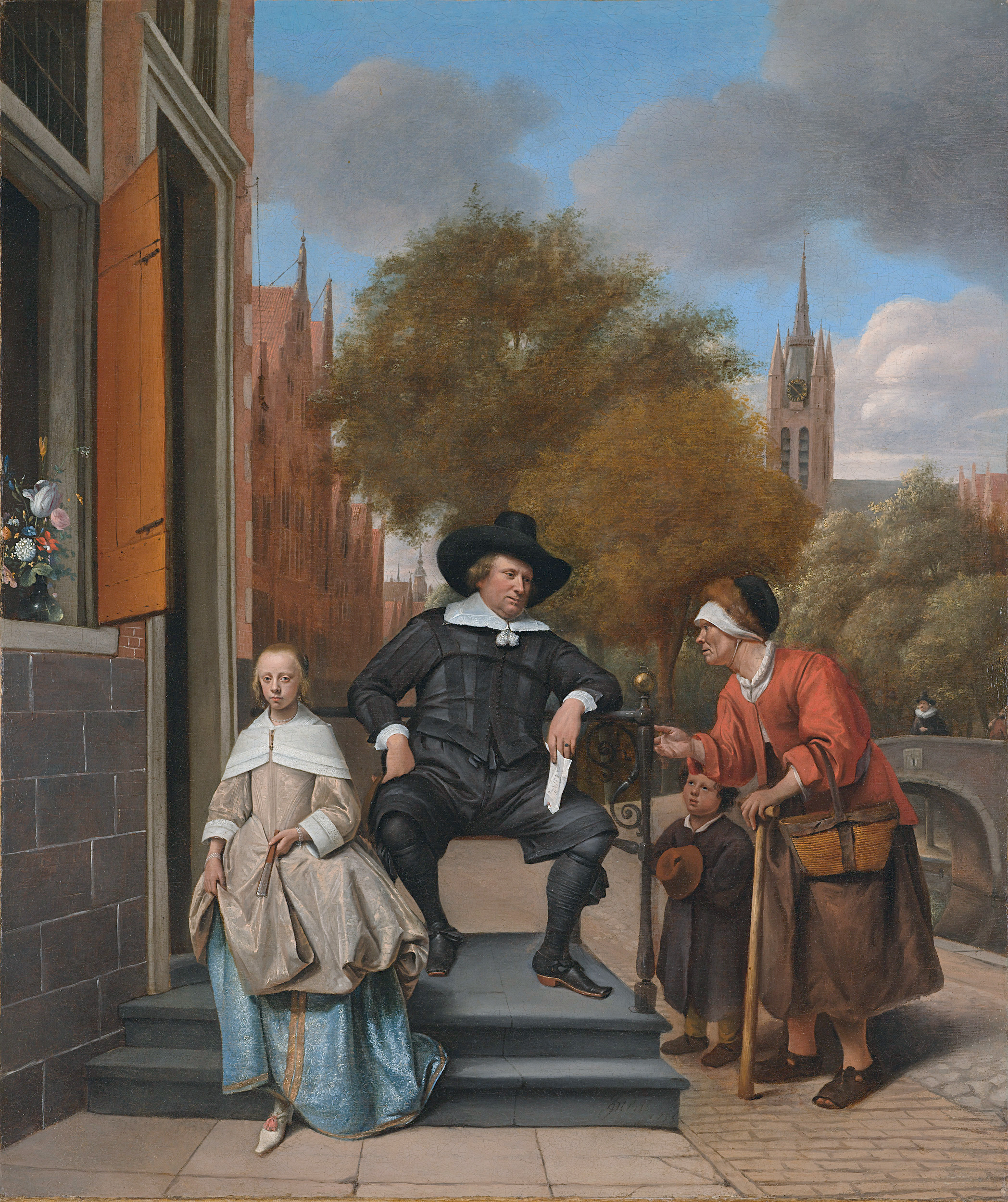
Adolf en Catharina Croeser aan de Oude Delft, 1655, van Jan Steen

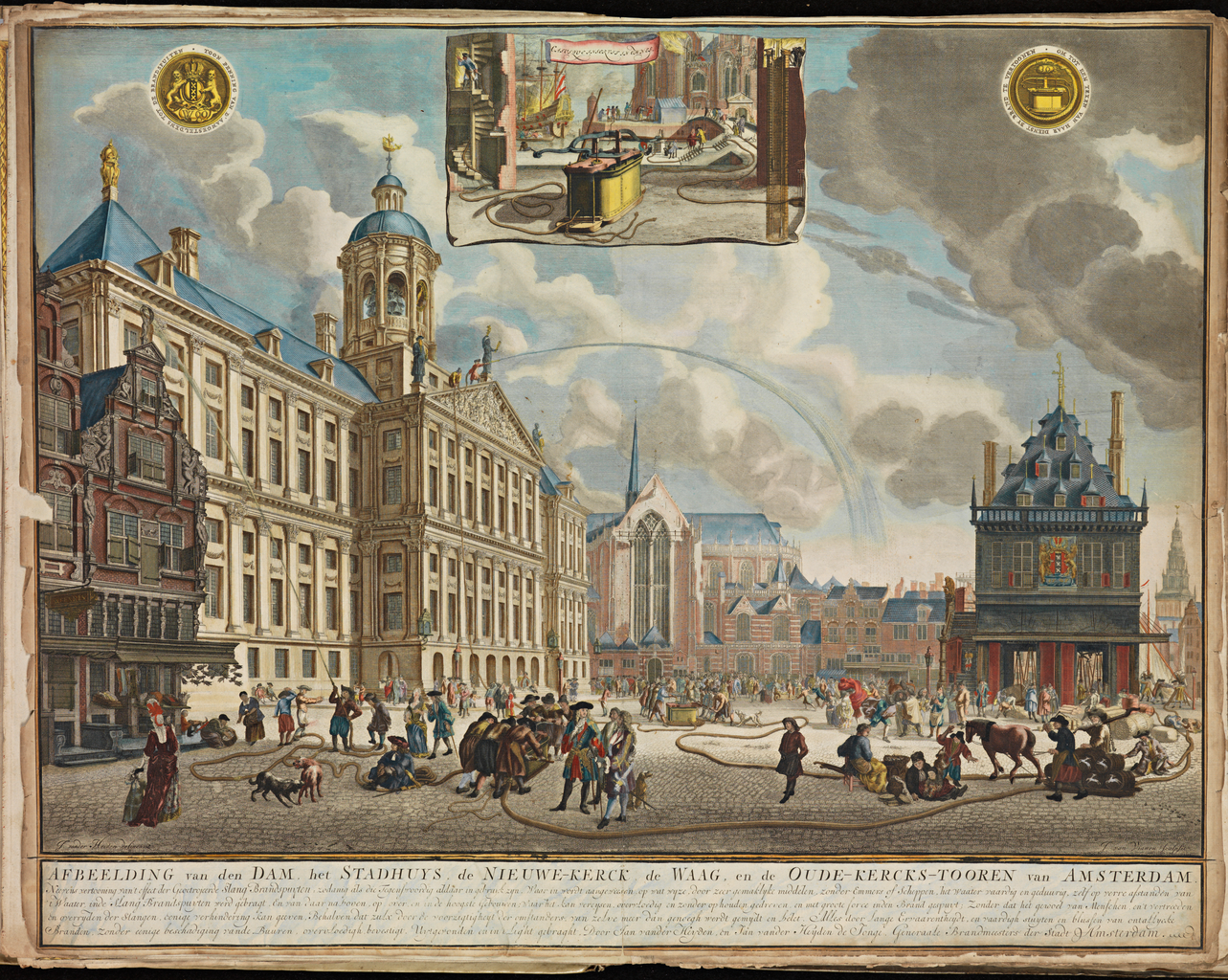
Het Paleis op de Dam omstreeks 1700, van Frederik de Wit

Hoewel de metafoor wellicht het te simplistische beeld oproept van een periode waarin de Zeven Provinciën een vredig land van melk en honing vormden, was de Gouden Eeuw wel een periode met een grotere politieke, culturele en economische betekenis dan ooit daarvoor of daarna in de Nederlanden. In een periode waarin Engeland en in mindere mate Frankrijk werden geplaagd door interne problemen, wist de Republiek het al bestaande overwicht in vooral de scheepvaart verder uit te bouwen. De graanhandel op de Oostzee werd wel de moedernegotie genoemd, waarnaast de handel op Frankrijk en het Iberisch schiereiland en de grote visserij erg belangrijk waren. Daarnaast vond rond Spitsbergen de walvisvaart plaats, vanwege het kleinere economische belang kleine visserij genoemd.
De aristocratie werd in de op de handel gerichte Republiek naast de oude adel vooral gevormd door regenten die uit de rijkere koopmansfamilies afkomstig waren. De overdaad die hen eerder had gekenmerkt, werd door het calvinisme getemperd. Naast deze rijkdom was er ook in de Gouden Eeuw nog veel armoede. De burgerij van toen wordt zowel calvinistisch als erasmiaans genoemd

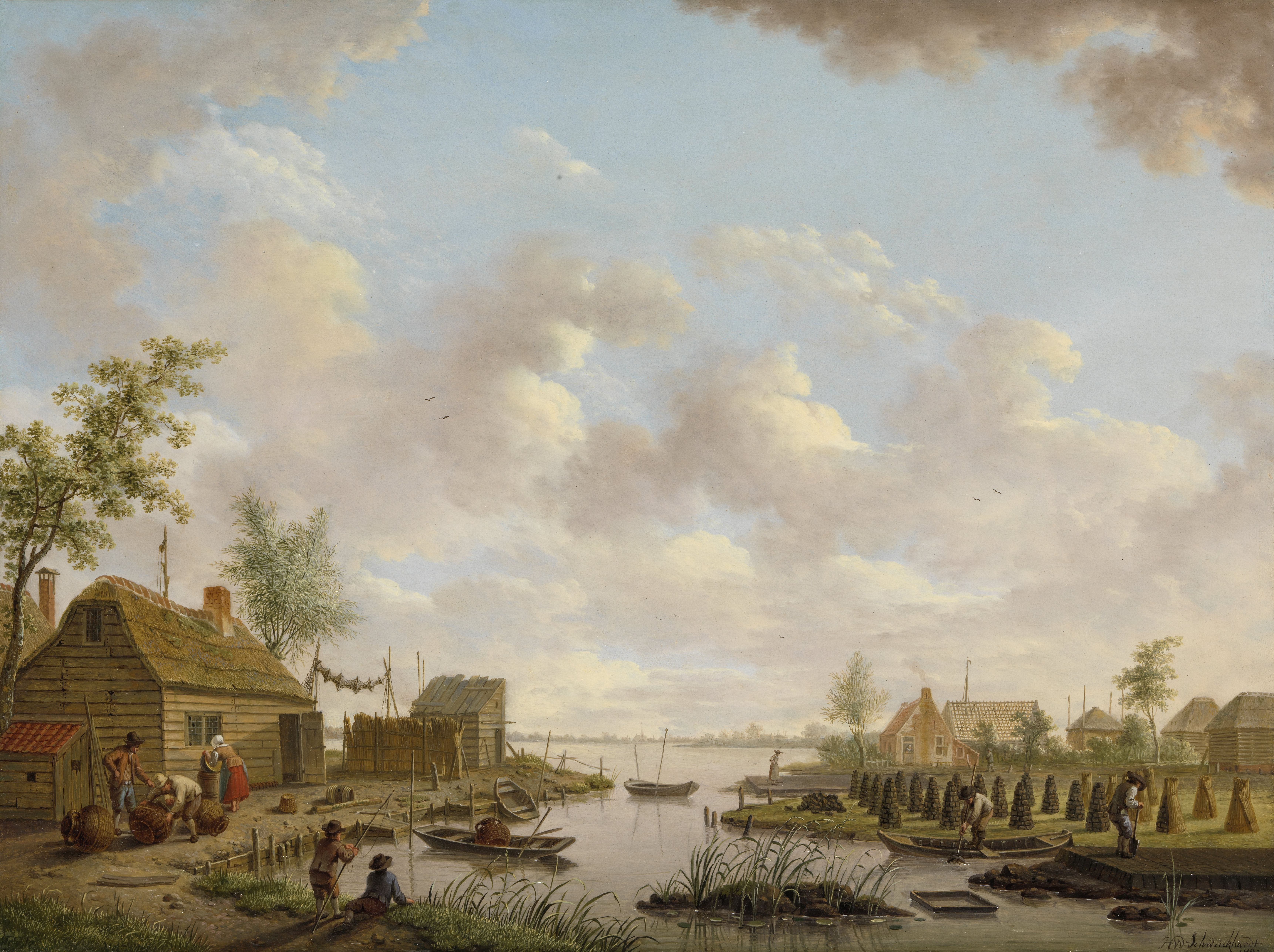
Landschap met vissers en turfstekende boeren in het laagveen, 1783, Hendrik Willem Schweickhardt

Grootschalige mechanische energieopwekking vond voor het eerst plaats met wind- en watermolens. Een belangrijke bijdrage aan de welvaart van de Verenigde Provinciën tijdens de Gouden Eeuw werd geleverd door turf. Het geheel maakte een proto-industrialisatie mogelijk, die pas voorbij zou worden gestreefd met de industriële revolutie in het Verenigd Koninkrijk
Na 1585 groeide het economische belang van de Republiek en dan vooral Holland. Amsterdam kon de positie van Antwerpen overnemen als stapelplaats van goederen vanuit de gehele wereld. In 1609 werd de Amsterdamsche Wisselbank opgericht, en in 1611 de Amsterdamse Wisselbeurs, naar het voorbeeld van de Antwerpse beurs. Dit droeg ertoe bij, dat Amsterdam tot het financiële centrum van de wereld uitgroeide, een positie die Londen en Hamburg pas in het midden van de achttiende eeuw overnamen.

Een belangrijke bijdrage werd ook geleverd door turf. Hout, houtskool, waterkracht en windenergie waren niet altijd en overal beschikbaar en zolang er slechts een beperkte hoeveelheid energie beschikbaar was, woonde de overgrote meerderheid van de bevolking in armoede. Doordat de Zeven Provinciën over turf konden beschikken, kon deze zich hieraan ontworstelen.
Van groot belang was ook de nijverheid. De paltrok houtzaagmolen stelde de Zaanstreek zelfs in staat uit te groeien tot het grootste scheepsbouwcentrum ter wereld. Poldermolens werden ook steeds belangrijker doordat natuurlijke afwatering van polders steeds problematischer werd door het inklinking van ontgonnen veen. Door vervening met behulp van de baggerbeugel ten behoeve van de turfwinning waren daarnaast ook veenplassen ontstaan. Deze konden door wind en golfslag sterk groeien, wat bekendstond als de Waterwolf. Dit bedreigde op den duur onder meer Haarlem, Leiden en zelfs Amsterdam, waarna de meeste plassen verplicht ingepolderd en drooggelegd werden, wat leidde tot de nog steeds typerende veenpolders.
Het embargo van Filips II op de handel van de Republiek met de Spaanse landen belemmerde de handel met Lissabon, dat de stapelplaats was van producten uit Noord- en Zuid-Amerika en Azië. In combinatie met het onvermogen van de Portugezen om hun schepen veilig naar Europa te laten terugkeren, waardoor het aanbod afnam bij een almaar stijgende vraag, en een verhoogde kennis van de Aziatische vaarroutes en havens in de Lage Landen, zorgde dit ervoor dat men de winstgevende specerijenhandel dan maar direct bedreef via de Vereenigde Oost-Indische Compagnie (VOC). Hierdoor werd er uiteindelijk ook ver buiten Europa gehandeld. Er werden specerijen uit India en de Indonesische archipel gehaald en koloniën gesticht in Brazilië, Nieuw-Nederland en de Kaapkolonie. In de Indonesische archipel werden handelsnederzettingen gevestigd in wat later de kolonie Nederlands-Indië zou worden. Hoewel de VOC grote winsten wist te bereiken voor de aandeelhouders, droeg de handel op Indië slechts in beperkte mate bij tot de winsten, die vooral in de Europese handel werden bereikt.
Kunst en wetenschap bloeiden in het spoor van de economische voorspoed. De groeiende stand van welvarende burgers maakte dat een grote markt ontstond voor de kunsten. Dit laatste kwam vooral tot uiting in de schilderkunst van de Hollandse meesters, zoals Rembrandt, Vermeer, Frans Hals en vele anderen. In de literatuur traden onder anderen P.C. Hooft en Vondel op de voorgrond, terwijl onder meer Huygens en Leeuwenhoek belangrijke wetenschappers waren.
Frederik Hendrik volgde Maurits op. Zijn militaire reputatie als stedendwinger evenaarde die van zijn halfbroer en hij wist de generaliteitslanden te veroveren. Politiek was hij echter verreweg de meerdere van Maurits. Hij wist de onderdrukking van de remonstranten te beëindigen zonder de contraremonstranten van zich te vervreemden. Holland kon hij in toom houden met behulp van de meerderheid van de overige gewesten in de Staten-Generaal, wat een verwijdering tot gevolg had tussen de Hollandse regenten en de prinsen van Oranje die zich steeds meer als monarchen begonnen te gedragen. In 1648 werd de oorlog met Spanje beëindigd, tegen de zin van stadhouder Willem II. Zijn pogingen de macht naar zich toe te trekken resulteerden na zijn onverwachte dood in 1650 tot het eerste stadhouderloze tijdperk (1650–1672).

### Slavenhandel
| 1576-1600 | 1365    |
| 1601-1625 | 1829    |
| 1626-1650 | 31.729  |
| 1651-1675 | 100.526 |
| 1676-1700 | 85.847  |
| 1701-1725 | 73.816  |
| 1726-1750 | 83.095  |
| 1751-1775 | 132.330 |
| 1776-1800 | 40.773  |
| 1801-1825 | 2669    |
| 1826-1850 | 357     |
| Totaal    | 554.336 |

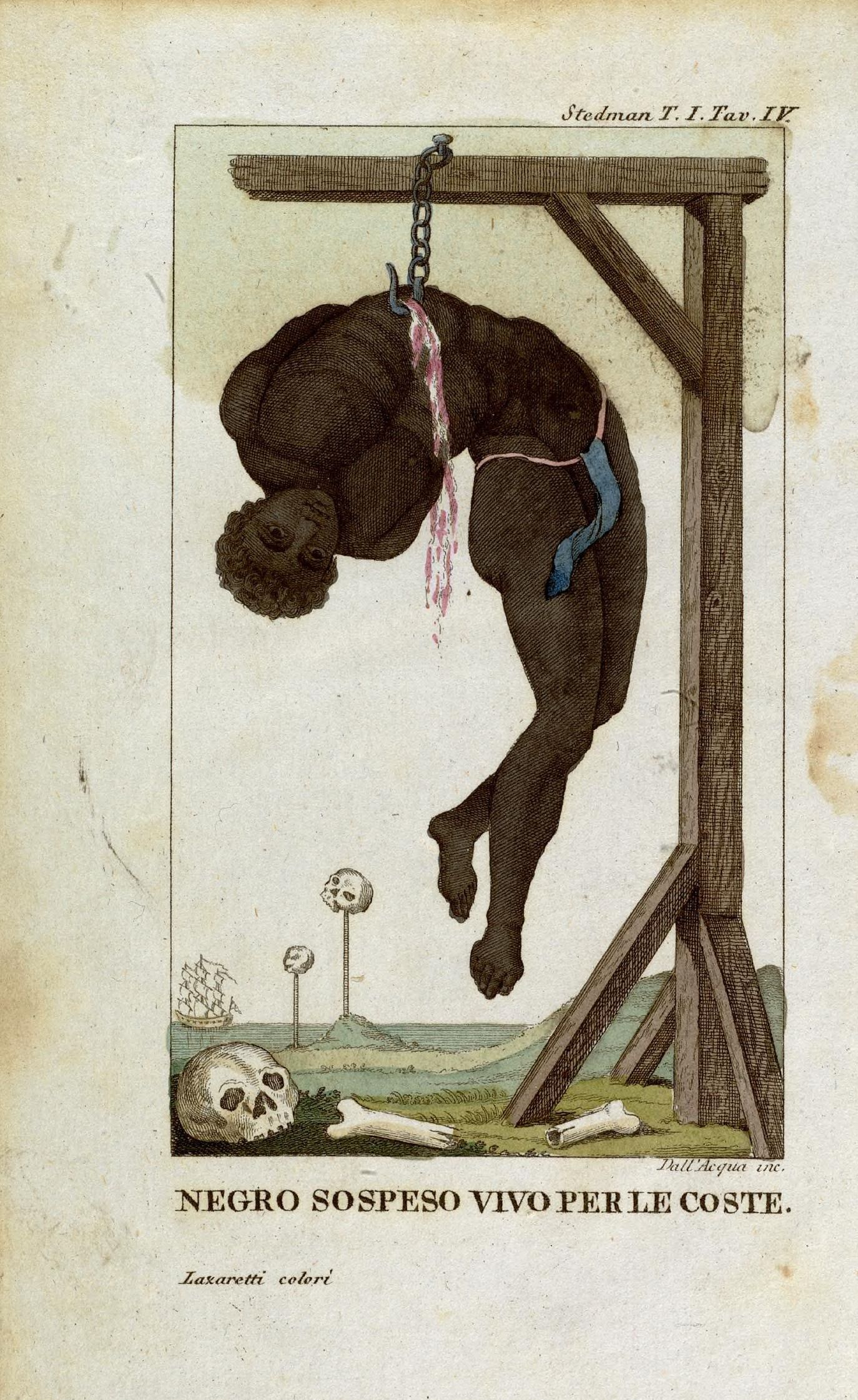
Een neger, levend aan zijn ribben opgehangen in een vertaling van Narrative of a five years' expedition against the revolted Negroes of Surinam van Stedman uit 1796. Het boek – vooral door de illustraties aangrijpend – was belangrijk in de vroege fase van het abolitionisme

In de strijd tegen de Spanjaarden en de Portugezen werd de kaapvaart legitiem verklaard. Dit was na de oprichting in 1621 de voornaamste doelstelling en inkomstenbron van de West-Indische Compagnie (WIC). Tussen 1623 en 1636 werden 547 Spaanse en Portugese schepen gekaapt. Daarna werd het Groot Desseyn ontwikkeld, het grote plan. De Portugese rietsuikerhandel vanuit Brazilië moest ondermijnd worden, en dit probeerde men te bereiken door de trans-Atlantische slavenhandel over te nemen. Met de verovering van de Zilvervloot in 1628 kwam daar voldoende geld voor beschikbaar. In 1637 werd fort Sint George te Elmina aan de Afrikaanse Goudkust veroverd, het grote Portugese slavenhandelbolwerk. De eeuwen erna zou dit fort een van de centra van de slavenhandel van de WIC vormen. Aan de overzijde werd tussen 1630 en 1634 Recife met een groot deel van de Braziliaanse kust veroverd, dit werd Nederlands-Brazilië. Nadat dit in 1654 voor de Republiek verloren ging, werd Curaçao het Nederlandse verzamelpunt voor slaven. Hierna begon de Nederlandse slavenhandel grote vormen aan te nemen.
In de achttiende eeuw groeide de slavenhandel enorm met jaren dat er meer dan honderdduizend slaven werden vervoerd. Frankrijk en Engeland namen de positie over van Nederland, zoals dat ook ging met de overige handel. De slavenhandel bleek ook niet erg winstgevend voor de Nederlanders, in tegenstelling tot de Engelsen. Dit kwam mede door de hoge sterfte onder de slaven op de overtocht. Het gebeurde soms dat 30% van de slaven stierf aan boord van de schepen. De ellendige omstandigheden die al uit dit cijfer spreken, werden verwoord in een citaat van arts Alexander Falconbridge die meevoer tijdens enkele reizen en abolitionist werd. Zijn verhandeling An Account of the Slave Trade on the Coast of Africa uit 1788 zou een belangrijke invloed krijgen in het abolitionisme.
Dat de slavenhandel ondanks de lage winstmarges werd voortgezet, had er onder andere mee te maken dat veel handelaren ook belangen hadden in plantages in Suriname. Hiervoor hadden zij de slaven nodig. Het was dus voldoende als er winst werd behaald met de plantage.
In tegenstelling tot de mediterrane landen was slavernij in de Late Middeleeuwen en de Vroegmoderne Tijd vrijwel afwezig in de Republiek, Engeland en Frankrijk. Het was in deze periode ondenkbaar dat grote groepen slaven verkocht zouden worden in Amsterdam, Londen of Nantes, zoals wel gebeurde in Lissabon en Cadiz. Maar hoewel vrijheid een belangrijk begrip was in de Republiek en het misbruik van de indianen door de Spanjaarden als propaganda werd gebruikt, zagen de Nederlanders, maar ook de Engelsen en Fransen, er geen probleem in om buiten Europa in slaven te handelen en deze in te zetten op plantages.
Het uiteindelijke aandeel van de Republiek in de Atlantische slavenhandel bedroeg ruim 550.000 mensen.

### Eerste stadhouderloze tijdperk

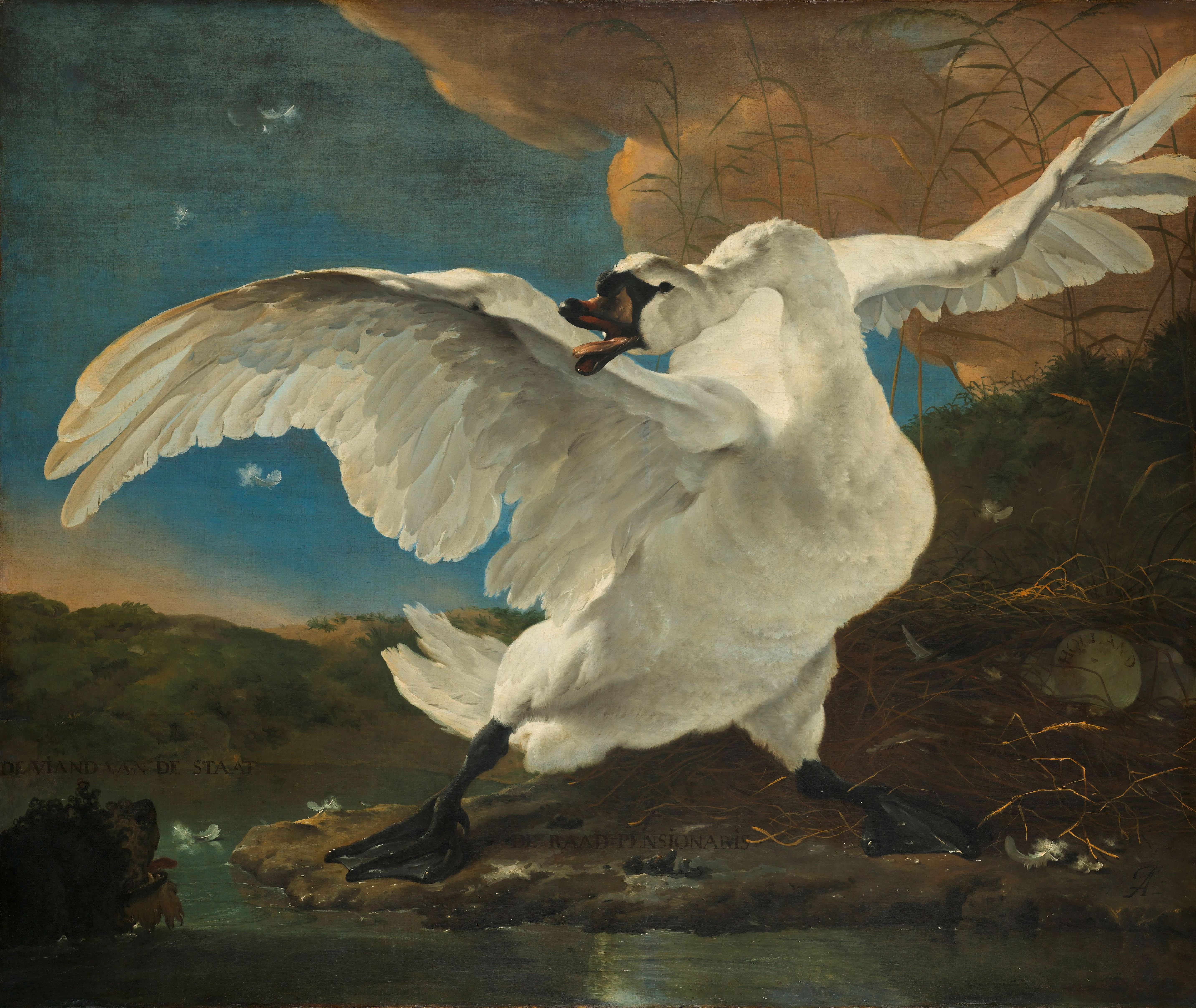
De bedreigde zwaan, Jan Asselijn
Een zwaan verdedigt haar nest tegen een hond. Het is later geïnterpreteerd als allegorie voor Johan de Witt die Holland beschermt tegen de vijand

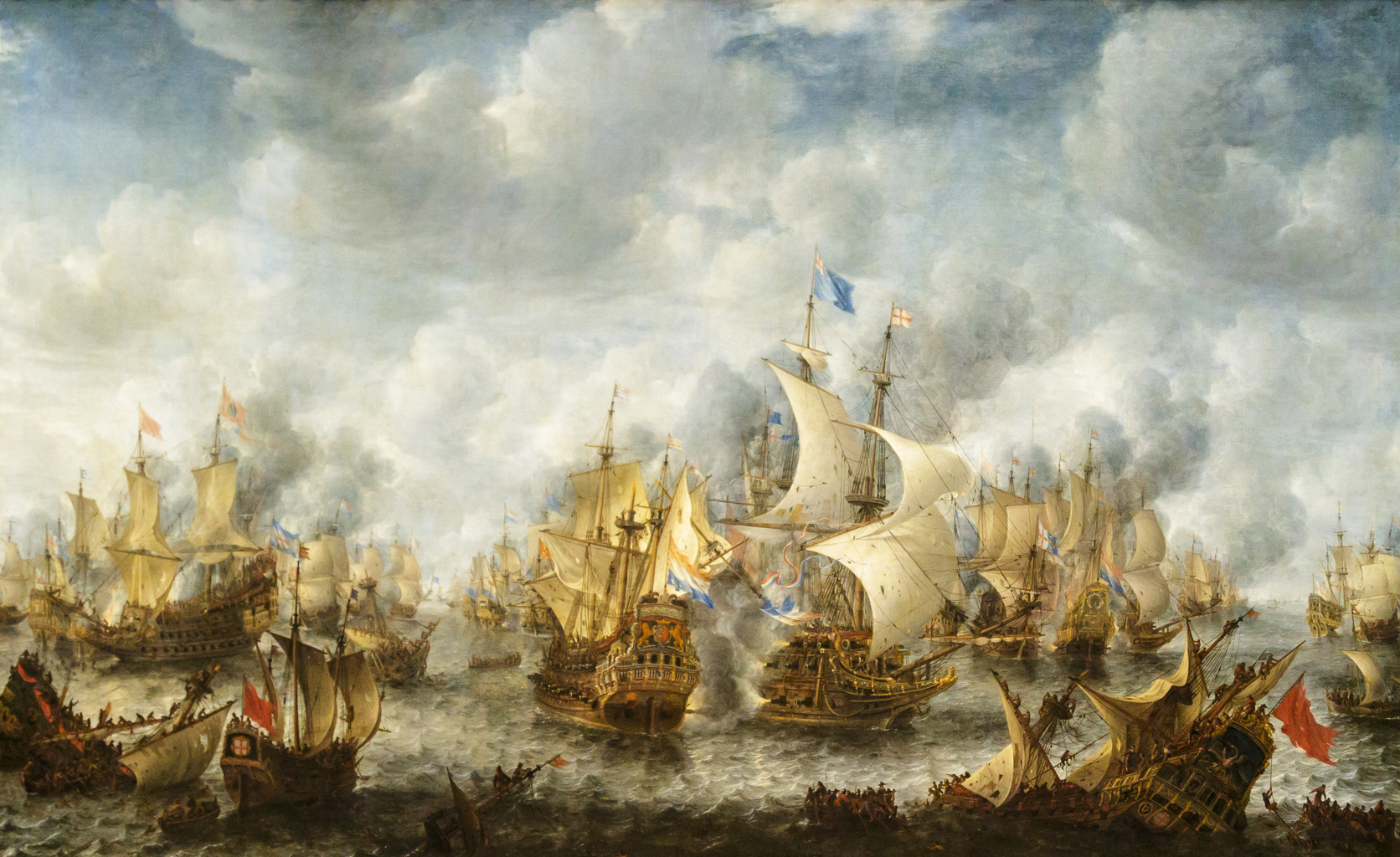
De Slag bij Ter Heijde, tijdens de Eerste Engels-Nederlandse Oorlog, geschilderd door Jan Abrahamsz. Beerstraaten

Nu de oorlog voorbij was, kon de vraag gesteld worden of het bondgenootschap in stand moest blijven, wat in de Grote Vergadering van 1651 werd bevestigd. Dit tijdperk werd binnenlands gekenmerkt door de ware vrijheid – de heerschappij van de regenten die geen vrijheid in de moderne zin van het woord was, maar het bezit van bepaalde privileges en rechten. Johan de Witt zou als raadpensionaris van Holland de belangrijkste staatsman zijn van de Zeven Provinciën, maar altijd ondergeschikt aan de Staten. Over het algemeen bekommerden de regenten zich weinig om het politieke draagvlak. De Oranjes konden daardoor na beide stadhouderloze tijdperken steeds terugkeren, hoewel dit afgezien van de toevoeging van een stadhouder aan de bestuursvorm niets veranderde. In deze voor Europese begrippen tolerante periode trok onder anderen Descartes eerder al naar de Nederlanden, maar het werk van Spinoza ging zijn tijdgenoten te ver en werd verboden.
Buitenlands was dit de tijd van de handelsoorlogen. Frankrijk en Engeland waren bevrijd van hun interne problemen en eisten hun deel van de welvaart. Na een lange tijd van Habsburgse dominantie, was Frankrijk nu de belangrijkste macht in Europa. Cromwell stelde een unie tussen het Engelse Gemenebest en de Zeven Provinciën voor. Dit werd afgeslagen, waarna de Akte van Navigatie uit 1651 restricties oplegde aan de vaart op Engeland. De daaropvolgende Eerste Engelse Oorlog (1652–1654) werd verloren door de Republiek. Bij de eerste vrede van Westminster werd dan ook bepaald dat de restricties in stand bleven. Bovendien werd Willem III in een geheime clausule, de Akte van Seclusie, uitgesloten van het stadhouderschap. In zijn Deductie verdedigde De Witt deze uitsluiting en de ware vrijheid. Onder de Franse koning Lodewijk XIV legde ook de grondlegger van het mercantilisme, Colbert restricties op aan de handel op Frankrijk.
De Republiek en Engeland kwamen opnieuw in conflict en in 1665 verklaarde Engeland de Republiek de oorlog. Nadat admiraal Michiel de Ruyter de Theems opvoer en een deel van de Engelse vloot vernietigde in de tocht naar Chatham, werd de vrede van Breda gesloten in 1667. De Engelsen kregen de Nederlandse bezittingen in Noord-Amerika, waaronder Nieuw-Amsterdam, maar Suriname werd Nederlands en de Akte van Navigatie werd versoepeld. Hoewel deze Tweede Engelse Oorlog overtuigend werd gewonnen en de Staatse vloot oppermachtig maakte, werd het steeds duidelijker dat de Republiek in de problemen zou komen zodra de grootmachten niet tegen elkaar uitgespeeld konden worden. In 1668 werden Engeland en de Republiek nog wel beide lid van de Triple Alliantie die Spanje te hulp moest komen. Lodewijk XIV had namelijk de Devolutieoorlog (1667–1668) ontketend om de Spaanse Nederlanden te veroveren. Het vormen van deze alliantie was voorlopig voldoende om deze Franse opmars te stuiten.
In 1672 bleek hoe het fout kon gaan. In dit Rampjaar hadden Karel II en Lodewijk XIV elkaar gevonden in het verdrag van Dover. Engeland verklaarde de Republiek – volgens Marvell this undigested vomit of the sea – de oorlog, en zowel Frankrijk als de bisdommen Münster en Keulen deden hetzelfde. Frankrijk, Keulen en Münster vielen de Republiek binnen; een Engelse landingspoging werd na de slag bij Solebay ternauwernood verijdeld. Terwijl de buitenlandse troepen met een verbijsterende snelheid optrokken tot aan de waterlinie en Utrecht in juni 1672 viel, werden de gebroeders De Witt gelyncht in Den Haag, waarna Willem III, die in het complot tegen de De Witts een nooit helemaal opgehelderde rol zou hebben gespeeld, tot stadhouder werd benoemd.

### Willem III
De crisis gaf de orangisten de overhand. Onder Willem III wist Nederland uit de benarde situatie te komen, waarbij admiraal Michiel de Ruyter de gezamenlijke zeemacht van Frankrijk en Engeland wist te verslaan. Er werd een alliantie gesloten met keizer Leopold I, Spanje en de verdreven hertog van Lotharingen, waardoor de aanvallers terug konden worden gedreven. Engeland (tweede vrede van Westminster), Keulen en Münster sloten daarop in 1674 vrede. In 1678 werd uiteindelijk ook met Frankrijk een ongunstige vrede gesloten. Hierna zou Willem III zich blijven richten op het vormen van een Europese coalitie tegen het expansionisme van Lodewijk XIV. Hoewel hij hierbij successen boekte, begon de teruggang van de macht van de Republiek zich af te tekenen.

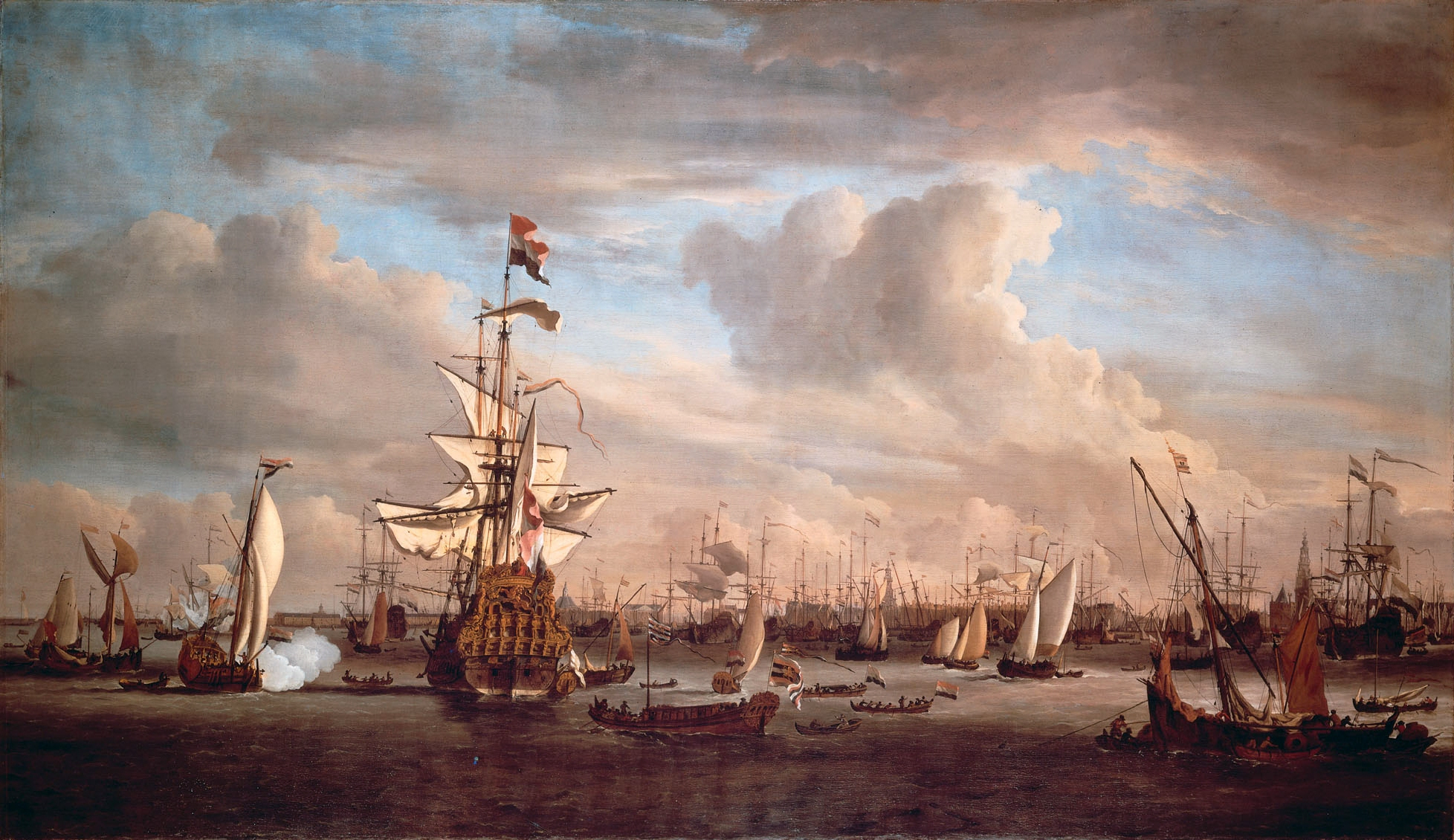
Het IJ voor Amsterdam met de 'Gouden Leeuw', het voormalige vlaggenschip van Cornelis Tromp, 1686, Willem van de Velde de Jonge

Nadat koning Jacobus II van Engeland in 1688 onverwachts een mannelijke katholieke erfgenaam kreeg, werd diens schoonzoon, stadhouder Willem III, door bepaalde Engelse facties uitgenodigd om koning van Engeland te worden. Onder zware druk van het Franse expansionisme speelde Willem III een alles of niets politiek, die wonderwel goed afliep. Hij rustte in de zomer van 1688 een voor die tijd enorme invasiemacht uit, die in het najaar van 1688 vanuit Hellevoetssluis vertrok en in Zuidwest-Engeland aan land ging. Na enige schermutselingen wist het leger van Willem III de relatief beperkte en niet erg effectieve legermacht van zijn schoonvader te verdrijven, waarna het leger van Willem III Londen bezette. Op deze gedurfde wijze kwam de Glorious Revolution tot stand en werd de groeiende Franse invloed op de Engelse troon tenietgedaan. De al sinds Willem II bestaande verbinding tussen Oranje en de Stuarts werd bevestigd. Nu Willem III ook in Engeland aan de macht was, slaagde hij er in met succes weerstand te bieden aan de Franse agressiepolitiek van Lodewijk XIV. Vanaf dat moment liep de Republiek in politiek opzicht gedurende vijfendertig jaar aan de hand van Engeland. Toen Willem III ook in Engeland aan de macht was, kon hij zich nog sterker richten op het bestrijden van de Franse hegemonie. Hij speelde een belangrijke rol in anti-Franse coalities tijdens de Negenjarige Oorlog (1688–1697) en tot aan zijn dood in 1702 in de Spaanse Successieoorlog (1701–1713).
Het economisch zwaartepunt in Noordwest Europa, dat aanvankelijk in de 11de eeuw was ontstaan in Vlaanderen (Gent/Brugge), midden 15de eeuw verschoof naar Brabant (Antwerpen/Brussel), en eind 16de eeuw naar Holland (Amsterdam), verliet met de oversteek van Willem III naar Londen de Lage Landen. Willem III bracht zijn bankiers en raadgevers naar Londen mee en voerde economische verbeteringen door. Sindsdien begon Engeland steeds meer de Republiek te overvleugelen, vooral in de koloniale handel. Voor een deel kwam dat omdat Engeland nu een goed functionerend centraal gezag had. Maar de belangrijkste reden was de sterk toegenomen bevolking van Engeland, die in het algemeen goed was opgeleid en daarmee dus bovendien de productie per persoon kon vergroten. Bovendien steunde het vernieuwde Engelse bestuur handel, economie en technische vernieuwingen; zo werd de vloot sindsdien voortdurend gemoderniseerd en uitgebreid. Deze vernieuwingen maakten dat Engeland er na 1688 in slaagde om de Republiek in economisch en technologisch opzicht te overvleugelen.
De Nederlandse handelsvloot in de achttiende eeuw bleef van grote omvang, maar kon de Engelse en Franse groei niet evenaren. Ook de Staatse vloot bleef een macht om rekening mee te houden, maar verloor na de Derde Engelse Oorlog (1672–1674) het overwicht. De Republiek bleef welvarend, maar het was een periode van consolidatie die de opwinding van de expansie van de eeuw daarvoor miste. De regentenklasse werd een steeds geslotener oligarchie, waar de komst van een stadhouder niets aan veranderde

### Tweede stadhouderloze tijdperk
Door het hardvochtige bestuur van Willem III werd buiten Friesland en Groningen na zijn kinderloos overlijden geen nieuwe stadhouder gekozen. De handel en scheepvaart kenden niet meer de groei van de vorige eeuw, maar bleef substantieel. De handel van Frankrijk en vooral Engeland groeide echter wel sterk, zodat het aandeel van de Zeven Provinciën relatief kromp. De Republiek had nog wel een belangrijke financiële sector, waarbij buitenlandse regeringen grote leningen aangingen bij Amsterdamse bankiers.

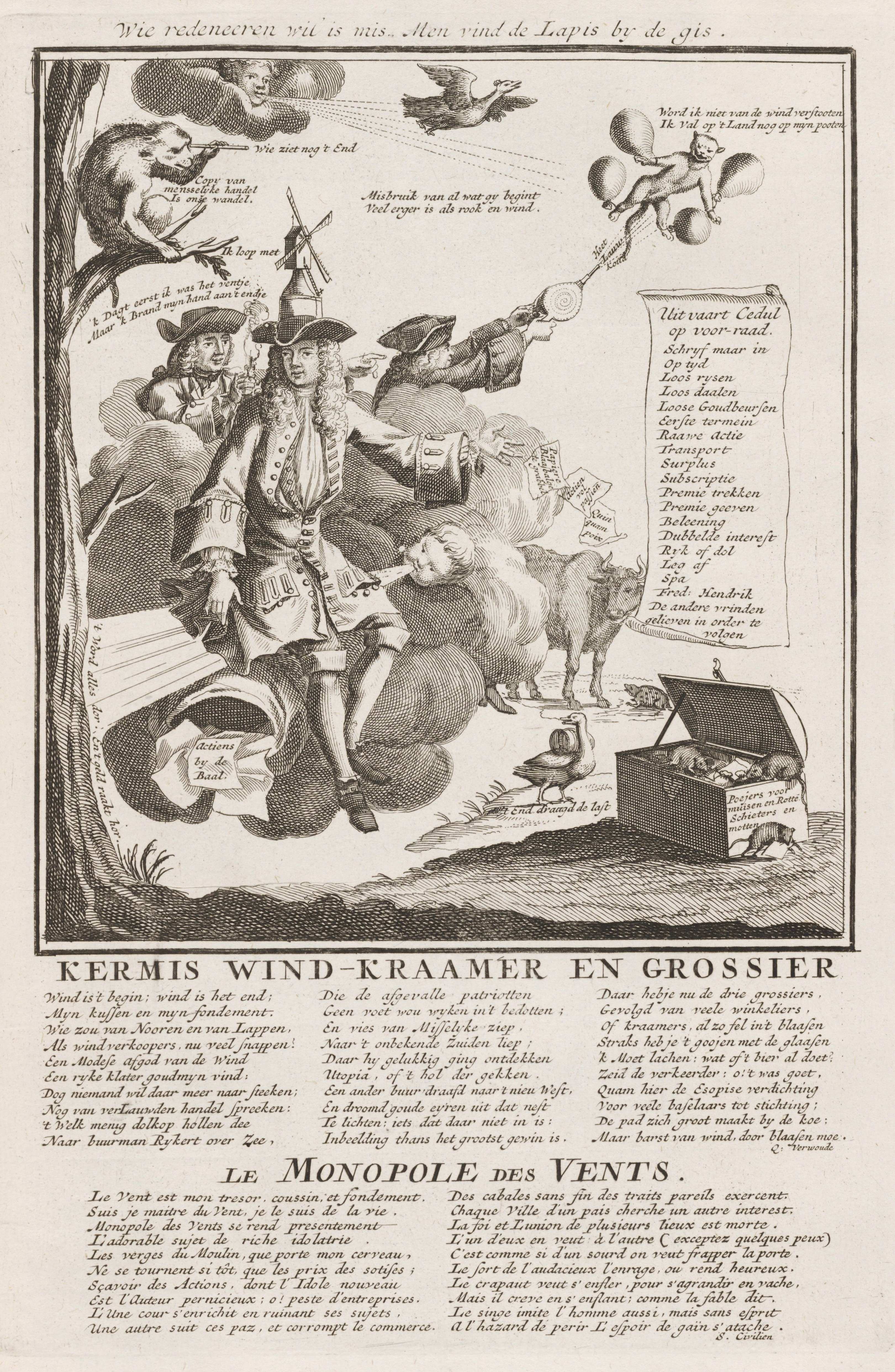
Het Groote Tafereel der Dwaasheid, 1720

Politiek en militair zat de Republiek in het tweede stadhouderloze tijdperk (1702–1747) op de tweede rang. Economisch speelde na veertig jaar oorlog met Frankrijk de enorme staatsschuld een grote rol, waarbij vooral na de Spaanse Successieoorlog bleek dat de Republiek boven haar macht werkte. Engeland en de Republiek streden in deze oorlog samen met een aantal bondgenoten om vereniging van de Spaanse en de Franse monarchie te voorkomen. Dit werd een bijzonder lange en uitputtende oorlog voor alle partijen, waarin de Republiek voor het laatst een eigen rol speelde in de Europese machtsverhoudingen. Bij de vrede van Utrecht in 1713 bereikte de anti-Franse coalitie haar doel, maar de onderhandelingen gingen over de hoofden van de Nederlandse gedelegeerden heen. In de woorden van de Franse onderhandelaar Melchior de Polignac: Nous traiterons sur vous, chez vous, sans vous, We onderhandelen over u, bij u, zonder u.
Zeventig procent van het inkomen van Holland ging op aan rente, wat enige offensieve ambitie onmogelijk maakte. Dat er een periode van meer dan dertig jaar vrede volgde, werd dan ook niet afgedwongen door de kracht van de Republiek, maar doordat Engeland en Frankrijk in deze periode afzagen van een agressieve politiek.

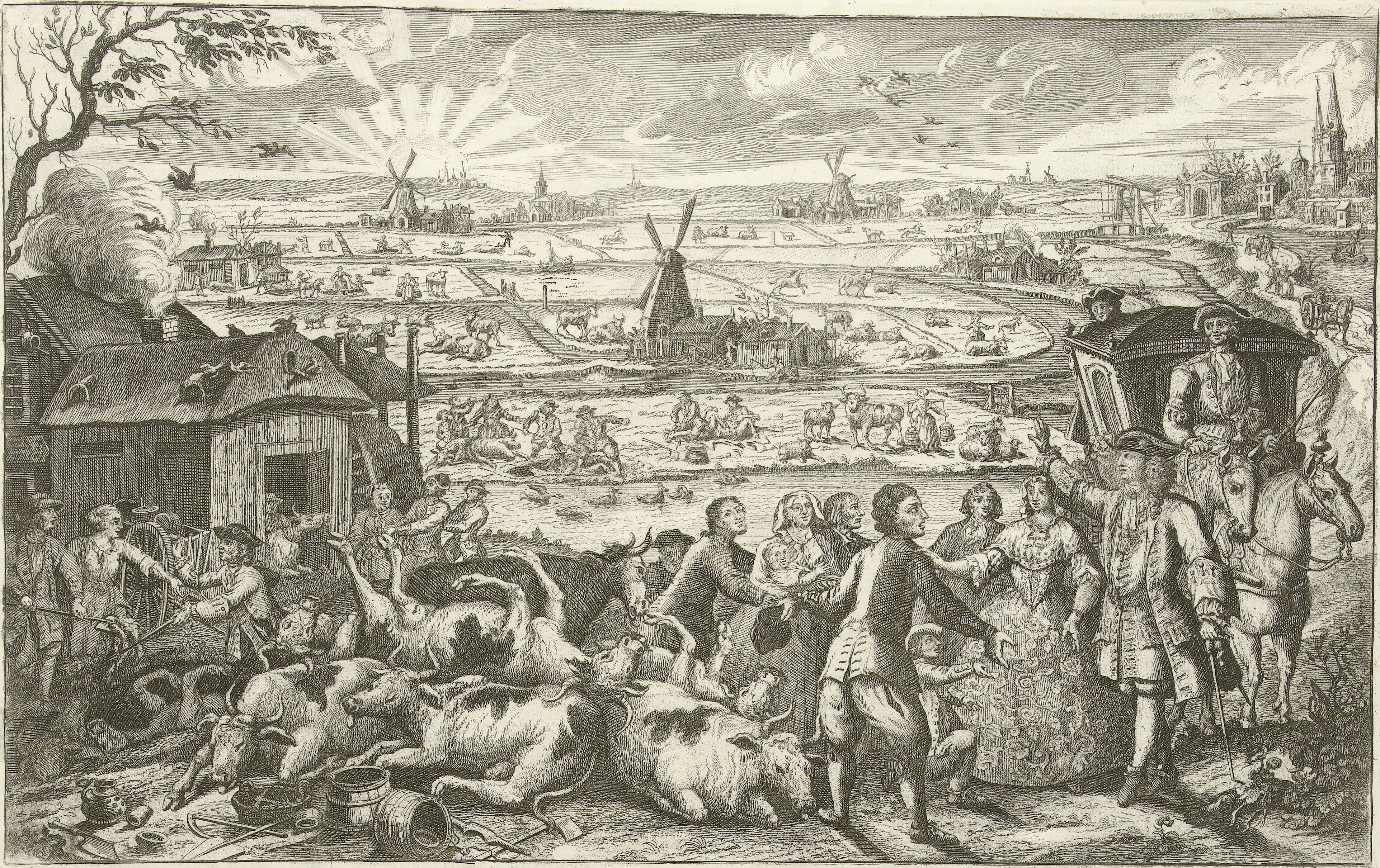
Gods slaandehand over Nederland door de pest-siekte onder het rundvee, Jan Smit, 1745

Het gevolg was een afhankelijkheid van Engeland, de nieuwe maritieme macht waaronder de Staatse vloot zou vallen. De Oostenrijkse Nederlanden werden met het Barrièretraktaat een bufferstaat waar Staatse garnizoenen gelegerd lagen. De Zeven Provinciën werden een nachtwakersstaat waarin afgezien van de hervormingsgezinde Slingelandt geen grote namen naar voren kwamen. Hoewel de orangistische tendens veel minder sterk was dan in het eerste stadhouderloze tijdperk, veroorzaakte de inval van Franse troepen in het zuiden van de Republiek in 1747 een paniek die een herhaling leek van het rampjaar. Dit bracht Willem IV de functie van stadhouder, voor het eerst in alle gewesten. Internationaal kon de politiek lange tijd gebaseerd worden op het uitspelen van de Frans-Engelse tegenstellingen, maar na de Zevenjarige Oorlog (1756–1763) had zich in Europa een nieuw machtsevenwicht gevormd, waardoor dit niet meer werkte en de Republiek steeds meer werd overgeleverd aan de welwillendheid van de grootmachten.
Een hausse brak aan in Engeland toen daar in 1720 een einde kwam aan de South Sea Bubble en in Frankrijk aan de Mississippi Company van John Law. Ook de beurs in Rotterdam kreeg klappen vanwege een scherpe koersval, maar minder ernstig dan in Londen en Parijs, waar veel actionisten door windhandel aanzienlijke verliezen leden. In Amsterdam werd het Engelse koffiehuis in de Kalverstraat bestormd. De burgemeesters verboden de makelaars nog langer te handelen in de bubbel- en windnegotie
Waar in 1719 nog werd gezegd dans ce pays tout est nouveau (in dit land is alles nieuw), schreef Boswell in 1764: you meet with multitudes of poor creatures who are starving in idleness (je komt menigtes van mensen tegen die verhongeren in ledigheid). Na 1688 was de handel op Spanje en Azië gaan stagneren om na 1720 in te storten. Dit gold ook voor de visserij. Door de lage prijzen en de relatief hoge lonen was dit niet direct merkbaar, maar na 1770 was er op grote schaal armoede. Het idee van een neergang werd extra kracht bijgezet door plagen als de paalworm die de dijken en schepen aantastte en de runderpest, Gods slaande hand over Nederland.

### Patriottentijd

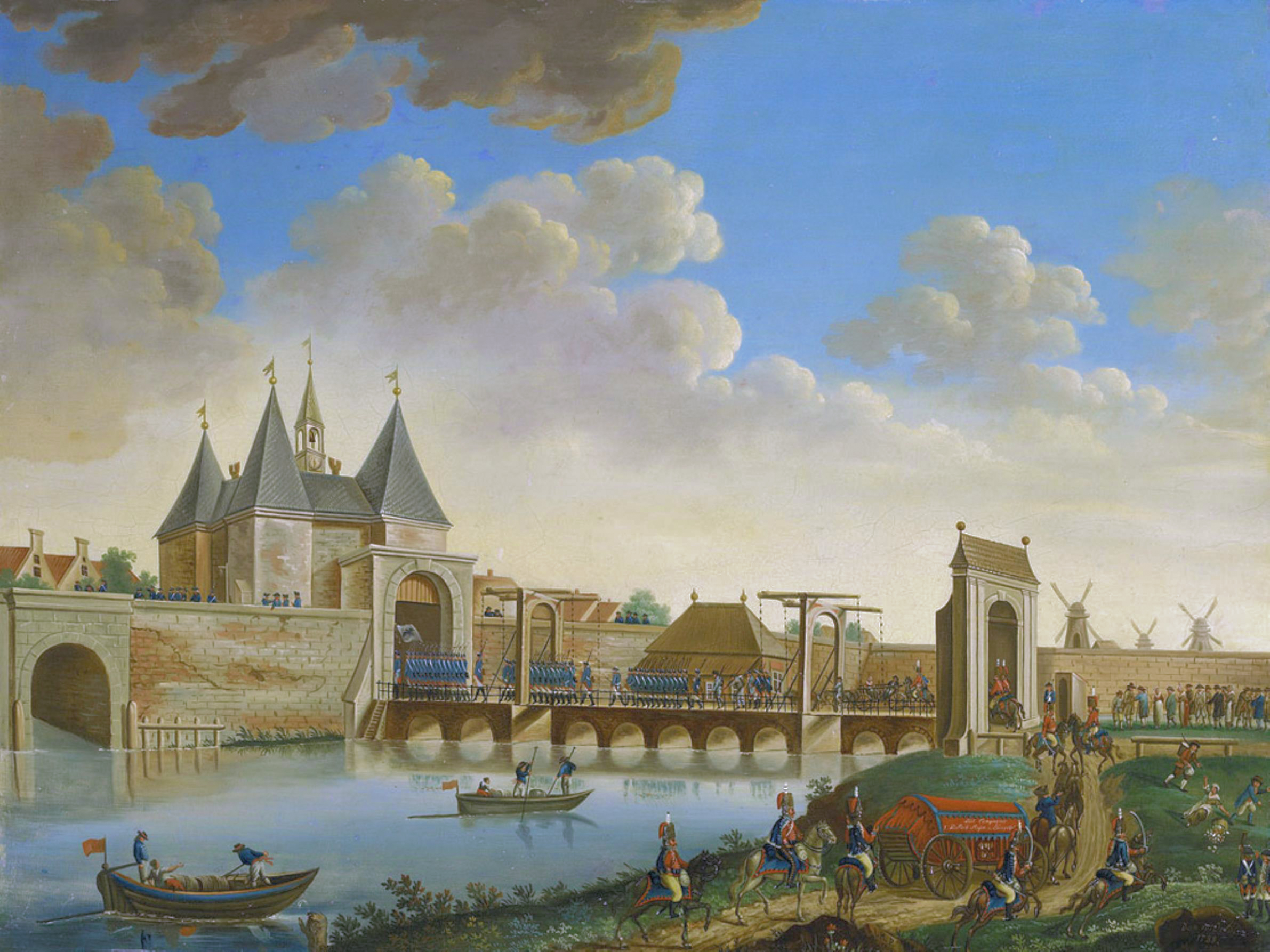
Het Pruisische leger trekt op 10 oktober 1787 Amsterdam binnen via de Leidsepoort (schilderij uit 1800 van Johannes Merken)

De tweede helft van de achttiende eeuw was een roerige periode met wat Godechot de Atlantische revoluties noemde. Waar het eerder slechts ging om adellijke privileges, begon nu ook de volkssoevereiniteit van Rousseau een rol te spelen.
In de Republiek groeide de onvrede over de regentenklasse die zich steeds meer afsloot van het volk. Het bestuur van het land was eerder weliswaar geen democratie geweest, maar het volk had nog wel invloed uit kunnen oefenen. De onvrede kwam het eerst tot uiting in het Pachtersoproer in 1748. De doelisten zagen Willem IV als degene die het bestuur kon hervormen, maar toen hij aan de macht kwam, bleek hij niet van plan de bestaande structuur te veranderen.
De vroege dood van Willem IV in 1751 liet het stadhouderschap toekomen aan de driejarige Willem V die in 1766 meerderjarig werd. Ook hij wist daarna niet de politieke vernieuwing te brengen waarop gehoopt werd. Aan het eind van de achttiende eeuw groeide dan ook de interne verdeeldheid in Nederland. De verlichting begon ook invloed te krijgen in de Republiek, waar een goed onderwijs bestond en daarmee een relatief grote groep geletterden. Dit leidde tot de wil naar een meer democratisch regeringssysteem. Aan de andere kant waren er de orangisten, die stadhouder Willem V nog meer macht wilden geven in navolging van de Franse koningen.

Dat Nederland werd beïnvloed door de gebeurtenissen in Frankrijk wordt tegengesproken door Israel. Hij betoogt daarentegen dat de wisselwerking begon in de Nederlanden, waar de radicale verlichting ontstond uit het radicale cartesianisme. De Patriottenbeweging was volgens hem de enige grote Europese democratische massabeweging voor de in 1789 begonnen Franse Revolutie.
Internationaal waren de verhoudingen gewijzigd en was er na eeuwen niet langer een Frans-Habsburgse tegenstelling, waardoor in 1782 de barrièresteden ontruimd moesten worden. Bij de Staten van Holland en de Staten-Generaal ontstond onvrede over het stadhouderlijk stelsel die gedeeld werd met de regenten die in de pro-Engelse koers van de stadhouder een bedreiging voor de handel zagen. De Amerikaanse revolutie (1775–1783) werd toegejuicht door de democraten, maar ook door de regenten die daarin een vermindering van de Engelse macht zagen.
De bestaande onvrede werd versterkt door het rampzalige verloop van de Vierde Engelse Oorlog (1780–1784) die volgde op de erkenning van de Verenigde Staten tijdens de Amerikaanse revolutie (1775–1783). De Republiek was in 1782 na Frankrijk het tweede land dat de Verenigde Staten erkende en de Britten verklaarden haar de oorlog om te voorkomen dat Nederland eerst met andere neutrale landen een alliantie zou aangaan en dan alsnog in de Amerikaanse onafhankelijkheidsoorlog betrokken zou raken. Met de oorlog kwam een einde aan een eeuw van bondgenootschap. De Engelsen maakten daarbij handig gebruik van uiterst trage besluitvorming in de Republiek. De oorlog betekende een ramp voor Nederland, vooral economisch. De vloot waarmee de Republiek tegen de Engelsen ten strijde trok, was even groot als die waarmee Michiel de Ruyter de Engelsen had verslagen. Terwijl echter de investeringen in de vloot in de Republiek stabiel waren, waren ze in Engeland explosief gestegen.
In 1786 en 1787 escaleerden de binnenlandse problemen. De onvrede van de regenten richtte zich op het patronagestelsel van Willem V, dat hun invloed had doen afnemen. De democratische beweging had daarentegen juist bezwaar tegen het oligarchische karakter van het bestuur. Hoewel de motieven dus van verschillende aard waren, noemden de anti-orangisten zich allen patriotten, al steunden niet alle anti-orangistische regenten de toenemende politieke participatie van de burgers. Zij vreesden de mogelijke democratische beweging waardoor zij mogelijk meer zouden verliezen dan winnen en werden aristocraten genoemd.
De patriotten grepen onder het mom van grondwettige herstelling terug op de Opstand en de Gouden Eeuw en wilden de oude rechten en privileges terug. Door samenwerkende regenten en burgers werden Willem V zijn bijzondere benoemingsrechten ontnomen. Op lokaal niveau begon zich een revolutie af te tekenen, waarbij vrijkorpsen een belangrijke rol speelden. Willem V voelde zich niet meer veilig en vertrok naar Nijmegen. Hij kon zich niet vinden in het plan van de orangisten om hem te herstellen en weigerde mee te werken. Zijn kordater vrouw, prinses Wilhelmina, bood aan zijn plaats in te nemen, waarna haar aanhouding bij Goejanverwellesluis leidde tot de Pruisische inval die de Oranjerestauratie af zou dwingen. Veel patriotten vluchtten naar Frankrijk waar zij een niet onbelangrijke rol hadden in de Franse Revolutie die hen terug zou brengen naar de Republiek tijdens de Bataafse Revolutie.

## Bataafse tijd

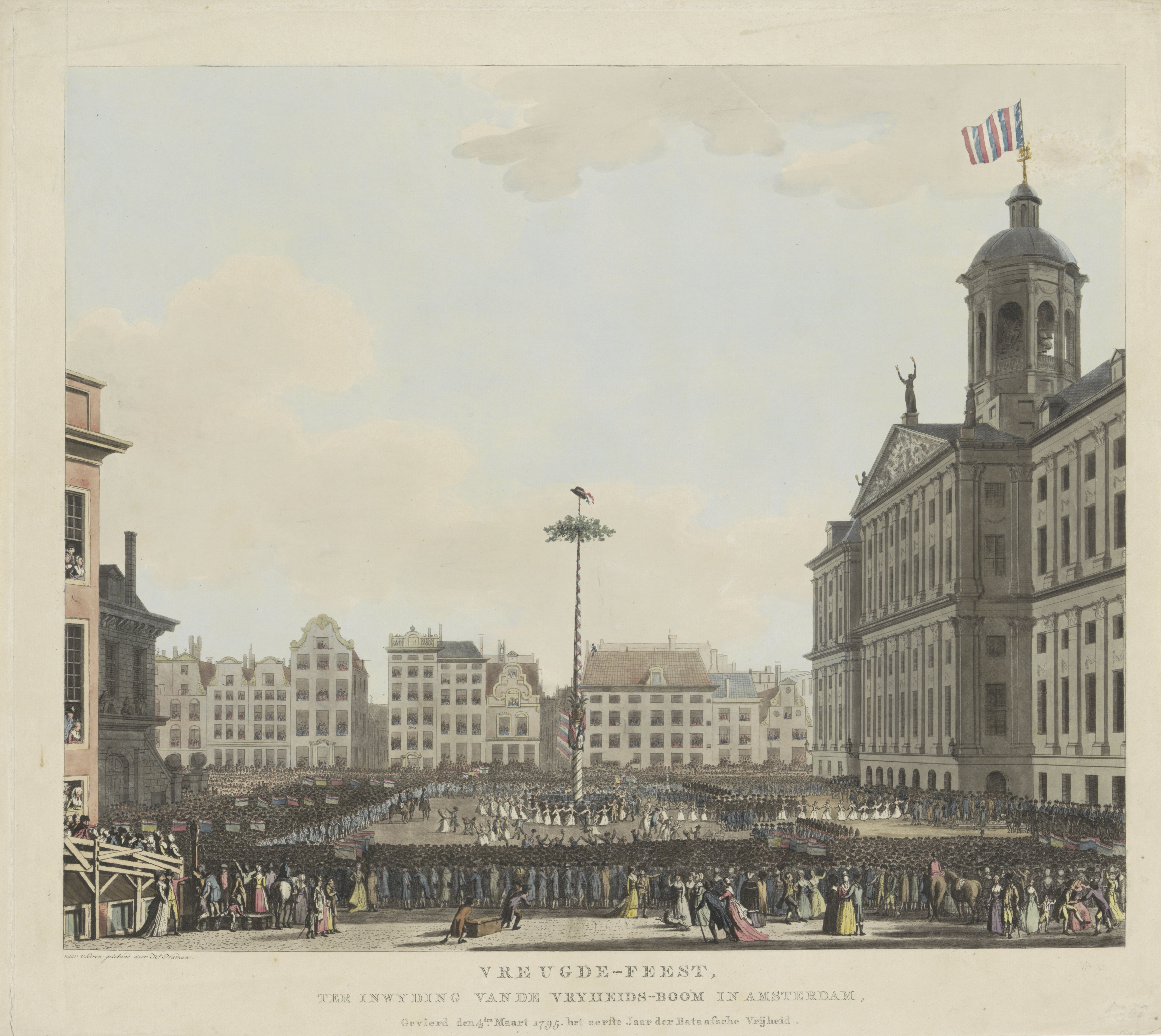
Vreugde feest ter inwijding van de Vrijheidsboom op de Dam in Amsterdam, 1795, H. Numan

Na de Franse Revolutie hadden de Fransen in 1794 de Zuidelijke Nederlanden bij de Franse republiek gevoegd. In 1795 vielen de Franse troepen ook Nederland binnen. Zij bezorgden daarbij de patriotten, die samen met de Franse legers weer terugkeerden, alsnog de macht. In naam maakte Nederland geen onderdeel uit van de Franse republiek, maar de Bataafse Republiek werd gevestigd. Stadhouder Willem V vluchtte naar Engeland, waar hij met de Verklaring van Kew de Nederlandse koloniën onder Brits beheer bracht.
In de voorgaande eeuwen was in de Republiek een notie van de moderne staat bereikt. De Staten hadden een soevereiniteit die bij andere Europese landen door middel van een revolutie bereikt moest worden. Dat gold ook voor de politieke en religieuze tolerantie, de gelijkheid van alle burgers en de verdeling van de welvaart over de bevolking. Dat betekende niet dat er geen sociale ongelijkheid was. Met de neergang van de Republiek kwam het institutioneel onvermogen aan het licht. De bestaande situatie maakte dat deze periode veel minder gewelddadig verliep dan in Frankrijk. De aandacht kon zo vooral gaan naar de vorming van een land waarin het provinciale overwicht van Holland vervangen werd door een centraal geleid bestuur. Het betekende anderzijds dat Nederland een vazalstaat van de nieuwe Franse republiek werd. Volgens het Verdrag van Den Haag moest Nederland een schadeloosstelling van honderd miljoen gulden betalen voor wat als een bevrijding werd voorgesteld.
Binnenlands was er aanvankelijk enige onafhankelijkheid en werden de Rechten van de Mens en Burger ingevoerd, waarmee onder andere alle religies gelijk werden gesteld. De Nationale Vergadering was de eerste democratische volksvertegenwoordiging in Nederland, maar bleek niet in staat om het staatsbestel te hervormen door de tegenstellingen tussen de unitarissen, voorstanders van de eenheidsstaat, en de federalisten die provinciale soevereiniteit voorstonden. Na drie jaar leidde de frustratie tot twee staatsgrepen met Franse steun, waarna met de Staatsregeling van 1798 de eerste Nederlandse grondwet werd ingevoerd. Dit was een radicale breuk met het provincialisme. Op staatkundig gebied was het de belangrijkste verandering sinds de Opstand.
Als bondgenoot van Frankrijk nam de Bataafse Republiek deel aan de Tweede Coalitieoorlog. Op 27 augustus 1799 landde een Brits-Russische troepenmacht van 32.000 man in Den Helder. Op 3 oktober werd Alkmaar bezet. In de slag bij Castricum wist het Bataafs-Franse leger onder de generaals Herman Willem Daendels en Guillaume Brune op 6 oktober echter een beslissende overwinning te behalen tegen de gecombineerde Brits-Russisch strijdmacht. Als gevolg van de blokkade door de Britse marine werd met name de economie van de kustprovincies zwaar getroffen. De handel overzee lag zo goed als stil. Een groot deel van de kolonies ging definitief verloren aan de Britten. In de grote steden in het westen, zoals Amsterdam en Leiden zat een groot deel van de bevolking in de bedeling. Noodgedwongen veranderde Nederland in deze periode steeds meer in een agrarische samenleving, waarbij zelfs Amsterdam een groot deel van zijn bevolking verloor.
Het volk verloor zijn enthousiasme voor de politiek. Rond 1800 wist het evenwel tot nationale verzoening te komen, waarbij de Fransen steeds meer als bezetters in plaats van bevrijders werden gezien. In 1801 was er wederom een staatsgreep. Het Bataafs Gemenebest werd ingesteld, dat weer een federaler karakter kreeg. Ook dit bewind voldeed echter niet aan de verwachtingen, waarna Napoleon in 1805 Schimmelpenninck aanstelde als raadpensionaris. Hoewel deze een jaar later al aan de kant werd geschoven, wist Schimmelpenninck belangrijke hervormingen door te voeren. Na de omvorming van het Bataafs Gemenebest tot het Koninkrijk Holland in 1806 stelde Napoleon zijn broer Lodewijk Bonaparte aan als koning. Lodewijk Bonaparte zette de lijn van Schimmelpenninck door, maar identificeerde zich volgens zijn broer te veel met zijn onderdanen, onder andere door een gebrekkige naleving van het continentaal stelsel. In 1810 werd het land daarna in etappes ingelijfd door het Franse Keizerrijk. De staatsschuld was in achttiende eeuw en Bataafse tijd zodanig uit de hand gelopen dat Napoleon in 1810 zelf de tiërcering van de staatsschuld oplegde.
Na de desastreus verlopen veldtocht naar Rusland en volkerenslag verlieten de Franse troepen in 1813 het land. Vooral door Hogendorp lag het initiatief voor een nieuwe staat niet bij de geallieerden. Hoewel de rol van Oranje in de jaren daarvoor voorbij leek te zijn, werd de zoon van de overleden Willem V gevraagd soeverein te worden. De invoering van de Franse wetgeving zou echter van blijvende betekenis blijken.

## Verenigd Koninkrijk

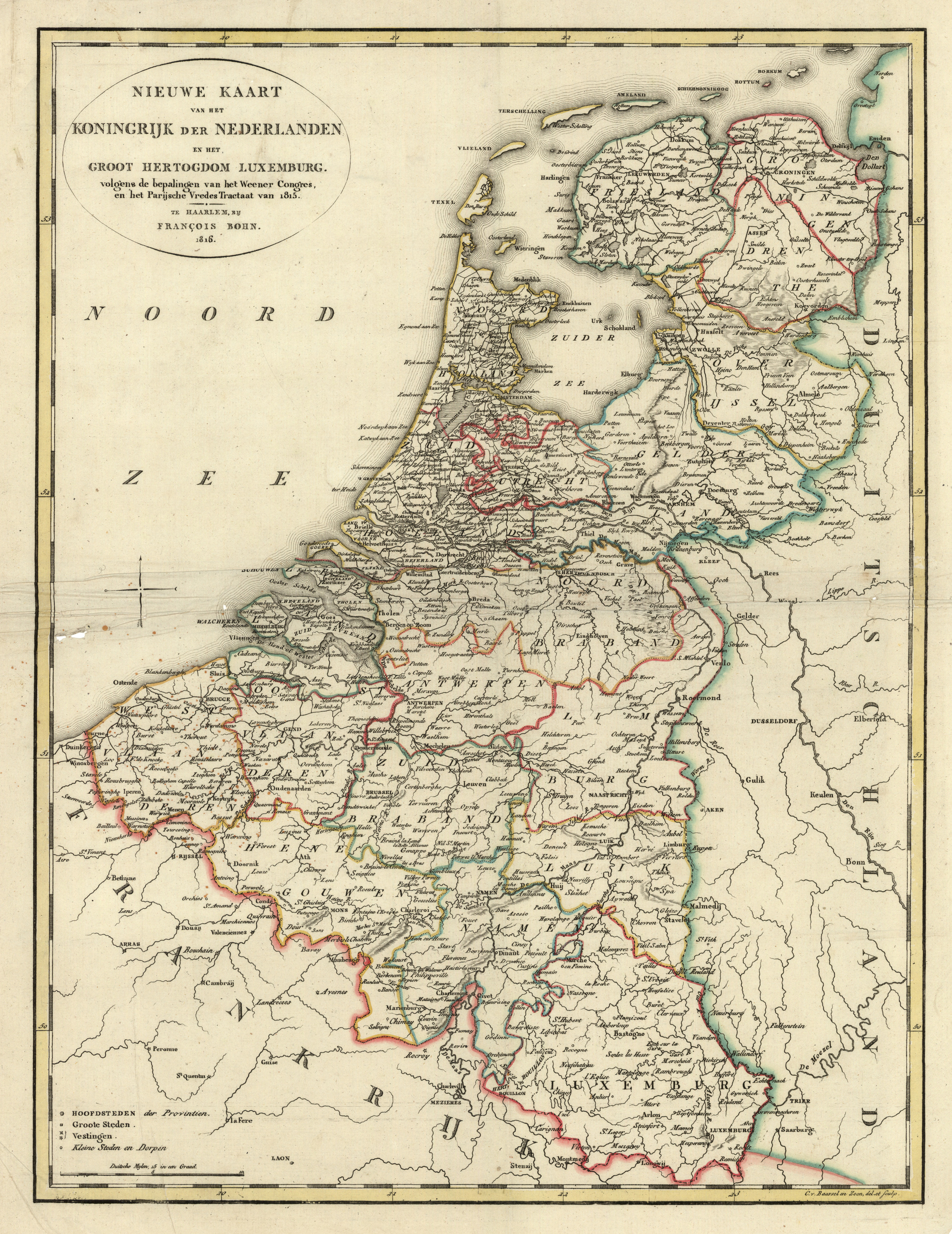
Nieuwe Kaart van het Koningrijk der Nederlanden en het Groot Hertogdom Luxemburg, 1815

Na het vertrek van de Fransen werd in het noorden al snel begonnen met de vorming van een nieuwe staat. In 1813 werd Willem I soeverein vorst, terwijl in 1814 de nieuwe grondwet werd aangenomen. Willem kon hierbij rekenen op steun van de Britten, die een sterke bufferstaat wilden tegen de Franse expansiedrift. In het zuiden ontbrak een dergelijke beweging. Waar het noorden drie jaar deel uit had gemaakt van het Franse rijk, was dit voor het zuiden bijna twintig jaar het geval geweest. De grote mogendheden zagen het zuiden als een te zwakke zelfstandige bufferstaat, waarvoor ook het binnenlands initiatief ontbrak. Oostenrijk wilde echter zijn oude erflanden niet terug. In 1815 besloten de mogendheden tijdens het Congres van Wenen tot de vereniging van noord en zuid. In het zuiden was er aanvankelijk sprake van aarzeling, maar de honderd dagen van Napoleon trok de Belgen over de streep om zich aan te sluiten bij het Verenigd Koninkrijk, daarbij geholpen door Hollandse rekenkunde, Arithmétique hollandaise.
Hoewel Willem I wel wordt vergeleken met de verlichte despoten, had hij wel degelijk te maken met de grondwet en de Eerste en Tweede Kamer. Dit weerhield hem er niet van om buiten de kamers om te regeren en zo het land te herstellen van de verwoestende Franse overheersing. Willem I pakte de wederopbouw krachtig aan. De in het zuiden in de Franse tijd florerende industrie werd gestimuleerd, terwijl in het noorden de nadruk lag op het herstel van de handel en scheepvaart. In het gehele land werd de infrastructuur aangepakt en werden talrijke kanalen gegraven en wegen verbeterd. Een reeks nieuwe instellingen waaronder de Nederlandsche Handel-Maatschappij (NHM) moest de welvaart verbeteren om Nederland zo uiteindelijk weer een grote mogendheid te maken. De grotendeelse teruggave van de koloniën door de Britten hielp hierbij, hoewel het tot de invoering van het cultuurstelsel in Nederlands-Indië in 1830 zou duren voor er sprake was van een batig slot.
Zo voortvarend als Willem I de economie stimuleerde, zo conservatief was zijn politiek. In bestuur en hoge legerposten waren de Belgen zwaar ondervertegenwoordigd, hoewel ze een groter deel van de bevolking en het leger uitmaakten. De taaldwang zorgde voor de nodige weerstand in het zuiden, waar niet alleen Wallonië Franssprekend was, maar ook de hogere bourgeoisie in Vlaanderen. De katholieken, die de meerderheid van de bevolking uitmaakten, eisten vrijheid van onderwijs en godsdienst en de liberalen hadden bezwaren tegen de autoritaire regeerstijl van Willem I. Dit leidde tot het Monsterverbond en uiteindelijk de Belgische afscheiding in 1830.

## Koninkrijk der Nederlanden
De kostbare volhardingspolitiek van Willem I had hoge financiële lasten tot gevolg. Daarnaast werkte het systeem niet meer waarbij de in het zuiden gefabriceerde producten door noordelijke schepen vervoerd werden. Het was nu duidelijk dat Nederland tot de kleine mogendheden behoorde en noodgedwongen een neutraliteitspolitiek begon te volgen. Politiek gezien bevond het land zich ook midden in de periode van "een land dat in de jaren 1780 in een crisis belandde en tot 1848 toe een lange reeks van valse starts en mislukkingen meemaakte".

### Parlementaire democratie
Na de Franse revolutie en de definitieve nederlaag van Napoleon had het reactionisme de overhand gekregen. In het revolutiejaar 1848 had dit weer een sterke tegenbeweging zette zich hier weer tot gevolg met onlusten in heel Europa. Het startpunt was weer Frankrijk, waar de reactionaire koning werd afgezet en een burgerregering aan de macht kwam. Snel daarna kwamen ook volksopstanden voor in onder andere Duitsland en Oostenrijk. In Nederland verliep dit jaar relatief rustig, doordat Willem II naar eigen zeggen in één nacht van conservatief tot liberaal was geworden. Hij liet een nieuwe grondwet ontwerpen door de liberaal Thorbecke. Nederland werd een constitutionele monarchie, terwijl de ministers voortaan verantwoordelijk waren voor het beleid in plaats van de koning. Thorbecke kon dit daarna aanvullen met de nodige hervormingen, maar kwam in 1853 ten val na het herstel van de bisschoppelijke hiërarchie en de daaropvolgende Aprilbeweging.
De schoolstrijd ging daarna een belangrijk onderdeel van de politiek vormen. Er ontstonden confessionele partijen, in oppositie tegen het jarenlange overwicht van de liberalen, met de protestantse Anti-Revolutionaire Partij als eerste landelijke politieke partij. Waar de parlementsleden zich eerder hadden verenigd in informele allianties en kiesverenigingen, ontstonden aan het einde van de negentiende eeuw meerdere politieke partijen.
In Nederlands-Indië volgde Nederland een zogeheten onthoudingspolitiek. Dit hield in dat er in de buitengewesten geen bestuur gevestigd werd. Men beperkte zich in plaats daarvan tot relaties met de inheemse vorsten. Een andere politiek zou financieel en militair te veel inspanningen hebben gevergd. Onder andere het modern imperialisme van andere landen aan het einde van de negentiende eeuw leidde desondanks tot een koloniale expansie, de zogeheten koloniale paradox. Deze expansie kon met zwaar geweld gepaard gaan.

### Modernisering

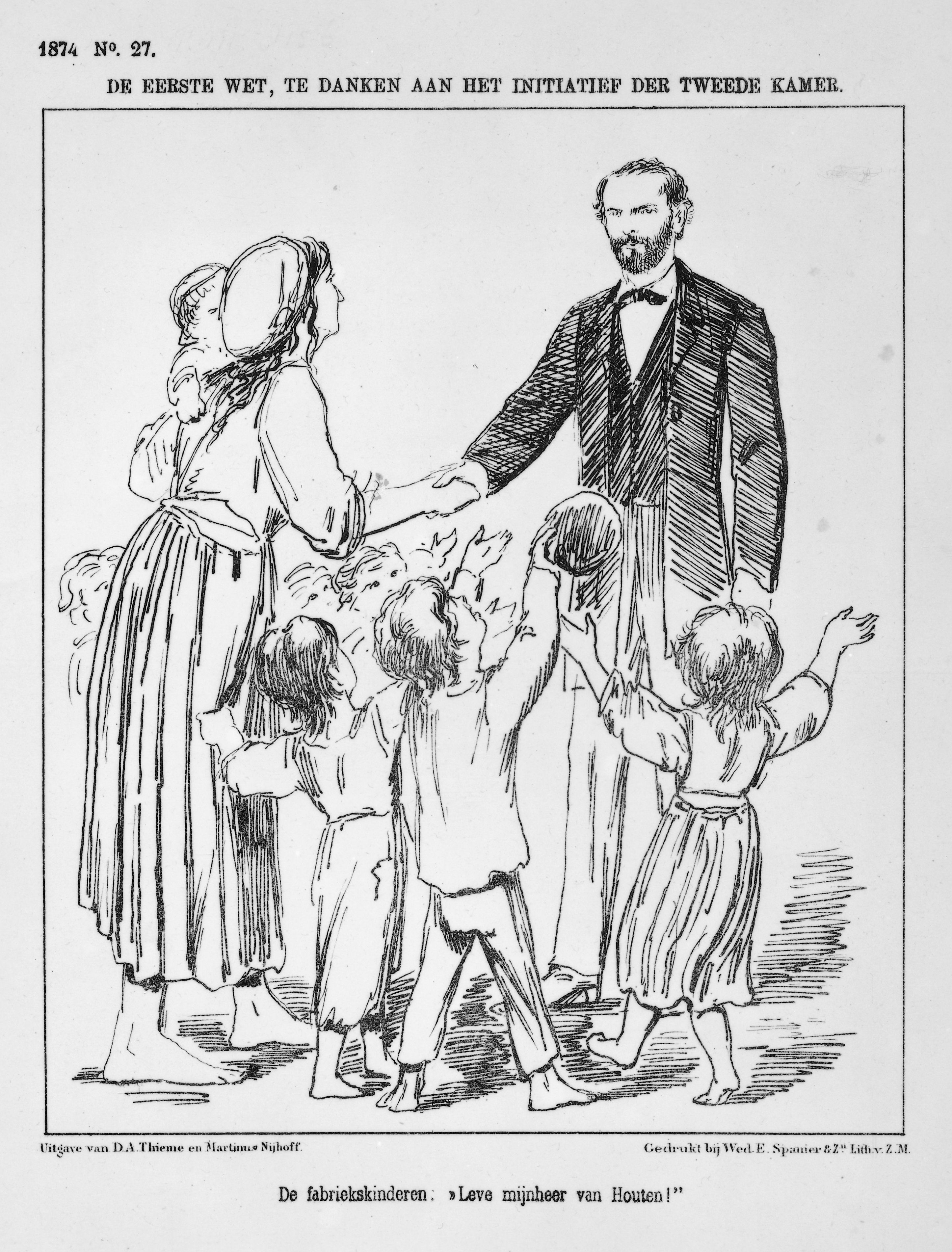
De fabriekskinderen: "Leve mijnheer van Houten", 1874, Elias Spanier

Het kinderwetje van Van Houten was de eerste sociale wet in Nederland. Langzaam begon de overheid een grotere rol te spelen na de eerdere terughoudendheid van de liberalen.
De invoer van goedkoop graan en andere landbouwproducten uit de VS en Canada veroorzaakte tussen 1878 en 1895 een landbouwcrisis. Dit zorgde dat de werkgelegenheid op het platteland sterk terugliep. In de veenkoloniën van Groningen en Drenthe, waar al grote sociale verschillen bestonden, had dit in 1888 in Appelscha de eerste grootschalige staking in Nederland tot gevolg. Daarbij werden loonsverhoging en afschaffing van de gedwongen winkelnering geëist.
Een groot deel van de bevolking trok dan ook weg uit het platteland. Deels was dit migratie richting de steden, maar een aanzienlijk deel emigreerde ook richting het buitenland. De verstedelijking die hier het gevolg van was, maakte dat de industrialisatie vooral in het oosten en het zuiden sterk doorzette. Daartoe droeg de trein bij, waarvan het eerste exemplaar in 1839 ging rijden tussen Amsterdam en Haarlem. Ook breidde de dienstensector zich uit. Dit alles droeg in belangrijke mate bij aan de economische groei. De verstedelijking maakte bovendien de onderste sociale lagen van de samenleving zichtbaar als arbeidersklasse. Hieruit kwam een arbeidersbeweging voort, die zich organiseerde in politieke partijen en vakbewegingen. Naast de schoolstrijd werden uitbreiding van het kiesrecht en verbetering van de sociale omstandigheden van de arbeiders belangrijke politieke thema's. Er begon zich een verzuiling af te tekenen, die met het burgerlijk karakter de Nederlandse samenleving zou kenmerken tot in de jaren 1960. De toegenomen welvaart ging gepaard met een grote opbloei van kunsten en wetenschappen. Geleidelijk verdween de echte armoede, terwijl arbeidsvoorwaarden een wettelijke basis kregen. De positie van kinderen verbeterde geleidelijk aan met de invoering van het Kinderwetje van Van Houten in 1874 en de instelling van de leerplicht in 1901.
Hoewel de neutraliteit voortkwam uit onvermogen, begon Nederland zich te profileren als gidsland. Dit stond op gespannen voet met het beleid in de koloniën, waardoor een ethische politiek ontstond. Onder andere door de economische belangen kwam dit niet verder dan het financieren van volksonderwijs en een beperkte mate van politieke participatie van de koloniale bevolking.
Tijdens de Eerste Wereldoorlog (1914–1918) wist Nederland neutraal te blijven, maar het was wel het einde van de sterke economische groei. Het Nederlandse leger werd wel gemobiliseerd toen in augustus 1914 de oorlog uitbrak, terwijl de Duitse invasie in België tot ca. 1 miljoen vluchtelingen uit dat land leidde. Omdat de omliggende landen in oorlog waren en de Noordzee niet veilig meer was voor de scheepvaart, werd voedsel schaars en dreigde er zelfs hongersnood. Er werd een bonnensysteem voor de voedseldistributie ingesteld. Een fout in de distributie leidde in 1917 tot het Aardappeloproer in Amsterdam.
Onder druk van de oorlogsomstandigheden kwam de politiek tot de pacificatie van 1917 waarmee niet alleen de angel grotendeels uit de conflicten werd gehaald, maar ook de verzuiling officieel bevestigd werd. Er kwam een einde aan de schoolstrijd en voor mannen werd het algemeen kiesrecht ingevoerd, twee jaar later gevolgd door het vrouwenkiesrecht. De sociale kwestie werd echter niet opgelost en na de vergissing van Troelstra was de positie van de socialisten ernstig verzwakt. Deze vergissing bestond er uit dat Troelstra, de leider van de SDAP, na de revoluties in Duitsland en Rusland, in november 1918 eveneens tot een revolutie opriep onder de arbeiders, waar echter geen gehoor aan werd gegeven.
De relatie met België, dat zwaar had geleden onder de Eerste Wereldoorlog, was gespannen. De Belgen vonden dat Nederland zich niet neutraal had opgesteld, omdat Duitse troepen toestemming hadden gekregen zich via Nederlands-Limburg terug te trekken. De Belgen eisten ter compensatie Zeeuws-Vlaanderen en Zuid-Limburg op. Dit werd niet gehonoreerd, maar tot het uitbreken van de Tweede Wereldoorlog zou de verhouding met België problematisch blijven. Nederland onthield zich van steun aan de Vlaamse Beweging, ondanks de toespelingen op de onderlinge band vanuit het Grootneerlandisme.

### Burgerlijk-verzuilde samenleving

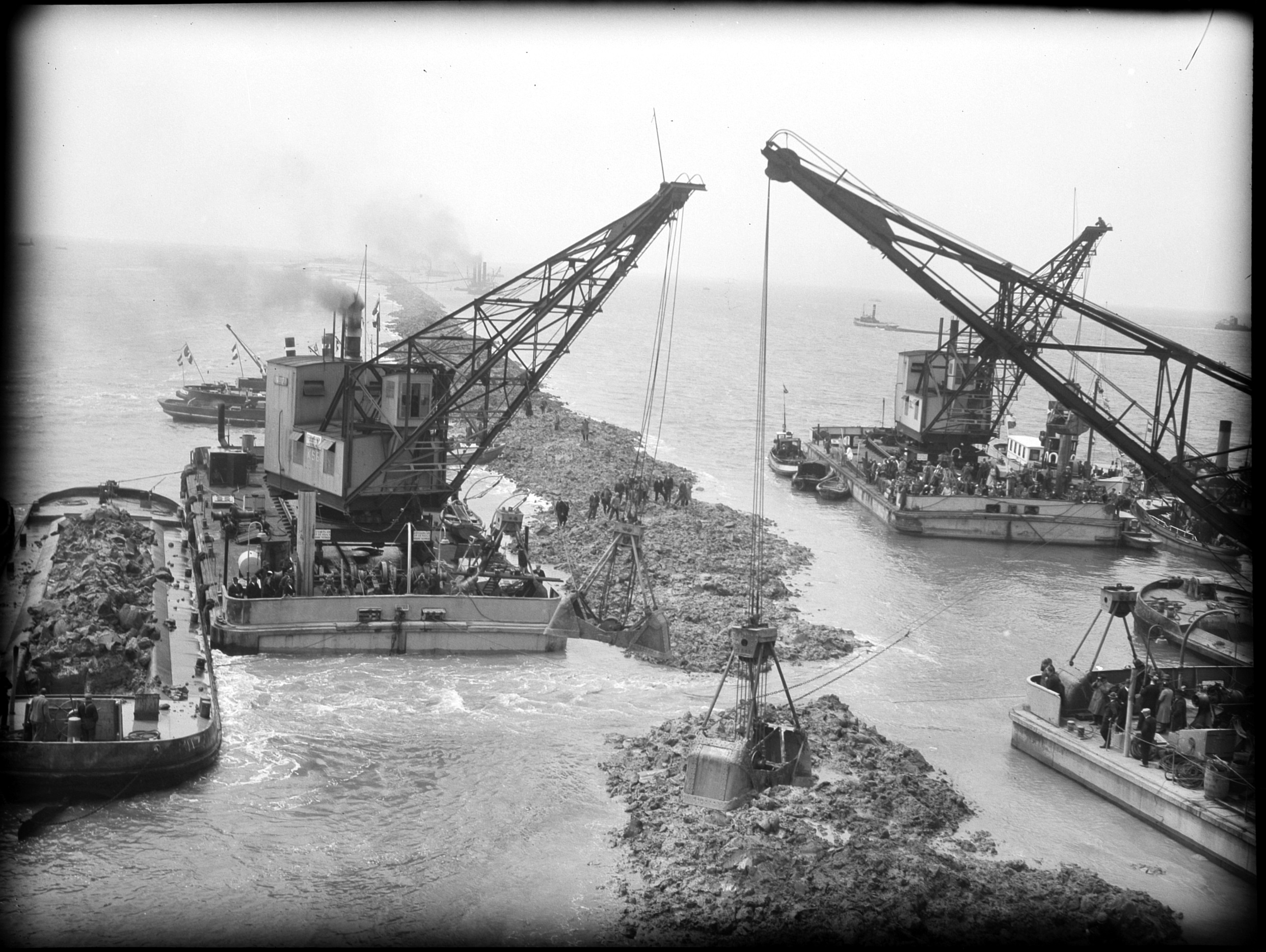
Veel werklozen konden meewerken aan de aanleg van de Afsluitdijk tussen 1927 en 1932.

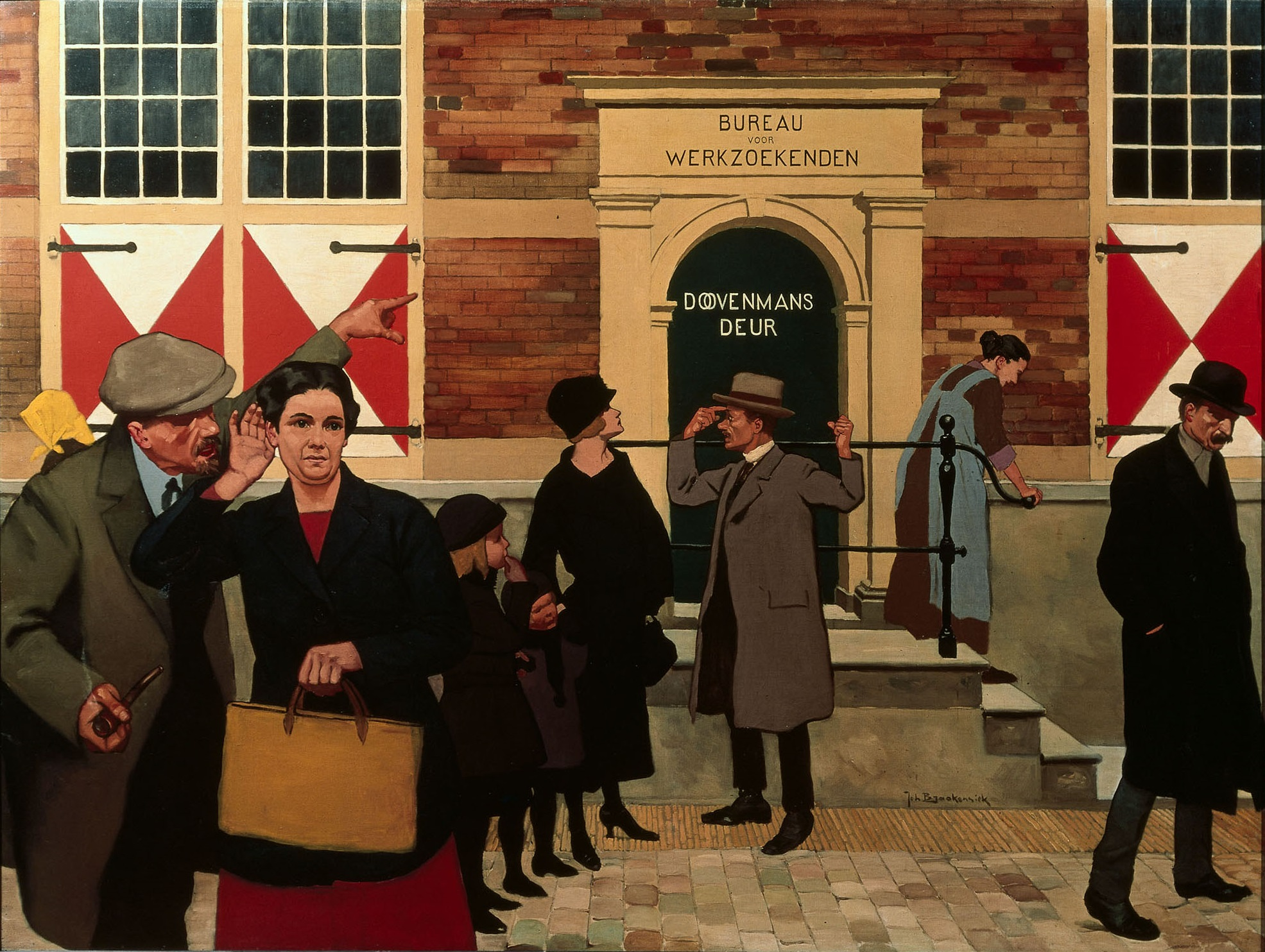
Doovemansdeur, Johan Braakensiek, 1939
Werklozen tijdens de crisisjaren voor de gesloten deur van het arbeidsbureau. De burgers lijken de nood van de arbeiders te negeren

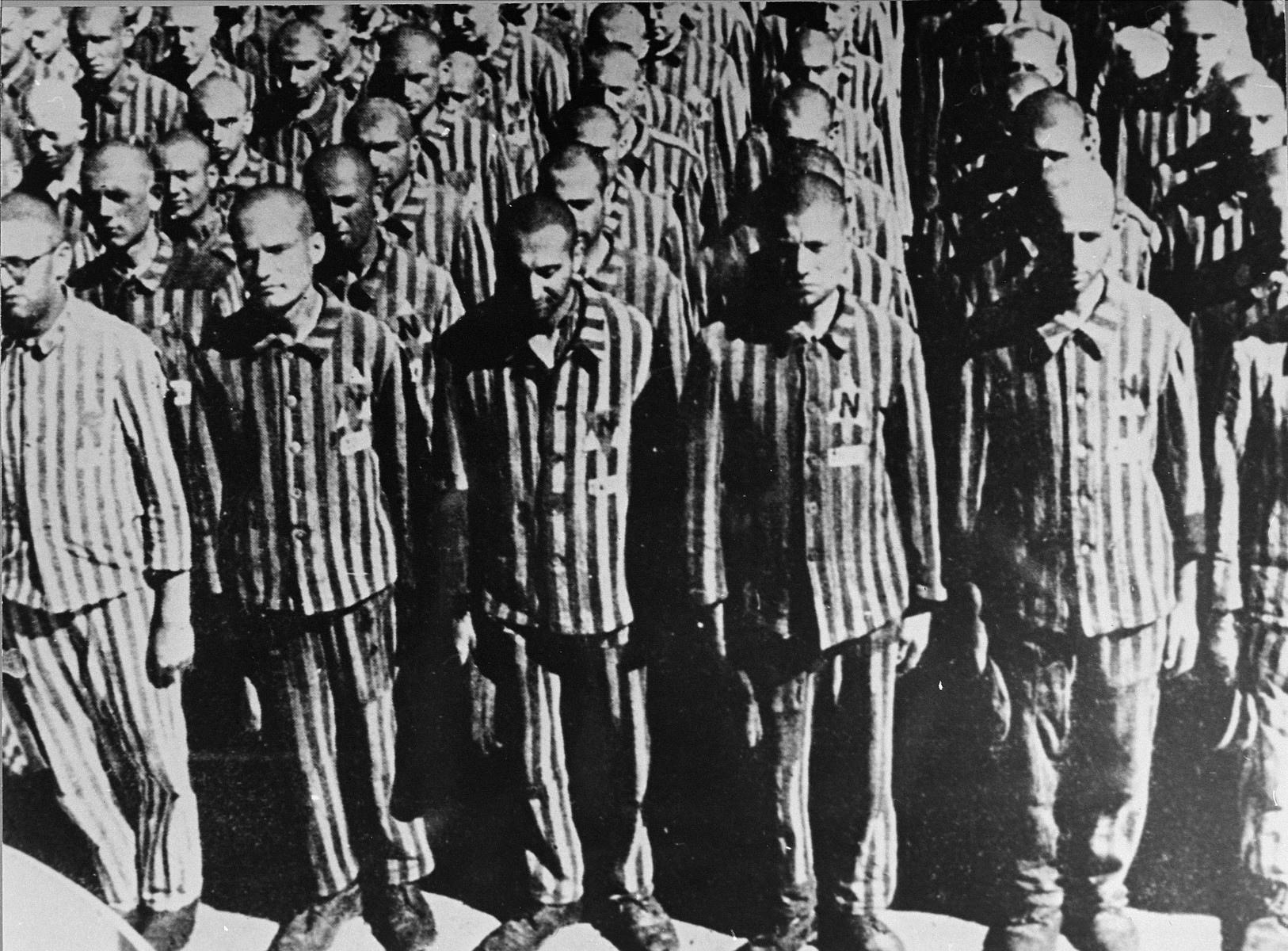
Nederlandse Joden in Buchenwald

De ontwikkelingen hadden er ondertussen toe geleid dat Nederland duidelijk te herkennen was als natiestaat. In de periode na de Eerste Wereldoorlog kwam de bestaande ontwikkeling in een stroomversnelling. De infrastructuur werd uitgebreid, onder meer met de Afsluitdijk. Eerder waren al het Noordzeekanaal en de Nieuwe Waterweg aangelegd. Op grote schaal vond nu ook een elektrificatie plaats, wat grote veranderingen tot gevolg had voor transport, massaproductie, huishoudens en communicatie. Niet alleen de bestaande infrastructuur werd verbeterd, er ontstond ook geheel nieuwe infrastructuur met de komst van de luchtvaart. Van de in 1919 opgerichte KLM landde de eerste vlucht in 1920 op Schiphol. In de industriële sector groeiden enkele zeer grote bedrijven als Philips, Shell en Unilever. In de wetenschap en kunsten kwamen grote namen naar voren, in de wetenschap zelfs dusdanig dat dit ook wel de "tweede Gouden Eeuw van de Nederlandse natuurwetenschap" is genoemd.
Ook begon er langzaamaan een sociaal stelsel te ontstaan. Internationaal streefde Nederland nog steeds neutraliteit na, ondanks de toetreding tot de Volkenbond en de vestiging van het Permanent Hof van Internationale Justitie in Den Haag.
Hoewel er met de NSB en de CPN wel antiparlementaire bewegingen waren, was de parlementaire democratie tot de Tweede Wereldoorlog nooit in gevaar. Na de gespannen verhoudingen met het koningshuis in de negentiende eeuw, groeide de populariteit van de koninginnen. Het feit dat zij geen directe politieke invloed meer nastreefden, droeg hieraan bij.
Vooral politiek, vakbeweging, scholen, omroep, pers en jeugdbeweging waren sterk verzuild. Getracht werd ideologische tegenstellingen op te lossen met een pacificatiepolitiek, wat vooral bij levensbeschouwelijke kwesties niet altijd lukte. Aangezien de confessionelen van 1918 tot 1994 altijd deel uitmaakten van de regering, had dit de nodige invloed.
De crisis van de jaren 1930 bracht, na een periode van voorspoed, grote werkloosheid. Het op dat moment regerende kabinet-Ruijs de Beerenbrouck III voerde een groot aantal bezuinigingsmaatregelingen en wetten door, waaronder de Tarwewet, om de crisis te doorstaan. Vrijwel alle landen rondom Nederland devalueerden hun munt, waardoor de handelspositie steeds slechter werd. Pas in 1936 werd door Colijn III alsnog besloten om de gulden te devalueren. Economisch oriënteerde Nederland zich in deze tijd zeer eenzijdig op Duitsland. De invoering van het Sonderkonto bleek een strop voor Nederland. De crisis duurde in Nederland bijzonder lang, om te worden gevolgd door de Tweede Wereldoorlog. Dit zou uiteindelijk een toenemende invloed van de staat op de samenleving tot gevolg hebben.
Om de werkloosheid een halt toe te roepen, werden in 1935 werkgelegenheidsprojecten opgezet. Ook werd de import beperkt, om binnenlandse bedrijven te steunen
In deze periode ontwikkelde de nationale beweging in Nederlands-Indië zich. Leiders als Soekarno en Hatta eisten bestuur of zelfs onafhankelijkheid en werden opgepakt en naar Nieuw-Guinea verbannen.
Langzaamaan kwam rond die tijd de toestroom van uit Duitsland gevluchte Joden op gang. Omdat men de relatie met Duitsland niet wilde verstoren, werd er echter een zeer streng toelatingsbeleid gehanteerd en werden veel Joden weer teruggestuurd. Vanwege de wereldwijd toenemende onrust werd besloten om de defensie-uitgaven te verhogen en de dienstplicht te verlengen. Nederland kon echter de meeste wapens niet zelf fabriceren en moest deze dus kopen. Met de oorlogsdreiging waren de meeste landen echter steeds minder scheutig om internationale wapenleveranties of doorvoer te tolereren. Nederland kon zich hierdoor niet afdoende bewapenen en bleef aansturen op volledige neutraliteit tijdens de naderende oorlog.
Tijdens de Tweede Wereldoorlog (1940–1945) gebruikte het nationaalsocialistische bestuur Nederland onder meer als wingewest om de oorlog te ondersteunen. De bezetters probeerden daarnaast de bevolking te nazificeren, terwijl ruim honderdduizend Joden – 75% van de Joodse bevolking in Nederland – werd omgebracht in vernietigingskampen. Slechts een klein deel van hen kon overleven door onder te duiken. Na een aanvankelijke gematigde benadering, verhardde de bezetting al snel, vooral na de in bezet Europa unieke Februaristaking in 1941. Zo richtten de Duitsers concentratiekampen in werden de repressie en terreur steeds harder. Hoewel er zowel verzetsbewegingen als collaborateurs waren, was de algemene houding er een van inschikken door vergaande aanpassing, ook wel accommodatie genoemd. Toen op 5 mei 1945 heel Nederland uiteindelijk was bevrijd, waren niet alleen zo'n 200.000 Nederlandse burgers en militairen omgekomen; er was ook veel weggeroofd of vernield. Wat betreft rechtstreekse oorlogsschade waren in Nederland vooral de steden Rotterdam en Nijmegen zwaar getroffen.
Door de bezetter werden veel instellingen uit de verzuiling vervangen door algemene. Maar hoewel de verschillende zuilen in het verzet samenwerkten en gedurende de eerste tijd na de bevrijding de doorbraakgedachte heerste, was er al snel een terugkeer naar de verzuiling van voor de oorlog. Daarmee was de oorlog minder een breuk dan verwacht zou kunnen worden. In 1948, in het vijftigste jaar van haar regeerperiode, trad koningin Wilhelmina af ten gunste van haar dochter Juliana. Zij was vooral teleurgesteld omdat in het naoorlogse Nederland de vooroorlogse verzuilde samenleving, met bijbehorende partijpolitieke cultuur, weer terugkwam en haar macht niet de gewenste groei had kunnen doormaken. Er werd afstand gedaan van de falende neutraliteitspolitiek door lid te worden van de VN, de EG en vooral de NAVO tijdens de Koude Oorlog. Willem Drees regeerde tijdens deze periode waarin de verzorgingsstaat werd uitgebreid. Economische motieven, maar ook de spanning van de Koude Oorlog, hadden een grote emigratie tot gevolg die door de overheid werd gestimuleerd. Tussen 1947 en 1963 vertrokken 409.000 mensen naar onder meer Canada, Australië, de Verenigde Staten, Zuid-Afrika en Nieuw-Zeeland.
De van 1942 tot 1945 door Japan bezette zeer rijke en winstgevende kolonie Nederlands-Indië ging na een onafhankelijkheidsstrijd (1945–1949) definitief verloren voor Nederland. Met een koloniale oorlog die in Nederland eufemistisch bekendstond als de politionele acties werd enige jaren lang geprobeerd het gezag te herstellen, waarbij de Nederlanders soms meedogenloos optraden. Zowel door de internationale druk van de Verenigde Naties en de Verenigde Staten, in het bijzonder het dreigement de Marshallhulp stop te zetten, als door de vasthoudendheid van de Indonesiërs, werd Nederland gedwongen de nieuwe situatie te aanvaarden. In 1949 erkende Nederland de Indonesische onafhankelijkheid. Een immigratiestroom van in totaal ca. 300.000 personen uit Indonesië kwam op gang, bestaande uit Molukse ex-KNIL-militairen met hun gezinnen, Nederlandse repatrianten en Indo's. Hoewel oorspronkelijk gevreesd werd dat het verlies van de rijke kolonie tot economische malaise zou leiden (Indië verloren, rampspoed geboren), bleek het tegendeel het geval. Tot zwarte Sinterklaas in 1957 was de economische band met Indonesië samen met het Marshallplan nog wel van groot belang voor de wederopbouw.

### Ontzuiling

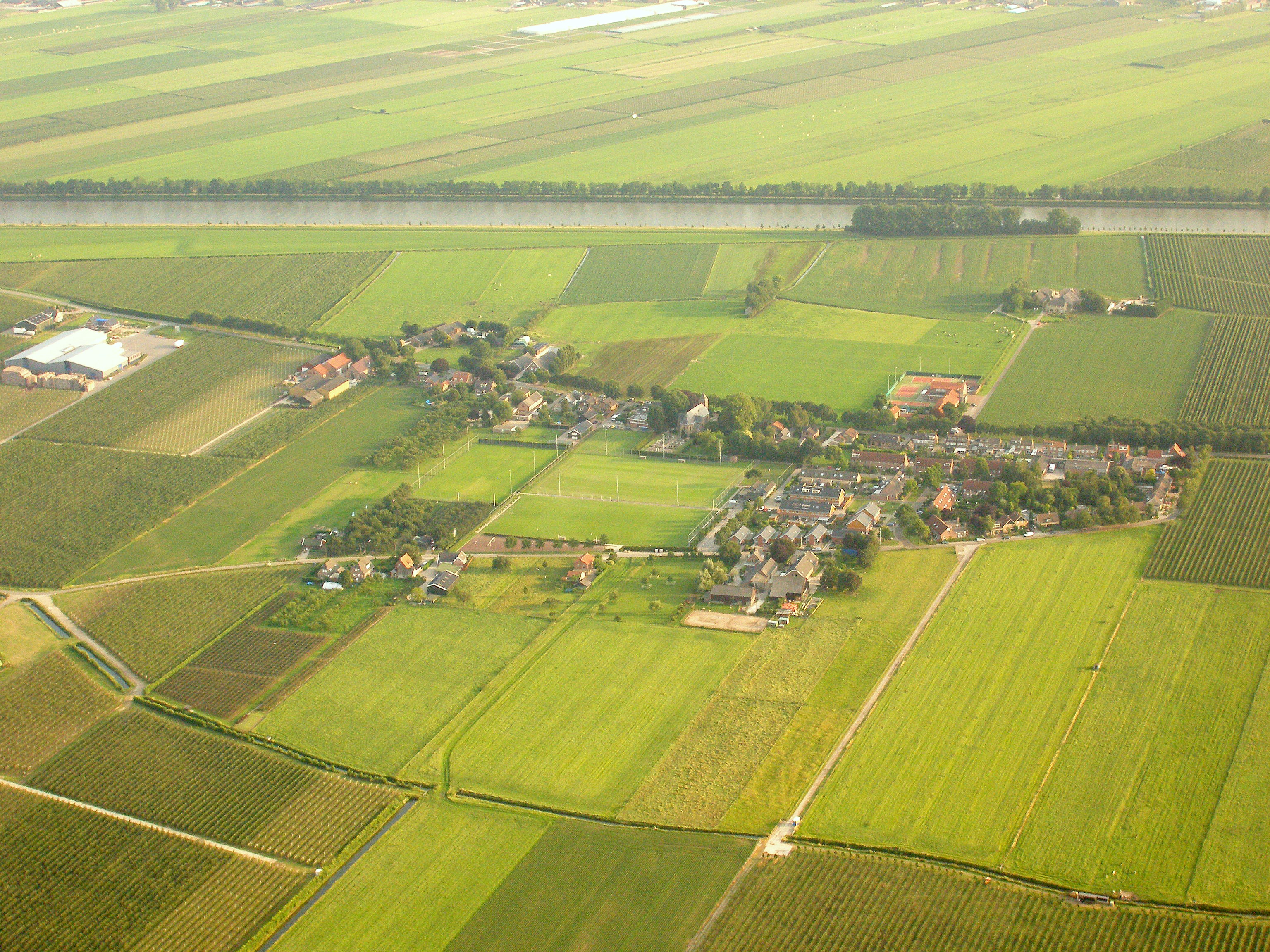
De ruilverkaveling, die vooral na de oorlog op gang kwam, maakte een einde aan de akkertjes met kronkelsloten die vervangen werden door grote akkers met kaarsrechte sloten. Met de verstedelijking veranderde dit het landschap van Nederland aanzienlijk

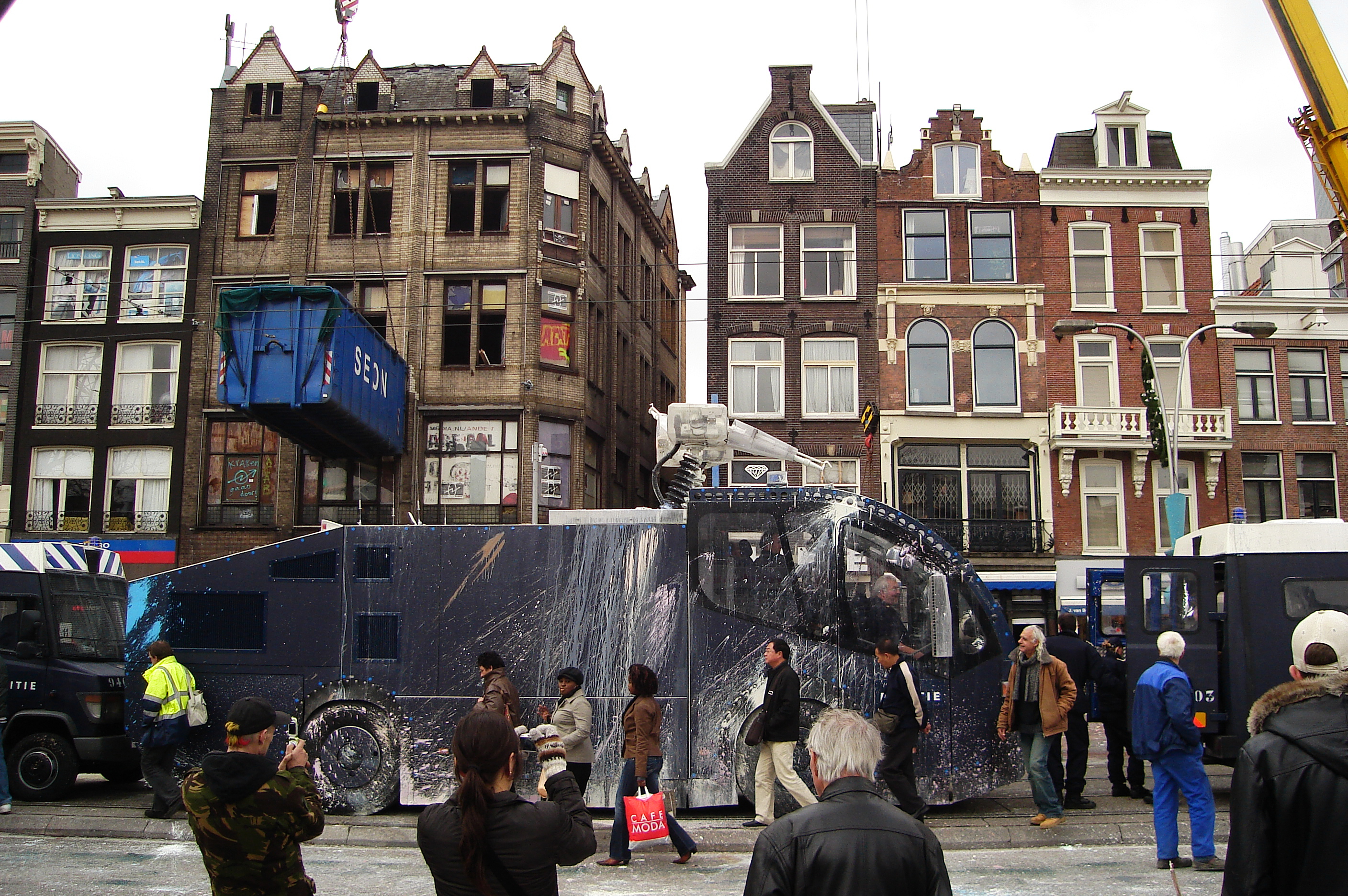
Ontruiming van een kraakpand op het Damrak in Amsterdam op 31 oktober 2007.

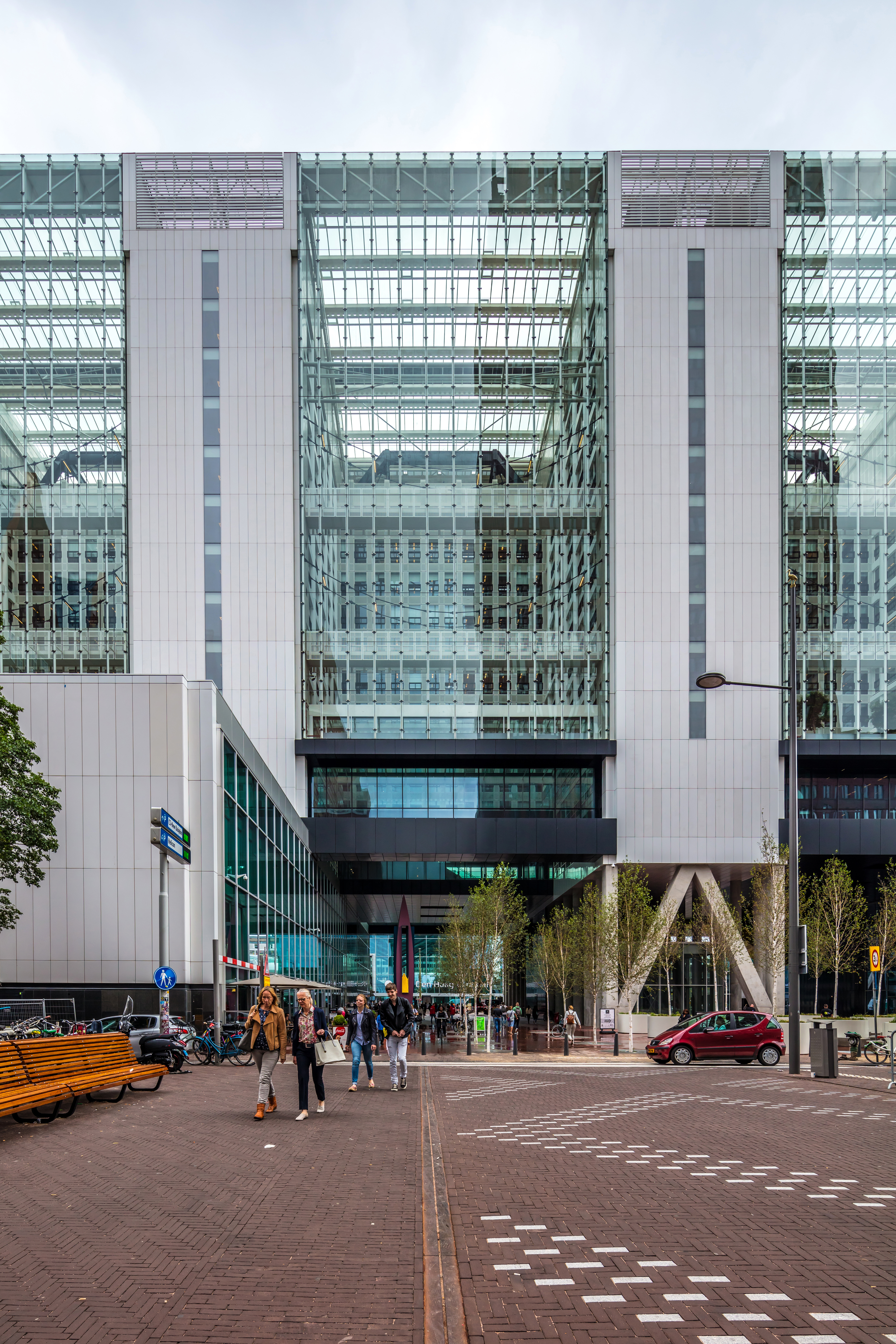
Een Nederlands overheidsgebouw (Ministerie van Infrastructuur en Waterstaat)

In de jaren 1950 nam de welvaart in Nederland snel toe. Dit was vooral te danken aan de zich eindelijk doorzettende industrialisatie en aan het feit dat in West-Europa lering was getrokken uit de fouten van het interbellum, onder meer met het inzicht dat hoge tolmuren fnuikend waren voor de handelseconomie. Nederland, België en Luxemburg gingen daarom vanaf 1958 economisch nauwer samenwerken in de Benelux. Nederland was in datzelfde jaar ook een van de zes landen die de Europese Economische Gemeenschap oprichtten, waaruit in de jaren daarna de Europese Unie ontstond.

Na de watersnood van 1953, waarbij in Nederland bijna 2000 doden vielen, werd het Deltaplan opgesteld, dat vele dijkverhogingen en afsluitingen van zeearmen inhield. Er werd hierna bijna 50 jaar aan de realisatie van dit plan gewerkt. Hierdoor werd een grote expertise op dit gebied ontwikkeld. De haven van Rotterdam groeide uit tot de grootste van Europa, tussen 1962 en 2004 was het zelfs de grootste zeehaven ter wereld.
In de jaren 1950 was de concurrentiepositie ten opzichte van het buitenland ook verbeterd door de geleide loonpolitiek. Het decennium daarop zag de ontdekking van de aardgasbel en grote loonsverhogingen die een luxe mogelijk maakten die daarvoor niet gekend was, het begin van de consumptiemaatschappij. Met de televisie werd de auto daarvan het symbool. De individuele ontplooiing werd geleidelijk belangrijker dan het voldoen aan de verwachtingen van de zuil. Met deze ontzuiling ontstond een jeugdcultuur, die zich juist afzette tegen de oudere generatie.
Hoewel er na de oorlog in de kunstwereld wel bewegingen opkwamen als de Vijftigers en Cobra, ontstond er pas in de jaren 1960 een beweging van verandering die maatschappelijk breed was. Bestaande structuren en normen en waarden verdwenen niet direct, maar werden vanaf toen wel ter discussie gesteld. Gezag was niet langer vanzelfsprekend, maar afhankelijker van vaardigheid. In de jaren 1960 waaiden flowerpower, de hippie-leefstijl en vrij druggebruik over uit Californië, terwijl de seksuele moraal vrijer werd. De subsidiewetgeving werd verruimd, waarmee kunstenaars meer ruimte kregen om te experimenteren. Ook de vrouwenbeweging liet sterk van zich horen, al loopt de emancipatie tot op heden achter ten opzichte van omringende landen. Bij dit alles paste ook een democratisering van het onderwijs, die er kwam met de Mammoetwet van 1968.
Eind jaren 1950 rees ook de angst voor het communisme. De sociaaldemocraten waren weliswaar minder radicaal, maar de communistische sterk pro-sovjet CPN behaalde in 1946 10 van de 100 Kamerzetels (in 1939 had deze er 3 gehad), plus veel gemeenteraadszetels en de absolute meerderheid in een aantal Groningse gemeentes. De omwenteling in Tsjecho-Slowakije in 1948 deed de bewondering omslaan in vrees. Tot een heksenjacht kwam het niet, maar een aantal wetswijzigingen in onder andere de gemeentewet verzekerde de mogelijkheid om eventueel communistische politici buitenspel te zetten, mochten ze te sterk worden. De aanhang van de CPN nam overigens in latere jaren drastisch af.
Met het verdwijnen van de verzuiling ontstond nu een jeugdcultuur met verschillende subculturen. In de jaren 1980 ontstond door de woningnood gecombineerd met langdurige leegstand de kraakbeweging. Met de kroningsoproer in 1980 begon een gewelddadige krakersperiode die de politie naar een andere benadering van groepsgeweld liet zoeken.
De jaren 1980 was ook de periode van de grote demonstraties. Velen protesteerden tegen de plaatsing van Amerikaanse kruisraketten op Nederlands grondgebied, een onderdeel van de koude oorlog. De grootste demonstratie ooit in Nederland gehouden, was die in 1983 in Den Haag tegen kruisraketten. Ook liepen veel mensen te hoop tegen de Vietnamoorlog en tegen kernenergie.
Nationaal is er sinds de ontzuiling voor vele mensen geen ideologische stroming meer waar zij zich naar kunnen richten, terwijl het einde van de Koude Oorlog de internationale verhoudingen niet duidelijker heeft gemaakt. Daarnaast zijn er de kernproblemen die Fortuyn door de benoeming ervan zijn grote aanhang gaf en die sindsdien actueel zijn gebleven.

### Ontkerkelijking
Parallel aan de ontzuiling voltrok zich vanaf deze periode de ontkerkelijking. Met de secularisering groeide het deel van de bevolking dat zich niet rekende tot een van de zuilen. De confessionele partijen zagen hun aanhang kelderen. De vorming van het CDA uit de drie grootste confessionele partijen kon hun aanwezigheid in het machtscentrum nog rekken, maar in het algemeen verloren zij aanhang aan liberale partijen als D66 en VVD, of aan de sociaaldemocratische PvdA. Tegenover de ontkerkelijking begon een toename van een ongebonden spirituele groep, die zingeving zocht in bewegingen als new age.

### Koloniën worden zelfstandig
De westelijke helft van Nieuw-Guinea werd na veel bemoeienissen van Indonesië en Amerikaanse aanmaningen en Russische dreigementen in oktober 1962 overgedragen aan de Verenigde Naties. In 1969 werd Nieuw-Guinea middels een volksstemming officieel bij Indonesië gevoegd. Op 25 november 1975 werd ook Suriname onafhankelijk.

### Politiek (jaren 70)
In de jaren 1970 moest dan ook de politiek volgen met een vernieuwing. Dat het kabinet-Den Uyl hierin grotendeels faalde, was onder andere te wijten aan de economische neergang na de oliecrisis van 1973. Vooral de arbeidsintensieve industrie bleek hierna weg te trekken naar lagelonenlanden. De daaropvolgende grote werkloosheid sloeg vooral toe onder laagopgeleiden, waaronder veel gastarbeiders die tijdens de periode van economische voorspoed waren binnengehaald. Uiteindelijk bleek de verzorgingsstaat hierdoor niet in volle omvang houdbaar te zijn. 
In deze periode kwam het binnen de PvdA tot het idee van de maakbare samenleving. In de decennia daarna bleek steeds meer dat de samenleving slechts ten dele maakbaar is en dat het toenemende overheidsingrijpen de overheid niet slagvaardiger maakte door de toenemende bureaucratie Het idee van de maakbare samenleving leidde ook tot toenemend overheidsingrijpen, met een toename van de bureaucratie die de overheid niet slagvaardiger maakte.

Schokkende affaires waren in deze tijd vooral de treinkapingen door Molukkers bij Wijster in 1975 en die bij De Punt in 1977. Ook speelde in deze periode de Lockheed-affaire.

### Economie (jaren 80-90)
Het begin van de jaren 1980 stond in het teken van de in 1979 uitgebroken oliecrisis. Dit was een economische terugval met hoge werkloosheid, een enorm begrotingstekort, oplopende rente en een instortende woningmarkt. De kabinetten van CDA'er Ruud Lubbers regeerden van 1982 tot 1994 onder het motto "werk, werk, werk". Deze drie kabinetten voerden verregaande bezuinigingen door op ambtenarensalarissen en uitkeringen en werkten aan de afbouw van de verzorgingsstaat. Het begrotingstekort werd zo teruggedrongen. Uitkeringen werden minder aantrekkelijk gemaakt om meer mensen aan het werk te krijgen en de werkloosheid, ruim 11% in 1983, tegen te gaan. Ook werd het poldermodel van consensus tussen overheid, vakbonden en werkgevers nu verlaten. Nederland leed onder stagflatie, wat een economisch probleem veroorzaakte waar maar moeilijk uit te komen was. Eind jaren 1980 ging wereldwijd de conjunctuur weer omhoog en verdween het pessimisme. De Nederlandse economie herstelde, de werkloosheid liep terug en het begrotingstekort was weer onder controle.
In de jaren 1990 trok de Nederlandse economie verder aan. Tijdens de paarse jaren steeg de welvaart, waarbij Nederland profiteerde van de wereldwijde economische groei. In deze periode groeide ook de milieubeweging. In 1972 had het rapport De grenzen aan de groei van de Club van Rome vooral in Nederland grote indruk gemaakt. De overheid reageerde hier weliswaar snel op, maar het bleek een moeilijk internationaal probleem, waarop niet direct greep te krijgen was. In de jaren 1980-90 deed Nederland, als lid van de NAVO, actief mee aan verschillende militaire vredesoperaties onder de vlag van de Verenigde Naties. Dat leidde in 1995 tot betrokkenheid bij de val van Srebrenica, iets wat de gemoederen hierna nog heel lang zou bezighouden.

### Groeiende maatschappelijke intolerantie
Een ander moeilijk oplosbaar probleem, de bezorgdheid over de groeiende groep van etnische minderheden, werd aanvankelijk vooral genegeerd. Eind jaren 1960 en vooral in de jaren 1970 kwam een grote toestroom van gastarbeiders op gang, eerst uit vooral Italië en Spanje, later veelal uit Marokko en Turkije. Waar de Spanjaarden en Italianen in de jaren 1980-90 grotendeels terugkeerden naar hun vaderland, was dat met de Marokkanen en Turken niet het geval. De reden was vooral economisch. Spanje en Italië werden evenals Nederland welvarender, zodat de emigranten van zichzelf meer geneigd waren hierheen terug te gaan. Marokko en Turkije bleven daarentegen onderontwikkelde gebieden, zodat er geen prikkel was voor de inmiddels aan de welvaart gewende gastarbeiders om daarheen terug te keren. Bovendien hadden velen ondertussen hun gezin over laten komen. Er kwam ook een grote toestroom van importbruiden op gang. Hierdoor groeide de allochtone islamitische bevolkingsgroep zeer sterk. 

### 21e eeuw
Waar in de jaren 1960 universele waarden voorrang moesten krijgen, werd gaandeweg meer aandacht gevraagd voor de nationale cultuur; men vreesde dat die gevaar zou lopen door enerzijds de Europese eenwording en anderzijds de grote groepen etnische minderheden. Het Grondwettelijk verdrag voor Europa (2004) werd dan ook afgewezen. Na de aanslagen op 11 september 2001 in de Verenigde Staten verminderde bovendien in veel delen van de wereld, waaronder Nederland, de tolerantie jegens islamitische minderheden. Laatstgenoemden voelden zich op hun beurt hierdoor in het gedrang komen. 
Toen Pim Fortuyn in 2001 toetrad tot de politieke arena, werd het integratiebeleid uiteindelijk een verplicht onderdeel van de politiek. Frustratie over het vermeende falende overheidsbeleid bleek in 2002 nadat negen dagen na de moord op Fortuyn diens partij, de Lijst Pim Fortuyn, een ongekende verschuiving teweegbracht in de Tweede Kamerverkiezingen. Hoewel dit kabinet slechts enkele maanden standhield, is de onvrede over de traditioneel regerende partijen sindsdien gebleven. De moord op Theo van Gogh leek nog eens een bevestiging van het multiculturele drama van een etnische onderklasse die niet integreert en op den duur radicaliseert. 
Terwijl op dit vlak de traditionele tolerantie verminderde, zorgde het toestaan van het homohuwelijk en onder voorwaarden abortus, euthanasie, prostitutie en softdrugs ervoor dat die indruk in het buitenland wel bleef bestaan. Met name vanaf 2006 gingen er opnieuw steeds meer stemmen  in plaats van naar het "brede politieke midden" naar alternatieve partijen, zoals de SP enerzijds en de PVV anderzijds. Deze laatste partij, die bekendstaat als zeer anti-islam en anti-immigratie, werd bij de verkiezingen van november 2023 voor het eerst de grootste.
Nederland kreeg vanaf 2008, net als een groot deel van de wereld, te maken met de kredietcrisis en de daaropvolgende staatsschuldencrisis. De stikstofproblematiek speelde al langer; vanaf 2019 is er officieel sprake van een stikstofcrisis in Nederland. In 2020 werd Nederland net als de rest van de wereld getroffen door de coronacrisis. 
Omstreeks 2017 werd duidelijk dat de klimaatverandering in Nederland sneller gaat dan de gemiddelde wereldwijde opwarming. Tijdens de overstromingen in Noordwest-Europa in de zomer van 2021 werden ook delen van Zuid-Nederland getroffen.
Ondanks de voornoemde crisissen is Nederland over het algemeen een zeer welvarend land met een goede sociale zorg en een stabiele samenleving gebleven. Ondanks de hiervoor genoemde politieke moorden heeft het land een relatief geweldsarme ontwikkeling doorgemaakt.

### Voetnoten
1. ↑  Het economisch en militair veel sterkere Oost-Romeinse Rijk zou daarentegen nog bijna een millennium standhouden, vanaf de 5e eeuw als het Byzantijnse Rijk.
2. ↑  De Vries en Van der Woude hebben de Republiek om deze reden de eerste moderne economie hebben genoemd, terwijl De Zeeuw zelfs stelde dat turf aan de basis lag van de Gouden Eeuw. Deze visie is door anderen genuanceerd, maar het belang van een goede energiedrager bleek ook in Engeland, dat over steenkool kon beschikken.
3. ↑  Citaat: "Tijdens de reizen die ik maakte was ik vaak getuige van de fatale gevolgen van [de] uitsluiting van frisse lucht. Ik zal een voorbeeld geven, omdat het een beeld overbrengt, hoewel zeer zwak, van het lijden van die ongelukkige wezens die we moedwillig uit hun geboorteland slepen, en veroordelen tot eeuwigdurende arbeid en gevangenschap. Als nat en winderig weer het noodzaakten de patrijspoorten te sluiten en de roosters af te dekken, volgden dysenterie en koorts onder de negers. Terwijl ze in deze situatie waren, bracht mijn beroep mij regelmatig beneden onder hen, tot hun vertrekken zo extreem heet werden, dat het alleen een zeer korte tijd uit te houden was. Maar de extreme hitte was niet het enige dat hun situatie onhoudbaar maakte. Het dek, de vloer van de vertrekken, was dusdanig bedekt met bloed en slijm van de dysenterie, dat het een slachthuis leek. De menselijke verbeelding is niet in staat om een vreselijkere of walgelijkere toestand te bedenken. Vele slaven vielen flauw en werden aan dek gebracht, waar verscheidene stierven en de rest met veel moeite werd hersteld."